# ハーゲン
ハーゲン (ドイツ語: Hagen, ドイツ語発音: [ˈhaːg̩n]) は、ドイツ連邦共和国ノルトライン＝ヴェストファーレン州に属す郡独立市である。本市はルール地方の南東端に位置しており、南ヴェストファーレン最大の都市である。ハーゲンはしばしば「ザウアーラントの門」と呼ばれる。
大規模都市ハーゲンは、ヴェストファーレン＝リッペ地方連合およびルール地域連合に加盟しており、ライン＝ルール大都市圏に位置している。ハーゲンは、区裁判所、地方裁判所、労働裁判所の所在地であり、全国的に重要な研究所や行政機関が多くある。
ハーゲンはドイツ唯一の州立通信大学であるハーゲン通信大学の所在地でもある。2012年からハーゲンは公式に「Stadt der FernUniversität」（通信大学の街）という添え名を用いている。この添え名は、市名を示す道路標識に記述されている。

## 地理と地質学

### 地理
ハーゲン市域の南北の最大幅は 17.1 km、東西は 15.5 km である。市境の全長は 89.7 km で、ドルトムントとが 3.3 km、ウナ郡とが 9 km、エネペ＝ルール郡とが 56.6 km、メルキシャー郡とが 20.8 km である。市の面積 (160.36 km2)は、リヒテンシュタイン公国とほぼ同じである。
ハーゲンの市域の 42 % が森である（2014年12月31日現在）。4つの川が市域内を流れており、その合計の長さは 52.2 km で、ルール川が 11.5 km、レネ川が 13.1 km、フォルメ川が 21.3 km、エネペ川が 6.3 km である。エネペ川にヴェーリングハウザーバッハ川が注いでいる。ルール川沿いフォアハレ近くの最低地点（海抜 86 m）からベリングの東に位置する最高地点（北緯51度18分 東経7度34分 / 北緯51.300度 東経7.567度、海抜 438 m）までの高度差は 352 m ある。
ハーゲンの市域内にある急勾配（20 % 以上）は以下の通り・
- アルテンハーゲンのトレッペン通り 28 %
- シュタットミッテのベーマー通り 27 %
- ヴェーリングハウゼンのエーヴァルト通り 27 %
- ヴェーリングハウゼンのレー通り 26 %
- ヴェーリングハウゼンのトゥネル通り 26 %
- エッペンハウゼンのクライスト通り 23 %
- アルテンハーゲンのベーラー通り 21 %
- シュタットミッテのエルフリーデンヘーエ 20 %

### 地質学と古生物学
19世紀初め以降、ハーゲン周辺地域は古生物学および考古学の古典的な発掘地域とされている。
市域内には様々な岩石やデボン紀から石炭紀の堆積物が存在している。カルストの洞窟や石灰岩の塊の裂け目に白亜紀や第三紀および完新世の海や陸の堆積物が保存されている。
ハーゲン周辺地域は現在でも、世界で最も重要な、デボン紀中後期から石炭紀前期の化石の採掘場所の1つである。しかし、1980年代には近づくことのできた数多くの有名な採掘場所に上物が造られたり埋め戻されたりしている。
古生代から中生代の動植物の化石が得られた他の採取場も地球科学研究に多大な貢献をした。ハーゲン周辺では、たとえば陸棲恐竜や初期の哺乳動物の骨、白亜紀前期の植物の化石が見つかっている。
フォルメタールのハーゲン＝アムブロックでは、デボン紀中期の陸生植物や板皮類の残骸が発見されている。シュヴェルムとバルフェとの間に、デボン紀の珊瑚礁の跡である広い石灰岩の塊があり、19世紀初めから採石場が営まれていた。

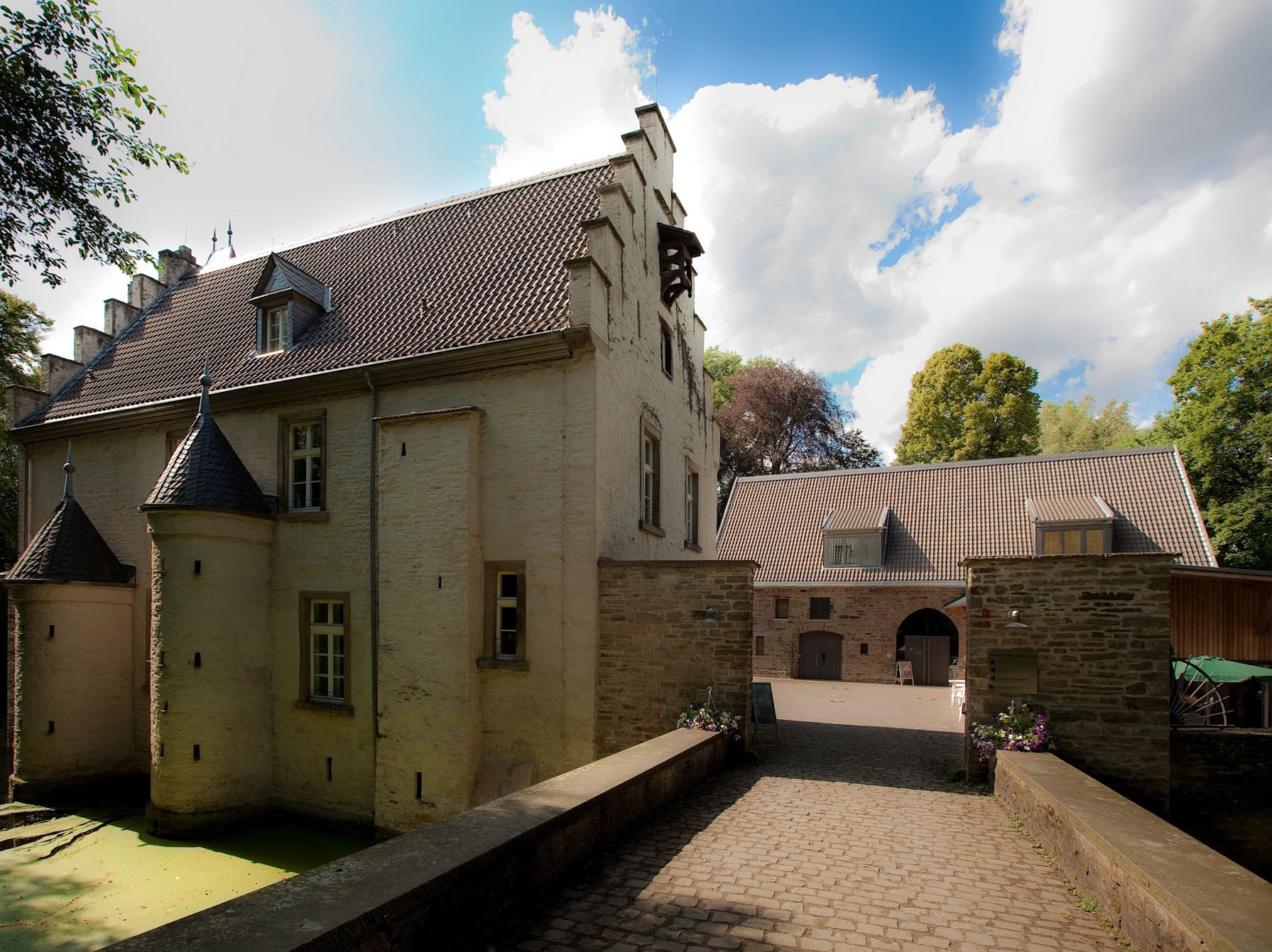
先史・古代史博物館が入居しているヴェルトリンゲン城

古いハーゲン＝フォアハレのレンガ工場の洞窟は3億1900万年前の昆虫やその他の化石の世界で最も重要な採掘地とされており、中には羽を広げた長さが 40 cm の初期の大型のトンボや絶滅した古代のカゲロウの仲間、巨大な多足類が、石炭紀後期から途切れることなく発見される。ハーゲン＝フォアハレ採石場は古生物学研究における世界的評価の高いジオトープとされている。この採石場や地域全体からの出土品は、ヴェルトリンゲン城の原始・古代史博物館で見ることができる。
エムスト、ダール、ホーエンリムブルクといった高地には、レネ川やルール川の古い川筋の第三紀の堆積物が保存されている。エムストやホーエンリムブルク近くの石灰岩の隗の裂け目の堆積物からは、サメの歯、陸棲のカタツムリ、哺乳動物や水棲動物の骨、第三紀の植物の痕跡が発見される。
ホルトハウゼン近郊のレネ川支流の谷のブレッター洞窟で、石器時代の人類の痕跡が発見された。炭素14年代測定により11,300年前の中石器時代初期のものと推定されている。これは、ヨーロッパ大陸における氷期以後（完新世）の、人類の最も古い証拠とされている。

### 気候
| 1956/7年から2010年の気象データ | 1月  | 2月  | 3月  | 4月  | 5月  | 6月  | 7月  | 8月  | 9月  | 10月 | 11月 | 12月 | 年間平均気温 / 累積降水量 |
| ------------------------------ | ---- | ---- | ---- | ---- | ---- | ---- | ---- | ---- | ---- | ---- | ---- | ---- | ------------------------- |
| 気温 (℃)                       | 1.7  | 2.5  | 5.7  | 9.3  | 13.5 | 16.3 | 18.0 | 17.9 | 15.0 | 10.7 | 5.6  | 2.5  | 9.9                       |
| 降水量 (mm)                    | 94.6 | 72.3 | 81.5 | 62.1 | 72.7 | 81.8 | 88.5 | 88.5 | 75.2 | 77.8 | 87.5 | 99.4 | 981.9                     |

### 市の構成
人口が密集したフォルメ川やエネペ川の谷およびハーゲン北部にはルール地方の典型的な建築スタイルにより発展した町並みが形成されている。ハーゲンは、地形学的にはボーフム南部の市区、エッセン、ミュールハイムと類似している。1975年の地域再編後に組み込まれた人口が疎らな南の市域は、山と湖と森からなるかつてのザウアーラントらしい田舎の風情である。
ハーゲンは5つのシュタットベツィルク（市管区）からなり、人口は合計186,465人（2013年現在）である。
| 都市管区                 | 市区               | 2013年の人口 | 面積 (km2) | 人口密度 (人/km2 | 2000年との比較 | 2000年の人口 | 地区図 |
| ------------------------ | ------------------ | ------------ | ---------- | ---------------- | -------------- | ------------ | ------ |
| ミッテ（中央）           |                    | 75,047       | 20.5       | 3,661            | 11.2 % 減少    | 2000年の人口 |        |
|                          | ミッテルシュタット | 20,468       | 02.7       | 7,581            |                | 22,311       |        |
| アルテンハーゲン         | 17,199             | 04.4         | 3,909      | 19,906           |                |              |        |
| ホーホシュールフィアテル | 12,409             | 03.5         | 3,545      | 13,081           |                |              |        |
| エムスト                 | 10,677             | 04.3         | 2,483      | 11,455           |                |              |        |
| ヴェーリングハウゼン     | 14,294             | 05.6         | 2,552      | 17,742           |                |              |        |
| ノルト（北）             |                    | 36,909       | 29.6       | 1,247            | 7.8 % 減少     | 40,048       |        |
|                          | フォアハレ         | 10.017       | 12.5       | 0801             |                | 40,048       |        |
| ベーレ                   | 26,892             | 17.1         | 1,573      | 28,815           |                |              |        |
| ハスペ                   |                    | 29,245       | 22.2       | 1,317            | 6.5 % 減少     | 31,258       |        |
|                          | ハスペ＝オスト     | 16,811       | 14.7       | 1,144            |                | 18,069       |        |
| ハスペ＝ヴェスト         | 12,434             | 07.5         | 1,658      | 13,199           |                |              |        |
| アイルペ / ダール        |                    | 16,019       | 51.1       | 0313             | 14.1 % 減少    | 18,643       |        |
|                          | アイルペ           | 10,987       | 18.5       | 0594             |                | 13,001       |        |
| ダール                   | 05,032             | 32.6         | 0154       | 05,642           |                |              |        |
| ホーエンリムブルク       |                    | 29,245       | 37.0       | 0790             | 11.4 % 減少    | 33,017       |        |
|                          | ホーエンリムブルク | 24,616       | 22.7       | 1,084            |                | 28,046       |        |
| レネタール               | 04,629             | 14.3         | 0324       | 04,971           |                |              |        |

ノルトライン＝ヴェストファーレン州統計局の公式数値によれば2020年12月31日現在のハーゲンの人口は188,713人であった。市の発表によれば2020年12月31日の人口は194,938人である。

## 歴史

### 中世
ハーゲン地域は、歴史資料ではロルシュ年代記 (Annales Laureshamenses) に初めて登場する。775年にルール川とレネ川の合流地点を越えたドルトムントの市境付近にあったザクセン人の城ホーエンジーブルク (Sigiburg) がカール大帝の軍勢に征服されたという記事である。
ハーゲンの村や教区は中世にはさほど重要ではなく、政治的、経済的、社会的にマルク伯領の、特にイーザーローンや近隣のリムブルク伯領の都市に建設の上で遅れをとった。「ドルフ・ハーゲン」（村）や「キルヒシュピール・ハーゲン」（教区）の替わりにアルンスベルク伯領に属す「フライハイト・ハーゲン」（小都市を意味する）と呼ばれることもあった。

### 近世

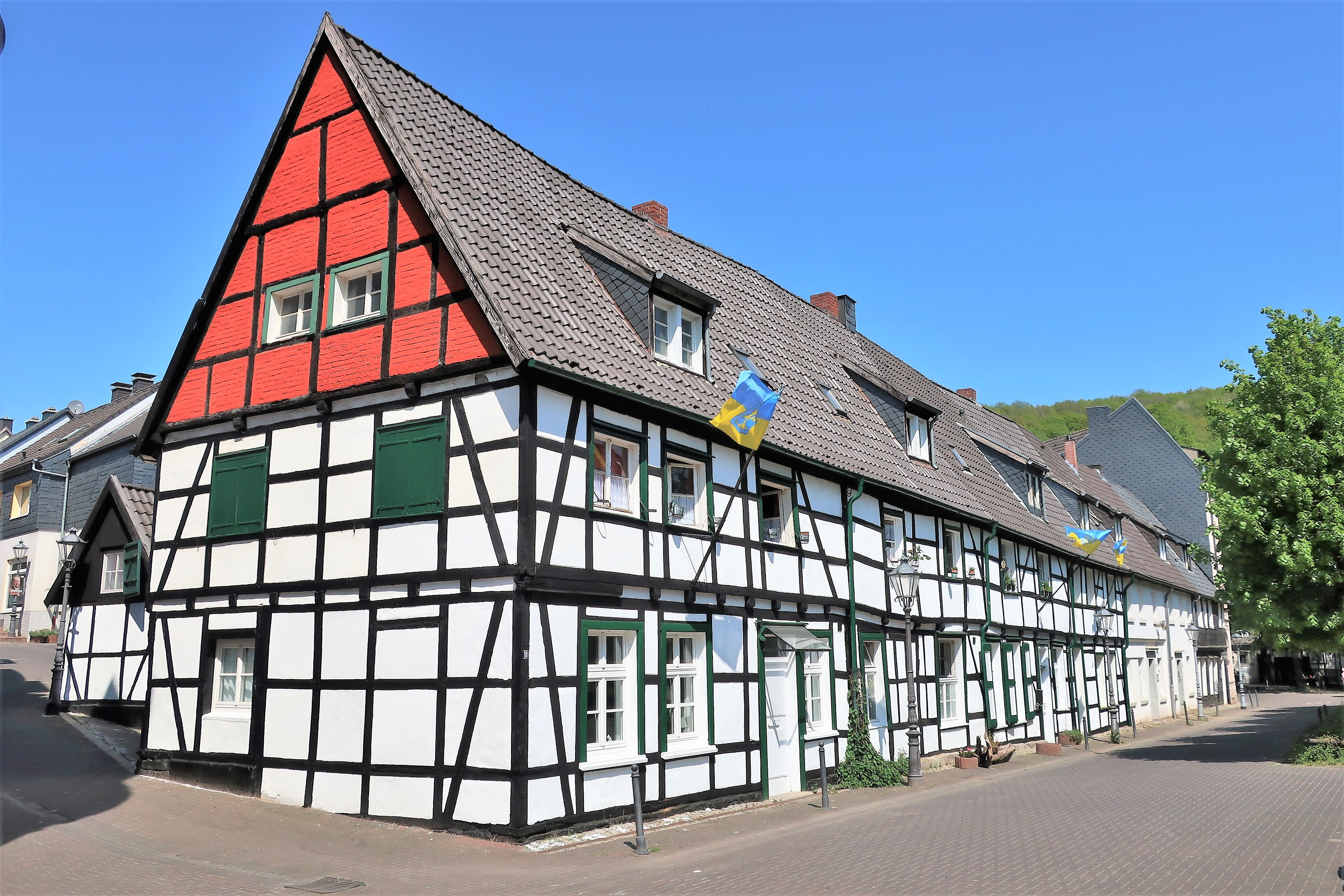
17世紀に建設されたランゲ・リーゲ

ヴェストファーレン最古の労働者集落とされるランゲ・リーゲの建設により、ハーゲンは17世紀から次第に経済的重要性を得ていった。ランゲ・リーゲは1661年にアイルペに建設され、水力で駆動する鍛造所や鍛冶屋がある刃物鍛冶の集落であった。この集落はゼルベッカー・バッハ川沿いにフォルメ川に注ぐ河口付近にまで発展していった。
1724年の大火でハーゲンの建物群は主要部分を失った。プロイセン政府の援助によりハーゲンは短期間のうちに復興することができた。
1746年9月3日に、ハーゲンに住んでいた戦争・税務評議員ミヒャエル・クリスティアン・ゲーリングの請願により税法の改正が認められた。歴史家たちはこれをもってハーゲンに都市権が授けられたとみなしている。ハーゲンが公式に都市と名乗り始めた精確な日付はまだ判っていない。
ハーゲンは1817年以降、アルンスベルク統治下のアムトおよび郡の行政機関所在地となった。1837年に改正された都市法が施行され、市参事会が成立した。工業化に伴い1848年にハーゲンはベルギシュ＝メルキシュ鉄道会社の路線網で結ばれ、重要な交通の結節点へ発展していった。
1865年頃になると、それまで南ヴェストファーレンを主導する都市であったイーザーローンを人口や経済力で凌駕した。19世紀半ば以降ハーゲンは、イーザーローンとともに、マルク伯領南部の文化、行政、経済の中心地となった。

### ドイツ帝国

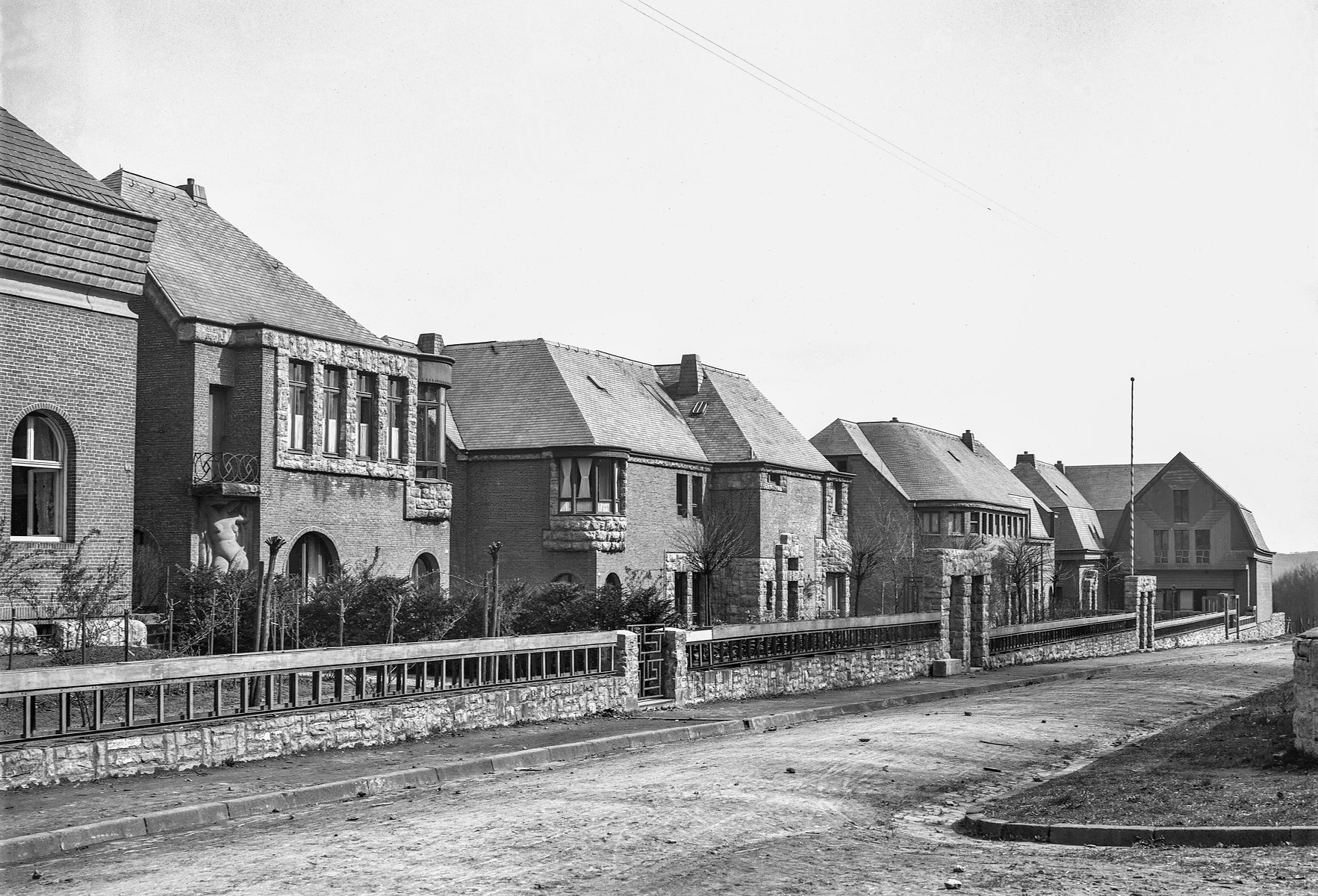
1914年のガルテンシュタット・ホーエンハーゲン、シュティルンバントのユーゲントシュティール建築群

1871年から1914年までのドイツ帝国時代にハーゲンは最盛期を迎えた。都市化と工業化によってこの街はルール地方南部全域の上級中心都市となった。ハーゲンは、1887年にハーゲン郡から行政上分離され、郡独立市となった。
銀行家でパトロンのカール・エルンスト・オストハウスは、世紀の変わり目以降、アンリ・ヴァン・デ・ヴェルデ、ペーター・ベーレンス、ヴァルター・グロピウスといった重要な建築家を招いた。彼らは、ユーゲントシュティール建築とモダニズム建築とを結ぶリンク（「ハーゲン・インパルス」）としてのハーゲンの地位を確立した。活動の中心はフォルクヴァング博物館と（初期の）ホーエンハーゲン庭園都市であった。
ハーゲンが鉄道の結節点であったことから、ペーター・クレックナーは当時まだ独立していた隣町のハスペに大規模な溶鉱炉および製鉄所「ハスパー・ヒュッテ」を建設した。1922年春以降、ハーゲンには NSDAP の地方グループが存在していた。市の人口は1928年に10万人を超え、これにより大規模都市となった。広範な市町村合併により、1939年までに人口は約15万人となった。1938年11月のポグロム（水晶の夜）によって、1859年に建設されたポットホーフ通りのシナゴーグが破壊された。
ナチス・ドイツの時代には、ハーゲンでもユダヤ系の人々は迫害され、強制収容所で殺害された。第二次世界大戦中ハーゲン内市街は、何度も行われた空爆によってほぼ完全に破壊され、そのためこの街では近隣市区だけがグリュンダーツァイトの建築様式を反映している。建築史上興味深い「ハーゲン・インパクト」の建物は内市街から離れた場所にあったため、その大部分が保存されている。ハーゲンは、1945年4月14日から17日にアメリカ軍によって占領された。ドイツの他の街では5月の初めまで戦争が続いた。最終的に5月8日に国防軍が無条件降伏したことで戦争は終結した。爆撃によって2,200人を超える人が命を落とした。爆撃を受けた被害者の多くは避難をしなければならなかった（一部はヒンターポンメルンのダルウォボにまで避難した）。1万人以上のハーゲン市民が戦闘の前線で死亡した。

### 戦後
第二次世界大戦後ハーゲンはイギリス管理地区に位置していた。1950年代および1960年代にハーゲンは爆発的な成長を遂げ、平らな北部地域を中心に人口密度が高まった。このため、現在の市の中心部は主な住宅地の南側に位置している。

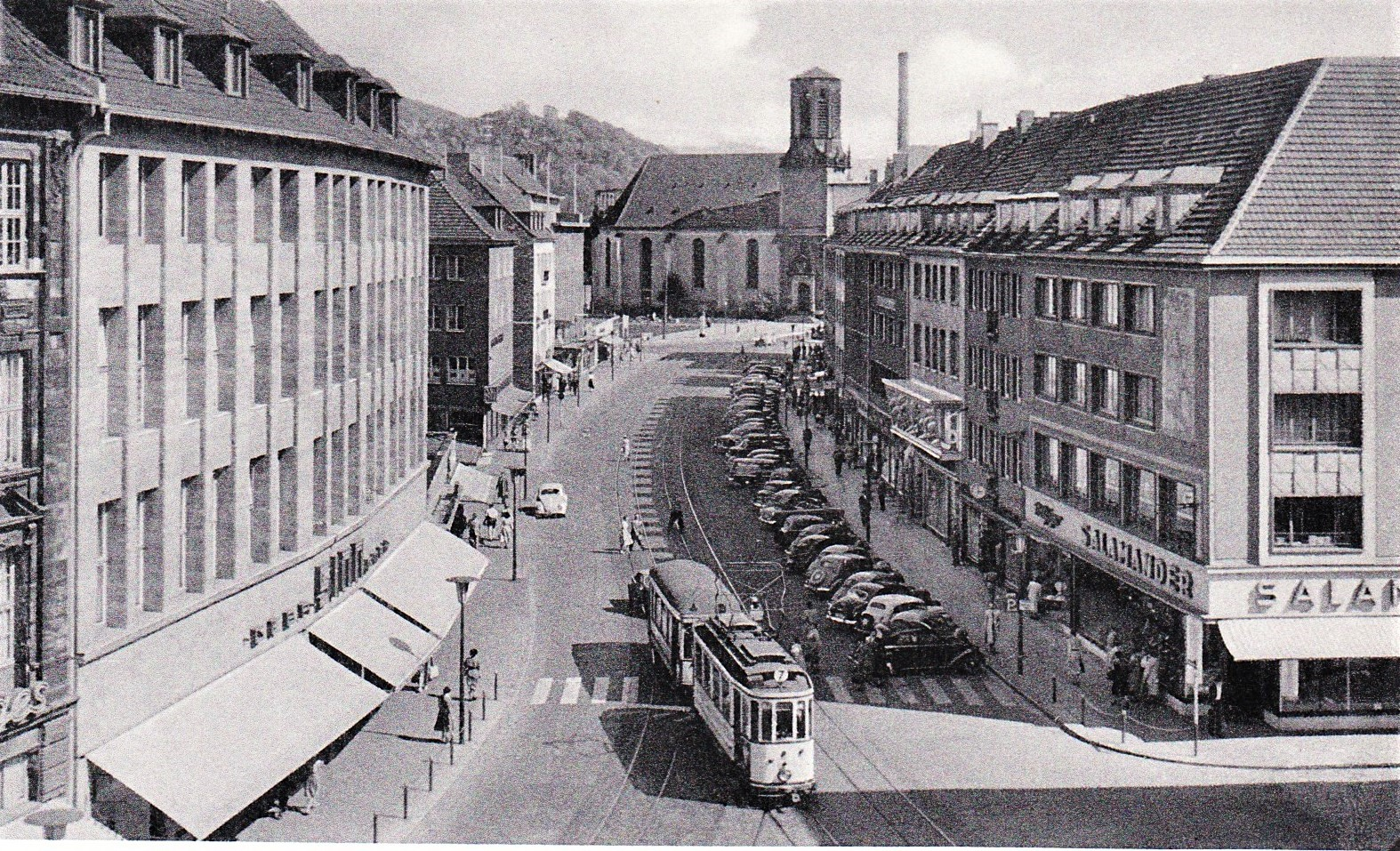
ハーゲンの路面電車。1955年、ハーゲンのミッテル通り

進歩への信念とモータリゼーションの発展により、歴史的な内市街の建築群の名残は、保存されている歴史的な通りのレイアウトを除いて、消滅した。しかし高架自動車道によって市内に自動車を通す自動車指向の都市計画は、初期段階の実施に留まった。この時代の名残が現在のアルテンハーゲナー橋の高架道路で、歴史的な建築物の町並みの上層階部を通っている。
別の高架道路が、アイルペの全長 1740 m のフォルメタール橋である。道路拡張のために数多くのハーゲンの建物が取り壊されただけでなく、1976年には路面電車の運行も停止された。

### 20世紀後期から現代
1970年1月1日にハーゲンはヴァルトバウアーを併合して拡大した。しかしこの合併は1970年12月18日に裁判所の裁定により取り消された。ヴァルトバウアーは再び独立した自治体となり、1975年1月1日ザウアーラント/パーダーボルン法によりブレッカーフェルトに合併した。
1970年代初め、鉄鋼危機に伴いハーゲンの重工業が衰退した。ハスペ製鉄所は1972年から1982年までの間に完全に廃止され、ヴィットマン鋳鉄工場は倒産し、南ヴェストファーレン製鋼所の3つの工場のうち2つが閉鎖された。ビール醸造所のベッターマンとアンドレアス、製菓工場のヴィローザとグローテ、焼き菓子製造のツヴィーベック・ブラントといった食品製造業分野でも雇用喪失が起こった。
ハーゲンの市域の東部は、1975年1月1日にそれまで独立した市であったホーエンリムブルクを取り込み、旧リムブルク伯領にまで拡大した。1970年代後期以降、レネタールの工業化により雇用喪失の一部が補われた。これが冷間圧延産業が経済的に安定し、雇用の増加が起こっていたホーエンリムブルクを取り込む際の決定的な要因の1つであった。
内市街の歩行者区域は1970年代にオープンした。
1980年代初め、ハーゲンは「ノイエ・ドイチェ・ヴェレのリヴァプール」として名を轟かせた。このジャンルの有名なミュージシャンやバンドの多く（たとえばネーナ、エクストラブライト、アネッテ・フンペとインガ・フンペ姉妹など）はハーゲンをルーツとしている。
ハーゲンは、1980年代には北に近接するドルトムント、ヴィッテン、ボーフムに対して経済的優位に立つことができた。現在でも失業率はルール地方の都市の平均と比較して約 3 % 低い。ハーゲンの失業率は、2018年が 9.3 %、2019年が 10.0 %、2020年が 11.7 % であった。
経済的には、1990年代にハーゲンは、グローバル化の進行により新たな圧力を受けるようになった。ホーエンリムブルクのナーマータールの産業がほぼ完全に消滅するなど鉄鋼分野でも脱工業化の波が押し寄せ始めた。これと並行してハーゲンでは人口減少が起こった。ハーゲンの債務状況は、2012年12月31日現在13億8300万ユーロに上る。
2000年代から、現在のハーゲンの都市景観の大部分を形成した重要な新築・改築プロジェクトが実行された。たとえば、フォルメ＝ギャラリー、市庁舎ギャラリー、フリードリヒ＝エーバート広場や駅前広場（ベルリナー広場）の新設、フォルメ川沿いの市庁舎の建設などが挙げられる。
ノルトライン＝ヴェストファーレン州の最重要都市建設プロジェクトの１つである Bahnhofshinterfahrung（直訳: 駅裏バイパス道路）は2020年3月に完成した。
2017年に Hagen がDudenの正書法辞典第27版に収載された。
2021年7月半ば、ハーゲンは大雨による洪水に見舞われた。特にフォルメタールやホーエンルムブルクで被害が発生した。

## 住民

1871年以降のハーゲンの人口推移

### 人口推移
ハーゲンは、1928年に人口が10万人を超えてグロースシュタット（大都市）となった。1964年にはさらに20万人を超えた。人口の最大値は、1975年の都市再編後の231,840人であった。
市当局の発表によれば、2005年12月以降この街の人口は常に20万人を下回っている。ノルトライン＝ヴェストファーレン州データ管理・統計局は、この時点での人口は196,934人と推定している。
Zensus 2011 によれば、2011年の人口は187,944人にまで減少している。2020年12月31日現在のドイツの大都市ランキングでハーゲンはカッセルの下、ポツダムの上にあたる41位である。
2021年現在のハーゲンにおける20歳未満の人口比率は 19.9 % で、60歳以上の比率は 28.7 % である。市の発表によれば2021年現在の人口は195,062人で、ハーゲンの外国人比率は、2021年現在 21.6 %（ドイツ人 152,947人、外国人 42,115人）である。

### 宗教

#### 宗教統計

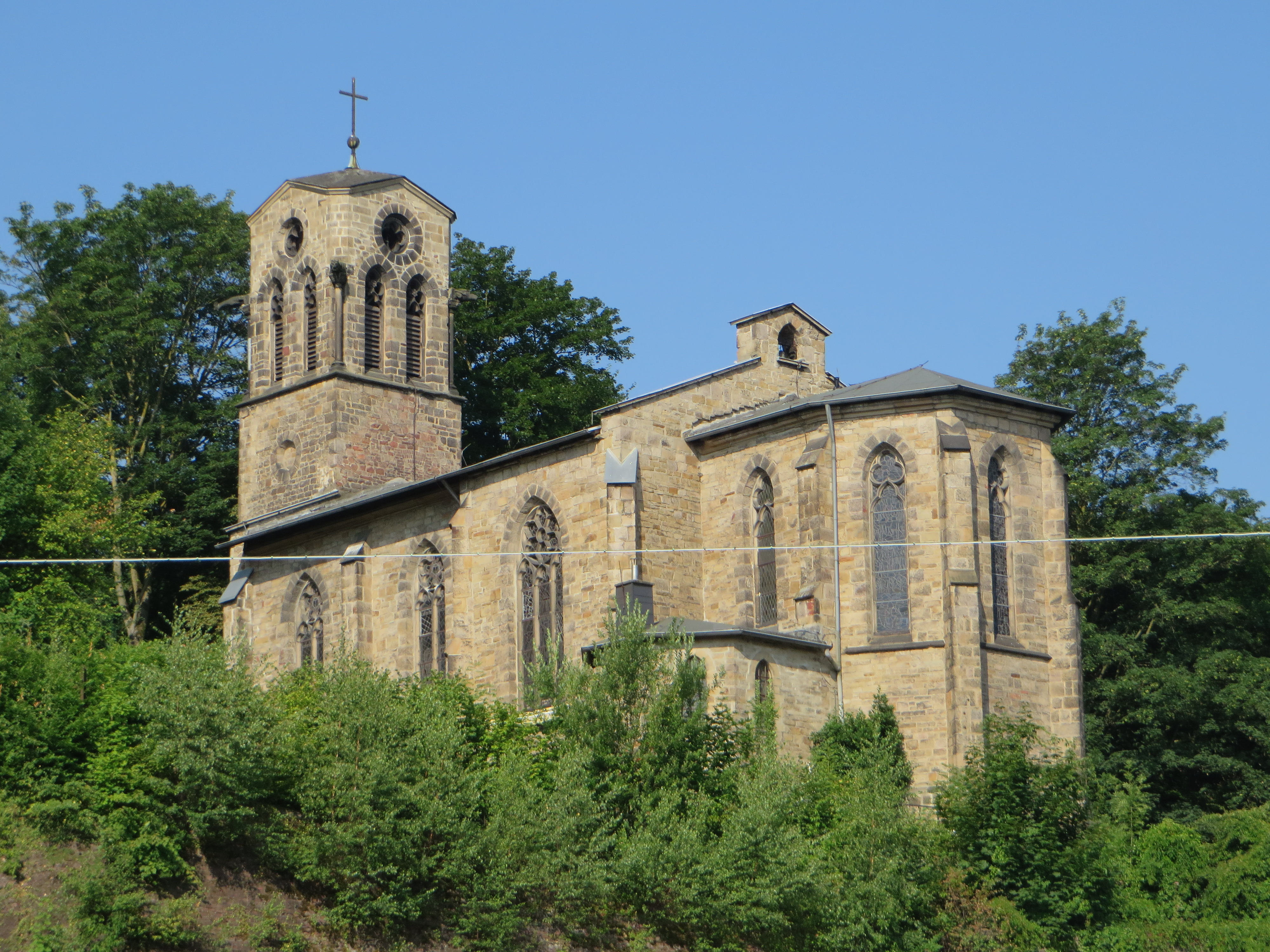
復古カトリック主義復活教会

Zensus 2011 によれば、2011年5月9日現在、住民の 34.2 % が福音主義、29.1 % がローマ＝カトリックを信仰しており、36.7 % が無宗教、その他の宗教、または無回答であった。Zensus の移住者数に基づき計算されるハーゲンの住民に占めるムスリムの割合は 10.39 %（19,533人）である。
カトリックや特にプロテスタントの信者数はこれ以後減少している。2021年12月末時点では、福音主義 26.4 %（前年 27.1 %）、カトリック 25.0 %（前年 25.6 %）で、48.6 %（前年 47.3 %）が無宗教または別の宗教を信仰していた。

#### 復古カトリック教会
- 復古カトリック主義復活教会

#### 福音主義自由教会

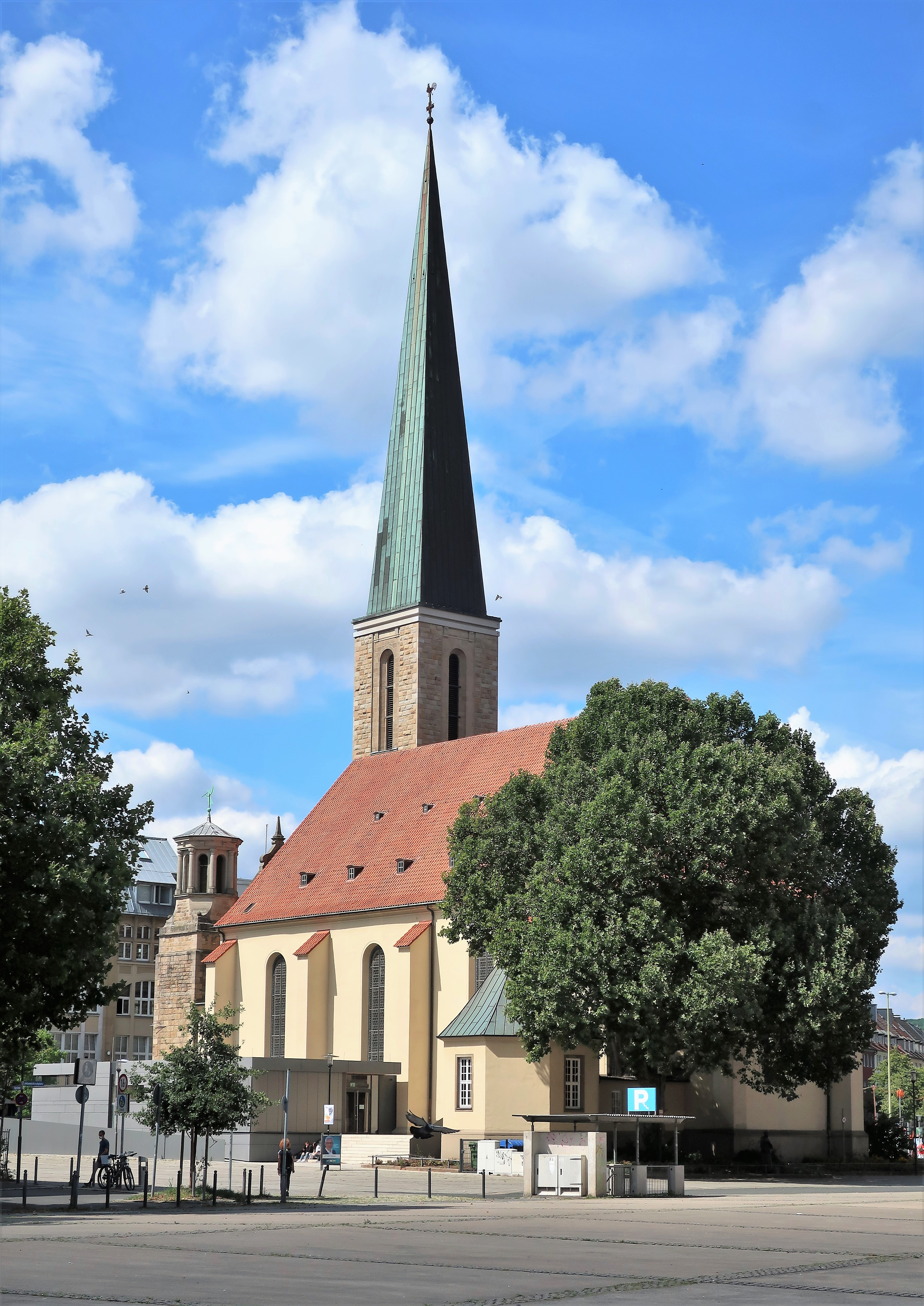
福音主義ルター派の市教会ヨハニス教会

- ハーゲン福音主義自由教会
- ホーエンリムブルク福音主義自由教会
- ハーゲン福音主義自由教会アンスカー教会
- ハーゲン自由福音主義教会
- ハスペ自由福音主義教会
- ホーエンリムブルク自由福音主義教会

#### 福音主義教会（ヴェストファーレン福音主義教会）
- 福音主義ルター派クリストゥス教会（アイルペ）
- 福音主義ルター派エルザイ教会（ホーエンリムブルク）
- 福音主義ルター派三位一体教会（エッペンハウゼン）
- 福音主義ルター派エマウス教会
- 福音主義ルター派平和教会（ハルデン）
- ハスペ福音主義ルター派教会
- 福音主義ヤーコブス教会（ヘルフェ）
- 福音主義ルター派マテウス教会
- 福音主義マルクス教会（アルテンハーゲン）
- 福音主義メランヒトン教会
- 福音主義パウル＝ゲルハルト教会（ベーラーハイデ）
- 福音主義ルター派パウルス教会（ヴェーリングハウゼン）
- ベーレの福音主義フィリップ＝ニコライ教会。この教会の集会所は、2008年にノルトライン＝ヴェストファーレン州の模範的建築物に贈られる賞を受賞した。
- 福音主義改革派教会
- 福音主義ルター派の市教会ヨハニス教会（ハーゲン）
- フォアハレ福音主義教会
- ホーエンリムブルク福音主義改革派教会
- 福音主義復活教会。2012年10月にダールとルンメノールの教会が統合されて成立した。

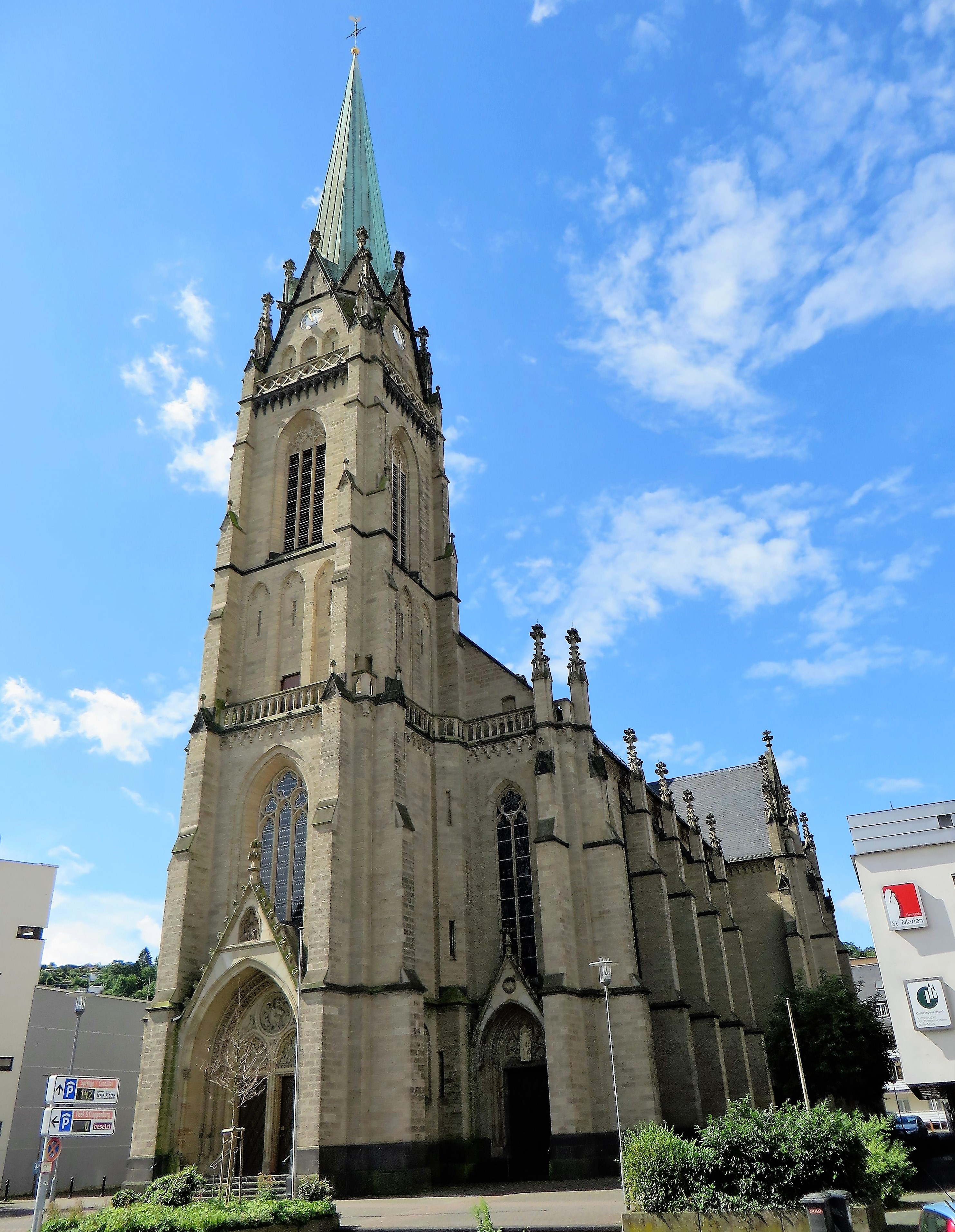
カトリックの聖マリエン教会

#### ローマ＝カトリック教会
- 聖アンドレアス教会（ヘルフェ）
- パドゥアの聖アントニウス教会（カベル）
- 聖ボニファティウス教会（ハスペ）
- 聖ボニファティウス教会（ホーエンリムブルク）
- 聖エリーザベト教会（ハーゲン）
- 洗礼者聖ヨハネ教会（ベーレ）
- 聖ヨーゼフ教会（アルテンハーゲン）
- 聖マリエン教会（イネンシュタット）
- 聖マイノルフ教会（アルテンハーゲン）
- 聖ミヒャエル教会（ヴェーリングハウゼン）およびマリア、キリストの救済教会（クーラーカンプ）
- 聖コンラート教会（ヴェスターバウアー）
- 聖ペトルス・カニシウス教会（エッケザイ）
- クリストケーニヒ教会（ベーラーハイデ）
- 聖霊教会（エムスト）
- 聖十字架教会（ハイデン）
- ヘルツ・イェズ教会（アイルペ/デルステルン）
- 聖母教会（フォアハレ）
- ヘルツ・イェズ教会（ダール + ルンメノール）

#### イスラム教会
- DITTB-スルタン・アフメト・モスク・ハーゲン＝ハスペ e.V.
- IGBD - ハーゲン e.V.（ヴェーリングハウゼン）
- クルド＝イスラム協会 e.V.（シュタットミッテ）
- DITIB-セントラル・モスク協会 e.V.
- イスラム教会 Milli Görüs e.V.
- ハーゲン教育・文化協会 e.V. (VIKZ)
- ハーゲン・イスラム教会 e.V.（アルテンハーゲン）
- アレヴィー派教会（ハスペ）

#### ユダヤ教会
ハーゲン・ユダヤ教会は1819年に創設された。ケヒッラーの遺体はアイルペのユダヤ人墓地に埋葬された。ケヒッラーは、ヴェストファーレン＝リッペ・ユダヤ教会州連合の構成員である。

#### エホバの証人
エホバの証人の集会は、ハーゲン＝ミッテ、ハーゲン＝ノルトオスト、ハーゲン＝ノルトヴェスト、ハーゲン＝オスト、ハーゲン＝ヴェストで行われている（地域グループが存在する）。

## 行政

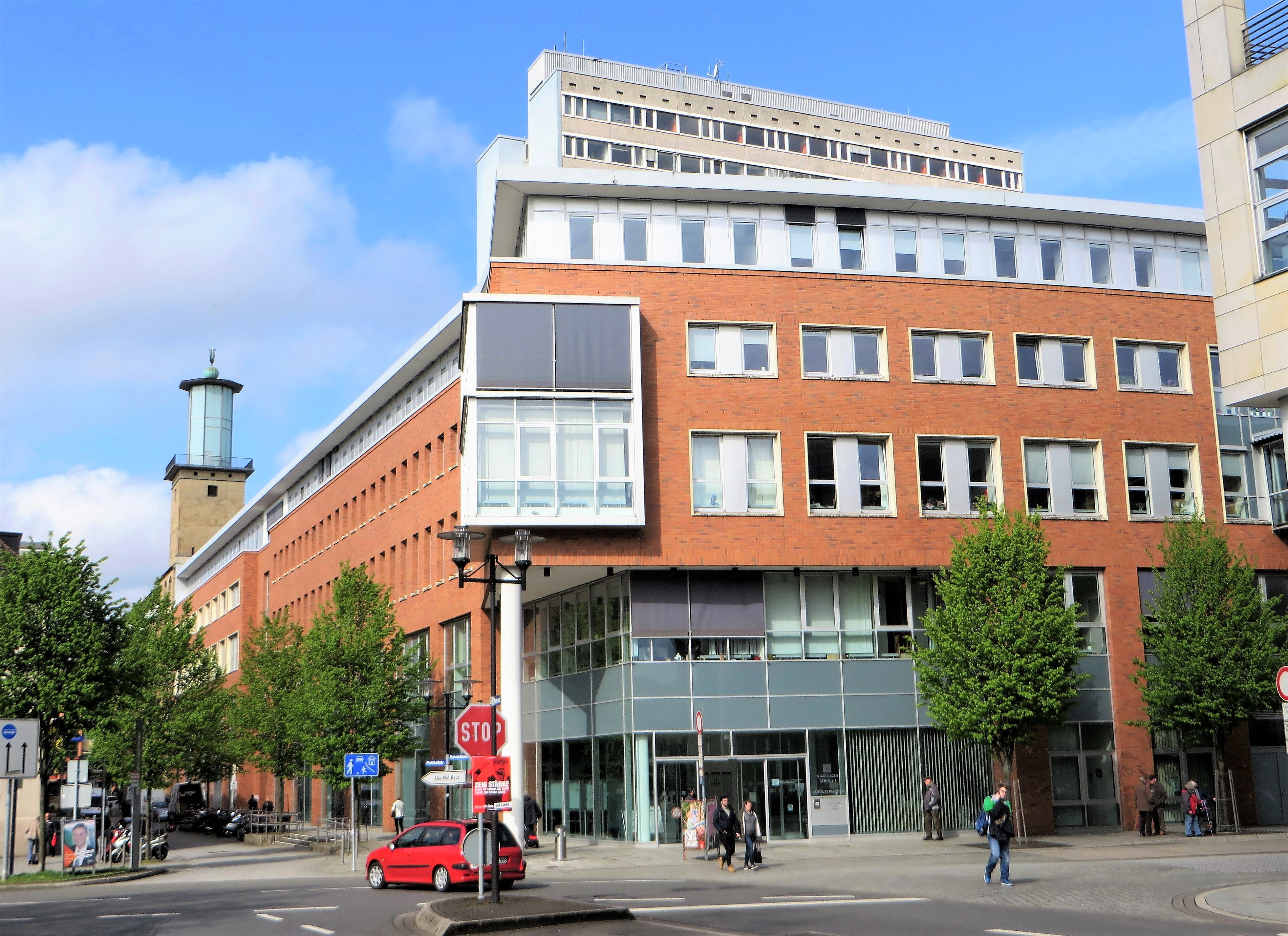
ハーゲン市庁舎

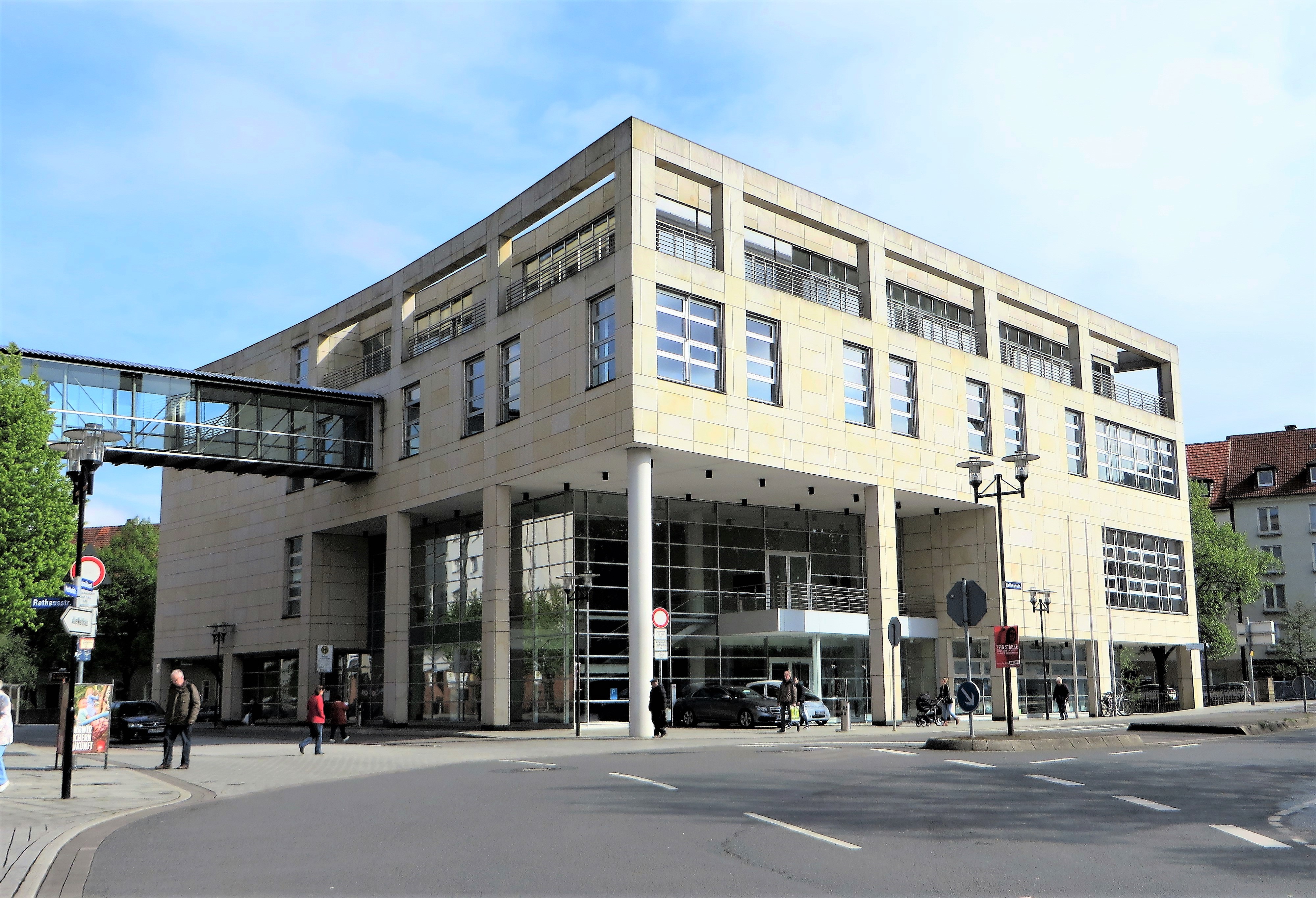
ハーゲン市庁舎フォルメ川沿い庁舎

### 首長
第二次世界大戦後の首長を列記する。
- 1945年4月18日 - 5月18日: ヴェルナー・デネヴェーク（嘱託）
- 1945年5月18日 - 1946年: エーヴァルト・ザッセ（CDU、初めは嘱託、後に専任となる）
- 1946年 - 1956年: フリッツ・シュタインホフ (SPD)
- 1956年 - 1963年: ヘルムート・トゥルック (SPD)
- 1963年 - 1964年: フリッツ・シュタインホフ (SPD)
- 1964年 - 1971年: ロタール・ヴレーデ (SPD)
- 1971年 - 1989年: ルードルフ・ロスカント (SPD)
- 1989年: レナーテ・レヒター (SDP)
- 1989年 - 1999年: ディートマール・ティーザー (SPD)
- 1999年 - 2004年: ヴィルフリート・ホルン (CDU)
- 2004年 - 2009年: ペーター・デムニッツ (SPD)
- 2009年 - 2014年: イェルク・デーム (CDU)
- 2014年 - : エーリク O. シュルツ（無所属）[28][29]

1996年以降、上級市長が市行政の専任指導者となった。

### 市議会
2020年9月13日の市議会議員選挙の政党別得票率と議席数を以下に記す。
| 政党                    | 得票率 (%) | 議席数  |
| ----------------------- | ---------- | ------- |
| CDU                     | 27.51      | 14      |
| SPD                     | 25.48      | 13      |
| Grüne                   | 13.28      | 7       |
| AfD                     | 9.31       | 5       |
| Hagen Aktiv             | 6.85       | 4       |
| FDP                     | 4.63       | 2       |
| Bürger für Hohenlimburg | 3.38       | 2       |
| Linke                   | 2.88       | 2       |
| Hagene Aktivisten-Kreis | 2.85       | 2       |
| PARTEI                  | 2.77       | 1       |
| その他                  | 1.05       | 0       |
| 合計                    | 100        | 52      |
| 投票率                  | 42.03 %    | 42.03 % |

### 紋章と地名

ハーゲン市の旗

図柄: 青地に紋章化された5本の枝と11枚の葉を持つ金色のオークの木。
由来: 11枚の葉は、ハーゲンの11の市区（ミッテ、アルテンハーゲン、ベーレ、エムスト、ダール、ヴェーリングハウゼン、フォアハレ、アイルペ、ハスペ、ホーエンリムブルク、ホーホシュールフィアテル）を表しており、5本の枝はハーゲンを流れる5本の川（ルール川、レネ川、フォルメ川、エネペ川、ハスパーバッハ川）を象徴しているとされる。しかし、この紋章が成立した当時、現在のハスペ、ホーエンリムブルク、ダール、ベーレは独立した自治体であったため、この解釈には疑問の余地がある。さらにホーホシュールフィアテル（直訳: 大学地区）は現在も一般にそう呼ばれているにすぎない。紋章の成立当時ハーゲンには大学は存在していなかった。かつては、3本の塔を持つ城壁冠を戴いた「ヴェストファーレンのオーク」の紋章もあった。ハーゲンが大都市となった際に城壁冠の塔は5本になった。
「ハーゲン」という名前の由来はよく判っていない。中世後期には、ハーゲンという土地の名前は、侵入者から農家を護り、家畜の逃亡を防ぐための、しばしば柳で編んだ網をつけた杭が立てられた低い土塁を意味していた。時には柱の替わりに生木の藪が用いられた。サンザシ (Hagedorn) が植えられ、その合間にイヌバラ (Hagerose) やローズヒップ (Hagebutte) が見られた。こうした「ハーゲン」の中で農民は護られ、安全に快適な暮らしを営んだ。
地名の由来についてのこの解釈は学問的裏付けがなく、何人かの歴史家に批判的に受け止められている。他の研究者は、「ハーゲン」は「港」(Hafen) に由来するという説を唱えている。4つの川に面している立地がこれを示しているとしている。

### 姉妹都市
ハーゲンは以下の都市と姉妹都市関係にある。
- リエヴァン（フランス、パ＝ド＝カレー県）1960年（当初はホーエンリムブルクと姉妹協定を締結）
- モンリュソン（フランス、アリエ県）1965年
- シュテーグリッツ＝ツェーレンドルフ区（ドイツ、ベルリン）1967年
- ブルック・アン・デア・ムーア（オーストリア、シュタイアーマルク州）1974年（当初はホーエンリムブルクと姉妹協定を締結）
- スモレンスク（ロシア、スモレンスク州）1985年
- Modiʿin（イスラエル、中央地区）1997年

## 経済と社会資本
2016年のハーゲン市域内の総生産 (BIP) は、62億3500万ユーロであった。同じ年の住民1人あたりの BIP は 33,048ユーロであり（ノルトライン＝ヴェストファーレン州の平均値は 37,416ユーロ、ドイツ全体の平均値は 38,180ユーロ）、州および国の平均値よりもやや少ない。2016年にハーゲン市内で約98,000人が働いていた。2021年の平均失業率は 11.7 % で、ドイツで最も失業率が高い郡および郡独立市の1つ（4位）である。

### 経済

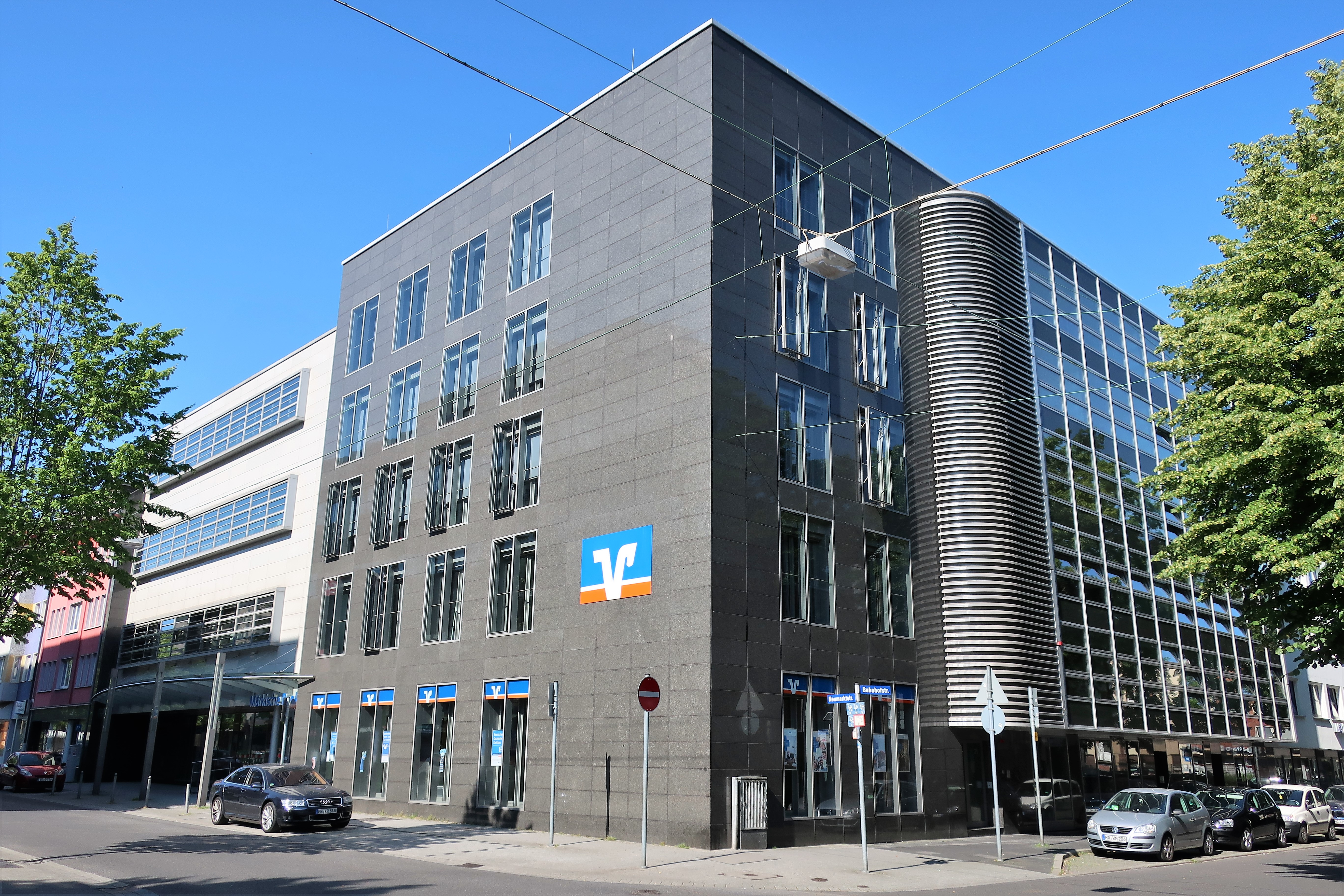
メルキシェ銀行本店

1843年にハーゲンで創設された南ヴェストファーレン商工会は、ルール地方南東部（ハーゲンおよびエネペ＝ルール郡）の他にメルキッシャー郡も管轄している。
1970年代までこの街では重工業が盛んであったが、もはやハーゲンにその面影はない。この地域で重要だったブルワリー・アンドレアスは1995年7月に操業を停止した。
この街は現在、金属加工業分野の中小企業と、発展しつつあるサービス産業が経済的に支えている。有名な企業としては、ホーカー＝バッテリー/エナジーシステム（ファルタグループの会社）、ユーロパート・ホールディング（営業車両販売）、ウェストファリア（通信販売）、クリスト（宝飾品販売）、タリーア書店、カベル製紙工場、ビルシュタイン＝グループ、C.D.ヴェルツホルツ（金属加工業）、ヴェストファ（液化石油ガス供給）、カール・ベヘム GmbH（特殊潤滑油製造）、ジン（服飾販売）、ブラント（食品製造、2002年からテューリンゲン州オーアドルフで生産している）がこの街に本社を置いている。
2009年に事業開発コンサルタント WFG から設立された HagenAgentur は、都市の経済上のニーズに対応している。
エーヴァルト・デルケン AG はフォアハレ地区に、総額3500万ユーロをかけて Spinnvlies（合成樹脂）製造工場を設立した。これは、この街最大の投資の1つに数えられる（2013年9月現在）。

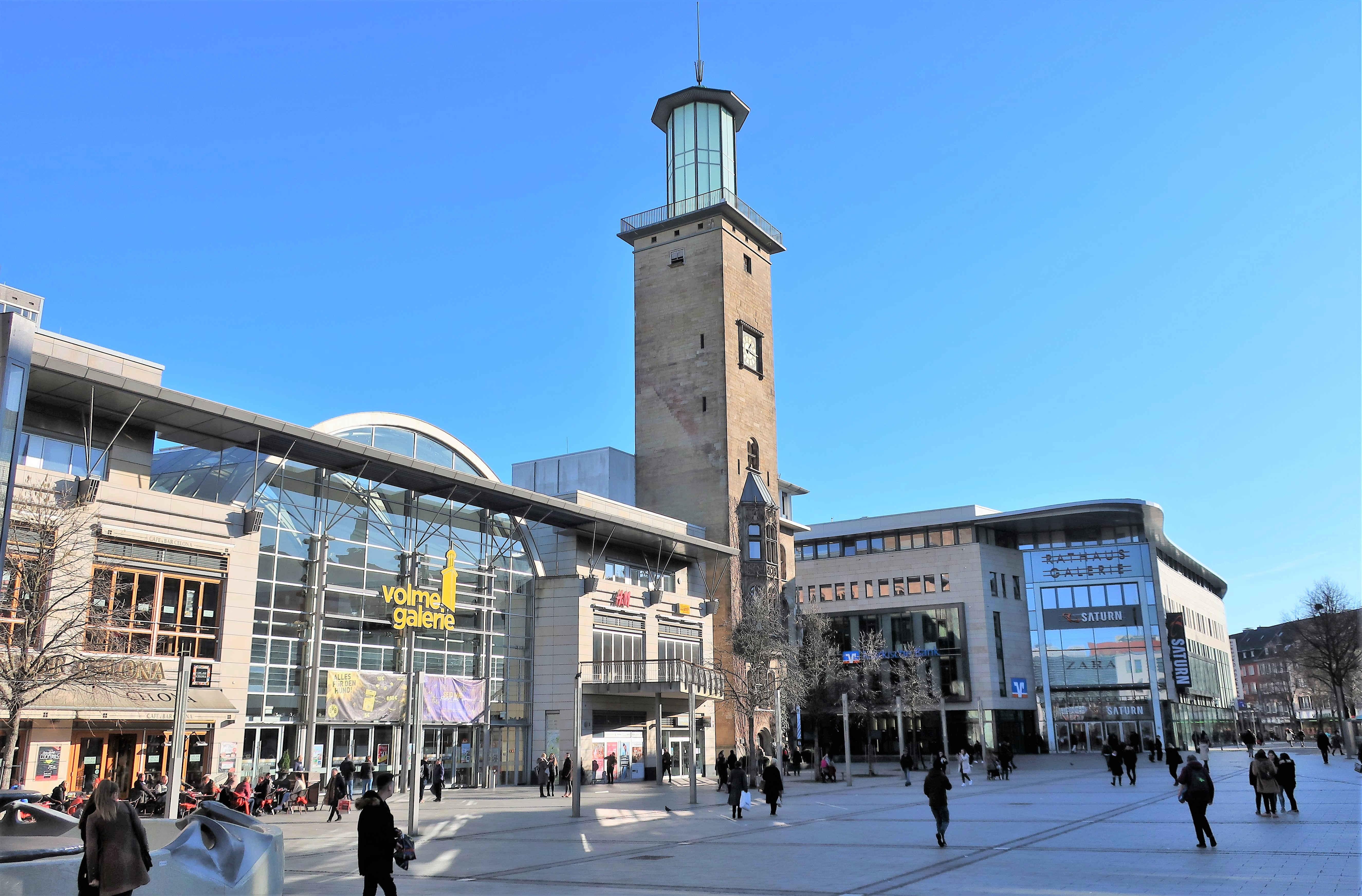
フォルメ＝ガレリーの入り口。奥の塔は市庁舎の塔。

60店舗以上が入居するフォルメ＝ガレリーが2003年にオープンし、小売業が強化された。2014年には、約80店舗の小売業者が入るラートハウス＝ガレリーがオープンした。この2つのショッピングギャラリーは、市の中心部フリードリヒ＝エーバルト広場に面している。
地域的に重要な2つの金融会社がハーゲンに本社を置いている・ハーゲンヘルデック貯蓄銀行とメルキシェ銀行（信用金庫にあたる）である。
数多くの連合、団体、文化施設、レジャー施設、多彩なショッピング店舗によってハーゲンはオーバーツェントルム（上級中心都市）に位置づけられている。このためハーゲンは、ドルトムント、ボーフム、ヴッパータールといった周辺大都市のライバルとなっている。

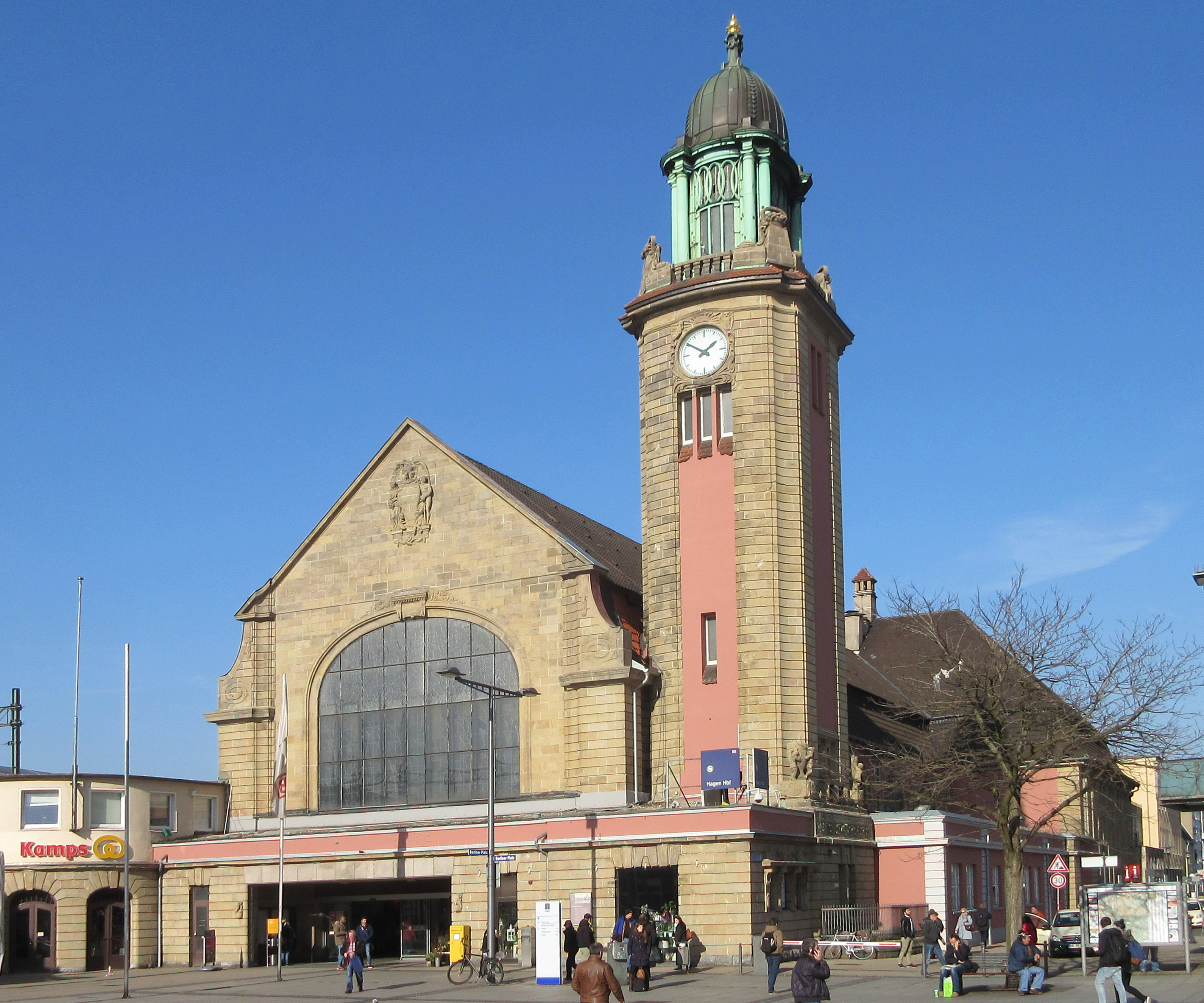
ハーゲン中央駅

### 交通
ハーゲンは、ICE-交通網に接続している。ハーゲン中央駅からは定期的に国内外向けの遠距離列車が発着している。さらにハーゲンは、南北方向と東西方向のアウトバーンが交差する重要な交通結節点でもある。

#### 鉄道、バス交通

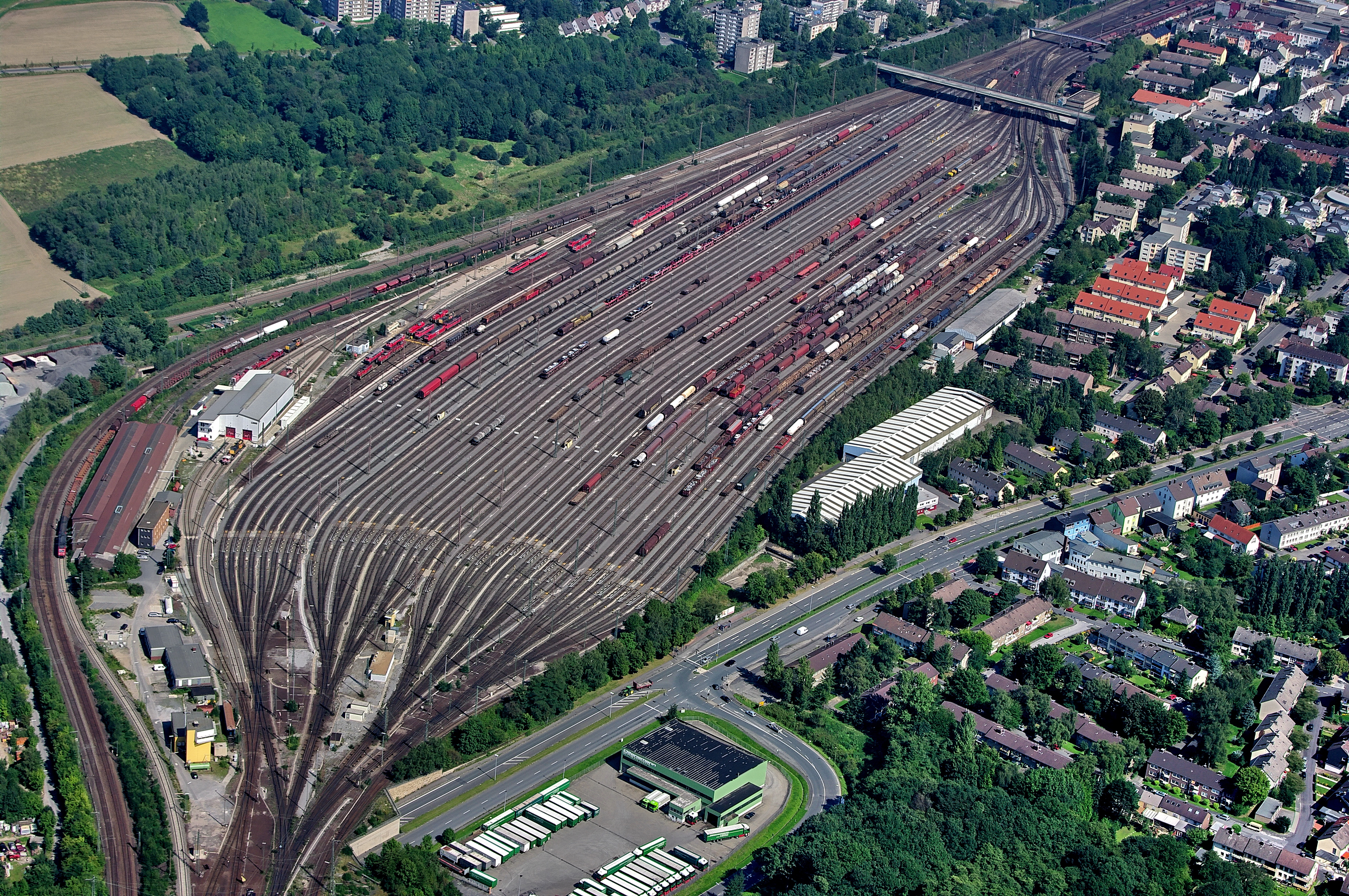
ハーゲン＝フォアハレの操車場

ハーゲンは1848年からドイツの重要な鉄道結節点の1つである。中央駅は、ルール地方南東部における遠距離列車、ローカル列車、Sバーンの重要な駅である。貨物輸送については、ハーゲン＝フォアハレ駅がドイツ最大級の操車場の1つに数えられる。
ハーゲンには、中央駅の他に様々な市区に多くの駅が存在する。ハーゲンには以下の駅がある: ハーゲン中央駅（すべての列車）、ハーゲン＝フォアハレ駅、ハーゲン＝ヴェーリングハウゼン駅、ハーゲン＝ホイビング駅、ハーゲン＝ゲスターバウアー駅（S5、S8、S9号線）、オーバーハーゲン駅、ダール駅、ウンメノール駅（フォルメタール鉄道）、ホーエンリムブルク駅（ルール＝ジーク＝エクスプレスおよびルール＝ジーク＝バーン）。
一連の遠距離路線、レギオナルエクスプレス路線、Sバーン路線が鉄道旅客遠距離および近距離交通に利用されている。ベルリンやバーゼル行きのICEと、カッセル、アーヘン、ジーゲン/イーザーローン、フェンロー行きのレギオナルエクスプレス路線とがここで接続していることは強調される。鉄道旅客近距離交通 (SPNV) は、DBレギオNRW、アベリオ・レール NRW、ナショナル・エクスプレス、オイロバーンによって運営されている。
道路旅客近郊交通については、ハーゲンは41本のバス路線によって稠密なネットワークが形成されている。この中には2本の高速バス路線が含まれている。さらに10本の夜間急行バス路線がある。ほとんどのバス路線がハーゲナー・シュトラーセンバーン AG によって運営されている。それだけでなく、たとえばドルトムント、ヴィッテン、ゲーヴェルスベルク、シュヴェールテへの接続もある。
1884年から1976年までハーゲンには路面電車が運行していた。1973年にハーゲン＝フォアハレでキャビンタクシーのコンセプトの検証実験が行われた。
ドルトムントからハーゲンを経由してリューデンシャイトまでのフォルメタール鉄道をシュタットバーンとして運用する計画があった。これはドルトムントの都市中心部からハーゲンの中心部を経由してリューデンシャイト内市街までを直接結ぶものであった。1997年にはレギオナルシュタットバーン・ハーゲンのコンセプトが発表されたが、交通の利便性はあるもののコスト面の理由で実現はしなかった。

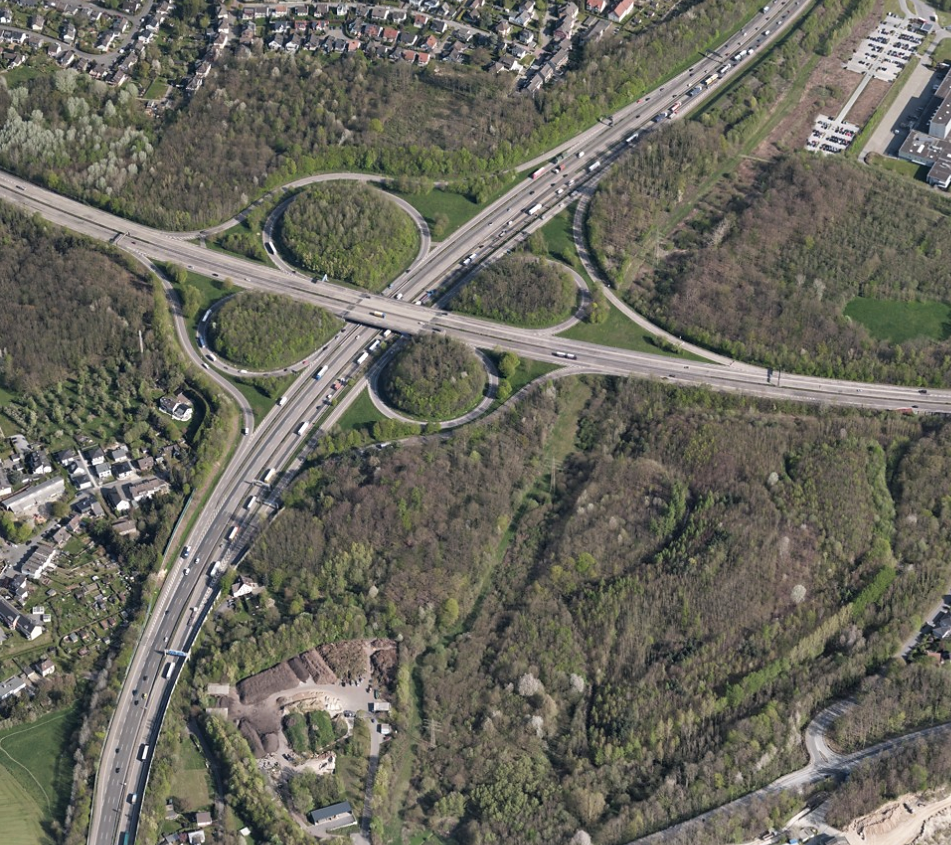
A45号線とA46号線が交差するハーゲン・ジャンクション

#### 道路網
合計 32.7 km のアウトバーン区間が市内を走っている。A1/E37号線（ハンザ線）が 10.7 km、A45/E41号線（ザウアーラント線）が 14.8 km、A46号線が 7.2 km である。市内には以下のインターチェンジがある: ハーゲン北、ハーゲン西（A1号線）、ハーゲン南（A45号線）、ハーゲン＝ホーエンリムブルク、ハーゲン＝エルザイ（A46号線）。
ハーゲン市内を連邦道 B7号線、B54号線、B226号線が通っている。総距離は 41.0 km である。

#### 自転車交通
ハーゲンにおける自転車交通の状況は総じて極めて劣悪である。ハーゲンで自転車通行中に事故に遭うリスクは連邦平均の10倍も高い。ADFC の自転車環境テストでハーゲンは、定期的にドイツの大都市中最下位にランクされており、2020年の調査でもそうであった。市内での移動に占める自転車の割合（モーダルスプリット）は 3 % で、連邦平均の 11.3 % に比べてかなり低い。ハーゲン市は2035年までにこの数値を 3 % から 6 % にまで倍増することを目標に掲げている。
ハーゲンの自転車道路網は、NRW自転車道路網の一部であり、これに基づいて標識が設けられている。ルールタール自転車道やレネルートに加えて、その他の広域自転車道も市内を通っている。しかしそれ以外のローカルな自転車道は狭い範囲にしか存在していない。

#### 航空

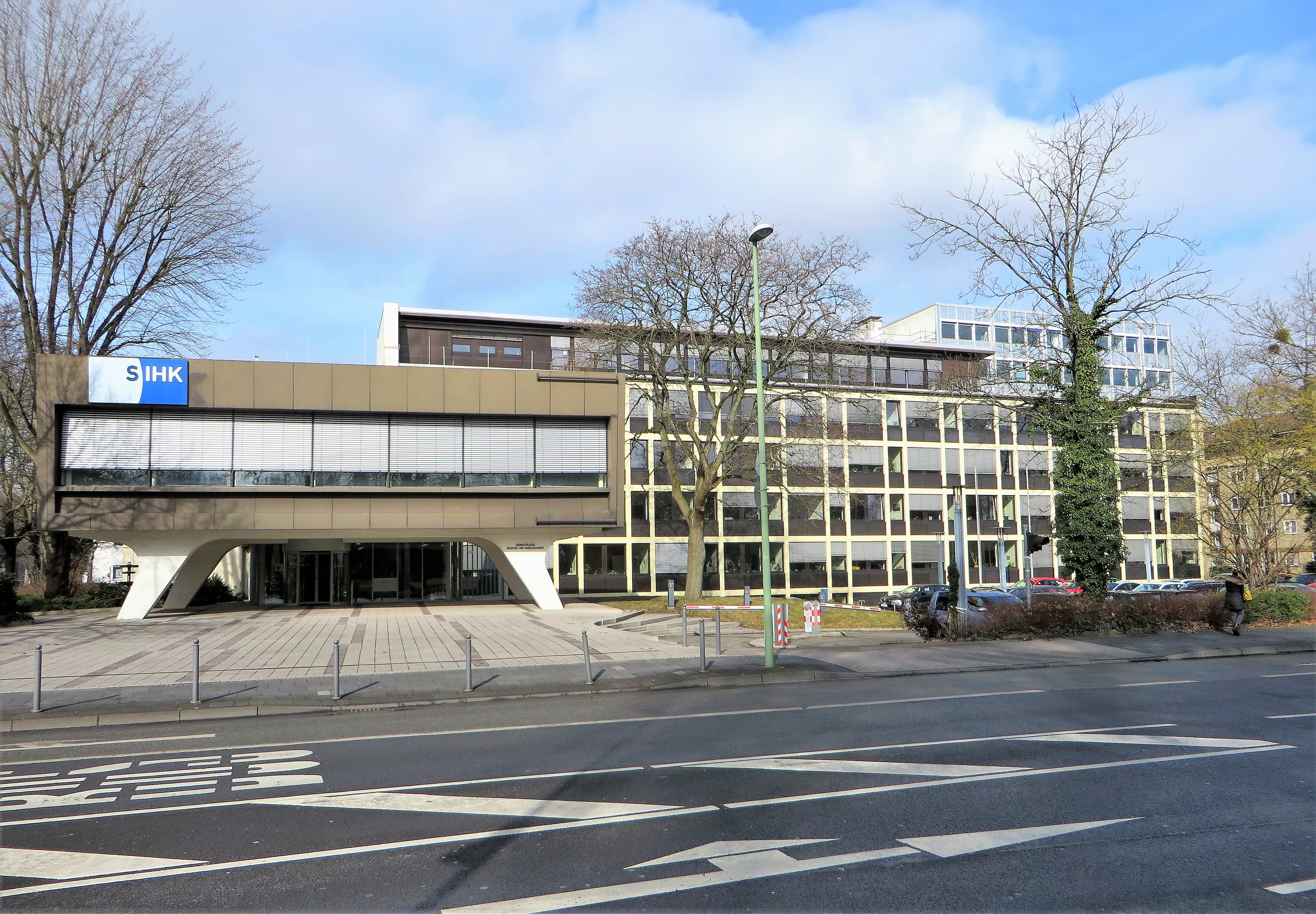
南ヴェストファーレン商工会議所

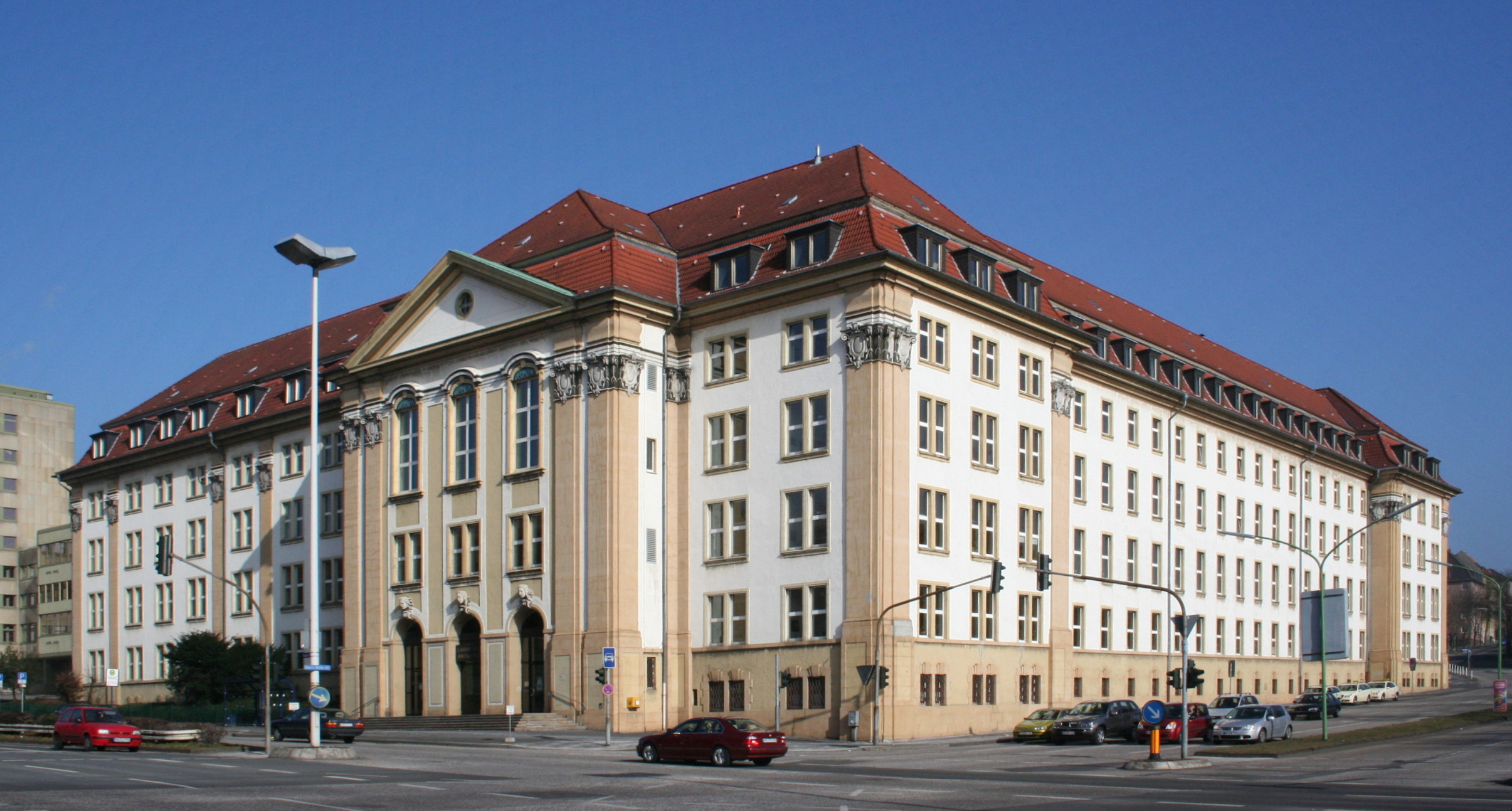
ハーゲン区裁判所・地方裁判所

ホーフ・ヴァールのハーゲン飛行場（特殊飛行場、ICAO ED6015、北緯51度18分24秒 東経07度25分29秒 / 北緯51.30667度 東経7.42472度）は草の滑走路からなり、ハスパータール堰の北東約 1.5 km の牧歌的な森の中にある。ここでは会員以外の離着陸は認められていない。ハーゲン＝エムストの交通空港計画は、早くも1930年代に市当局に却下された。

### 公共機関・施設
ハーゲンは多くの公共機関の所在地である。たとえば以下のものがある。
- 本市は1844年から南ヴェストファーレン商工会 (SIHK) の本部所在地である。ノルトライン＝ヴェストファーレン州で最も古い商工会の1つであり、その管轄範囲はハーゲン市、エネペ＝ルール郡（ドイツ語版、英語版）（ヴィッテンとハッティンゲン（ドイツ語版、英語版）を除く）とメルキッシャー郡である。
- ハーゲン市は、メルキッシャー郡およびエネペ＝ルール郡と共同で agentur mark GmbH を運営している。この機関は地元企業の雇用拡大や教育・訓練の奨励に取り組んでいる。
- ノルトライン＝ヴェストファーレン州道路建設局はハーゲンに支所を置いており、5つの道路管理事務所でハーゲン、ハム、ウナ郡、エネペ＝ルール郡、メルキシャー郡の道路網を管理している。
- ハーゲンはハーゲン区裁判所およびハーゲン地方裁判所の所在地である。後者は合計9つの区裁判所を統括している。ハーゲンにはこれに加えて労働裁判所もある。
- ハーゲン刑務所は、ノルトライン＝ヴェストファーレン州で唯一の Einweisungsanstalt（収監受け容れ施設）である。ここでは、刑期が24か月を超えるすべての男性受刑者が入所手続きを行い、それぞれの刑務所に移送される。ハーゲン刑務所には323の収監スペースがあり、そのうち100が再犯収容者用である。ハーゲン刑務所は1923年に市の刑務所としてアトリウム様式で完成され、1950年代に作業室が拡張され、1977年（監獄法施行後）に Einweisungsanstalt となった。
- 消防団は、2つの消防署、4つの救急隊詰め所、2つの救急診療所を運営している[45]。
- ハーゲンには6つの一般病院と3つの専門病院がある。一般病院のうち3院は内市街地区、3院はハスペ、ベーレ、ホーエンリムブルクにある。専門病院はアイルペ/ダール（アムブロック）、ハスペ（デールト）、ノルト（フォアハレ）にある。ハスペの一般病院「聖霊病院」は数年前に閉鎖された。
- ハーゲン市は、カウンセリング、置き換え、断薬オリエンテーションといった脱中毒支援を行っている。

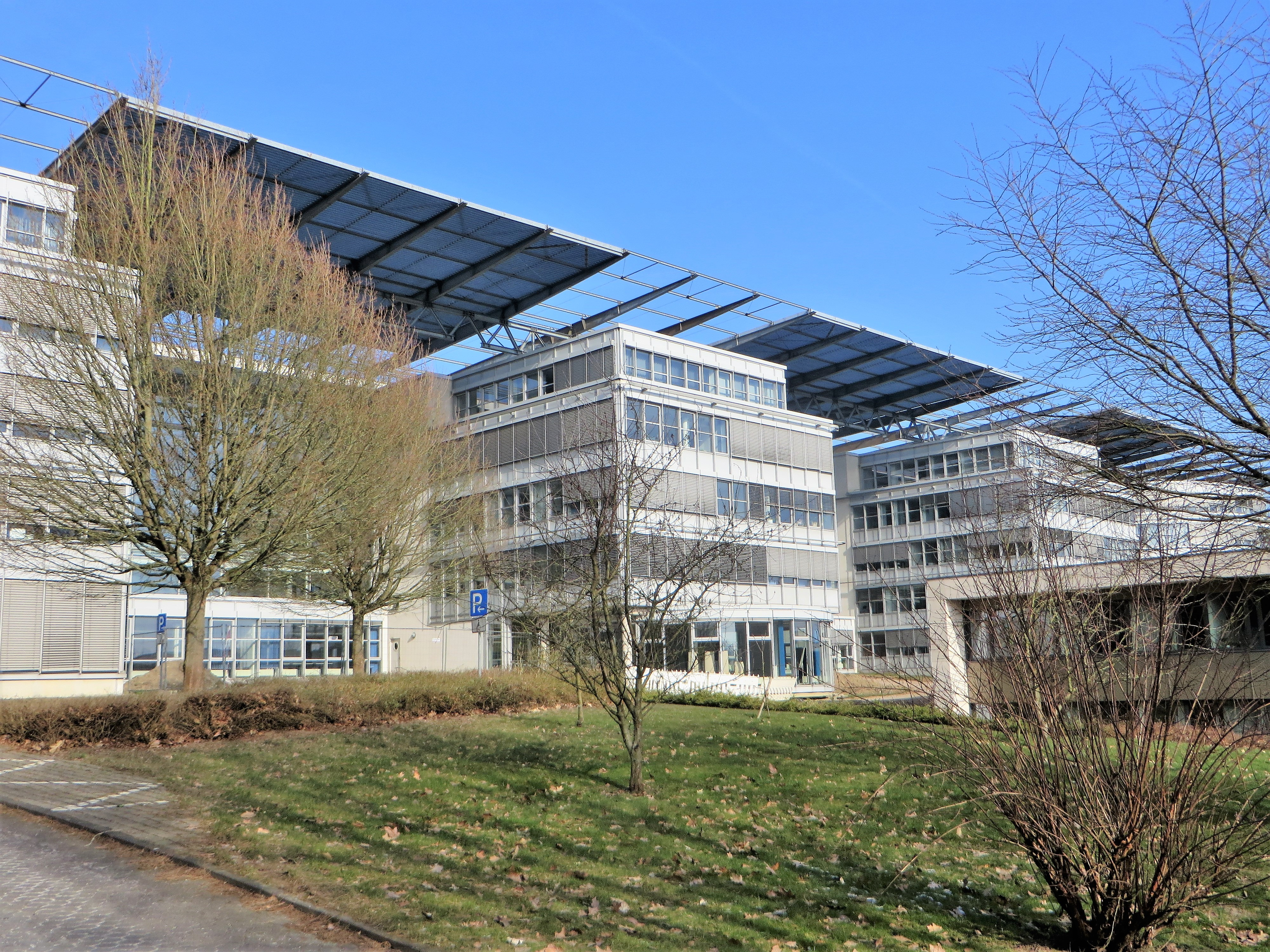
ハーゲン通信大学情報学センター

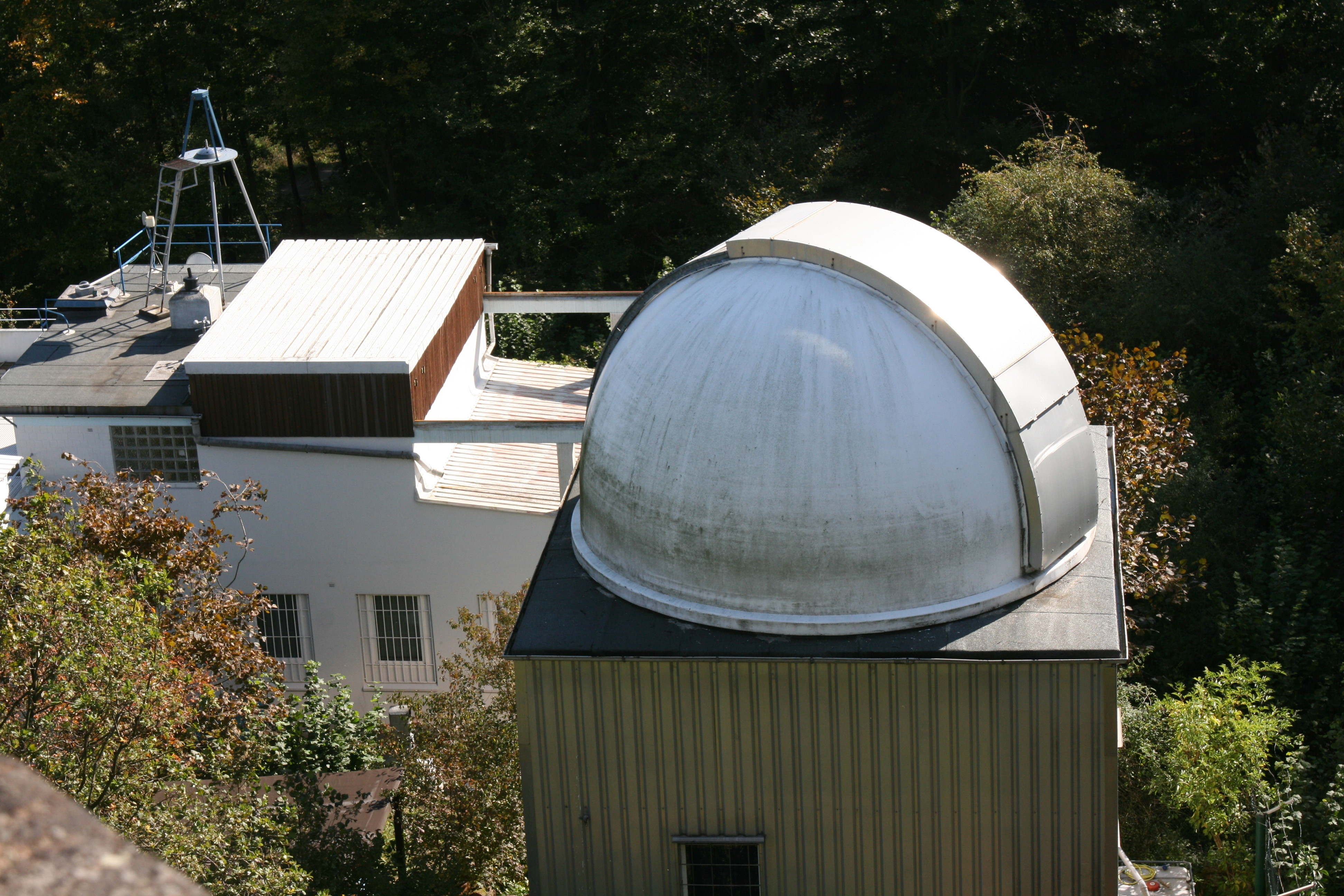
ハーゲン市民天文台

### 教育と研究
本市には、71,372人（2022年）の生徒が在籍するドイツ最大の大学ハーゲン通信大学がある。この通信大学の学部は、文化学および社会学部、数学および情報学部（電子工学・情報工学分野を含む）、心理学部、経済学部、法学部がある。
ハーゲンには南ヴェストファーレン専門大学や、ノルトライン＝ヴェストファーレン警察および行政大学のキャンパスがある。
本市には、市立のハーゲン市民大学やラーエル＝ファルンハーゲン＝クレークなどの幅広い卒後教育の機会が用意されている。この他に、連邦レベルで重要なジャーナリストのための専門・卒後教育機関ハウス・ブッシュもある。
ハーゲン歴史センターは歴史学および考古学分野の研究を行っている。この機関は国際的な研究ネットワークに組み込まれており、地域を超えて有名な2つの博物館、都市・地方史博物館と考古学・古生物学博物館を運営している。
オイゲン＝リヒター塔前の市民天文台は、ボランティアで運営されている1955年に設立された組織である。定期的に市民に一般開放され、天文学や気象学に関する情報提供を行っている。
ハーゲンの惑星模型は、太陽系をブロンズ板で示したものでハーゲン内市街を中心とした市域に縮尺に合わせて配置されている。市庁舎塔の球体が模型の中心となる太陽を表している。これにより太陽系の惑星システムの構造や大きさを知ることができる。この模型のアイデアは1959年に発表された。大部分は1960年から1975年までの間に製作され、当時の宇宙飛行時代の記念碑ということができる。

### メディア
ハーゲンのローカルニュースは2つの日刊紙で報道される。「ヴェストファーレンポスト」と「ヴェストフェリシェ・ルンドシャウ」である。両紙はともにフンケ・メディアグループに属している。両紙は2013年から、ヴェストファーレンポスト編集局が制作する共通の地方面を刊行している。
1976年に創刊された無料の広報紙「シュタットアンツァイガー」は、週に2回、111,000部が配布される。この他に月刊のカルチャーマガジン「ハーケン」と「クラージェ」がある。同じく1976年から広報紙「ヴォーヘンクリアー」が刊行され、2013年にはハーゲン、エネペ＝ルール郡、イーザーローン、シュヴェルテで合計376,000部が発行された。ヴォーヘンクリアー出版社は、2019年に債務超過のために廃業した。
ラジオ・ハーゲンはハーゲン市向けのローカルラジオ局である。
ハーゲンで最初の定期刊行物は「ハーゲナー・クライスブラット」であった。この新聞は1845年に創刊され、1861年に「ハーゲナー・ツァイトゥング」となり、1945年に廃刊された。かつて独立した都市であったハスペとホーエンリムブルクでは19世紀から独自の新聞が刊行されていた。

## 文化と余暇

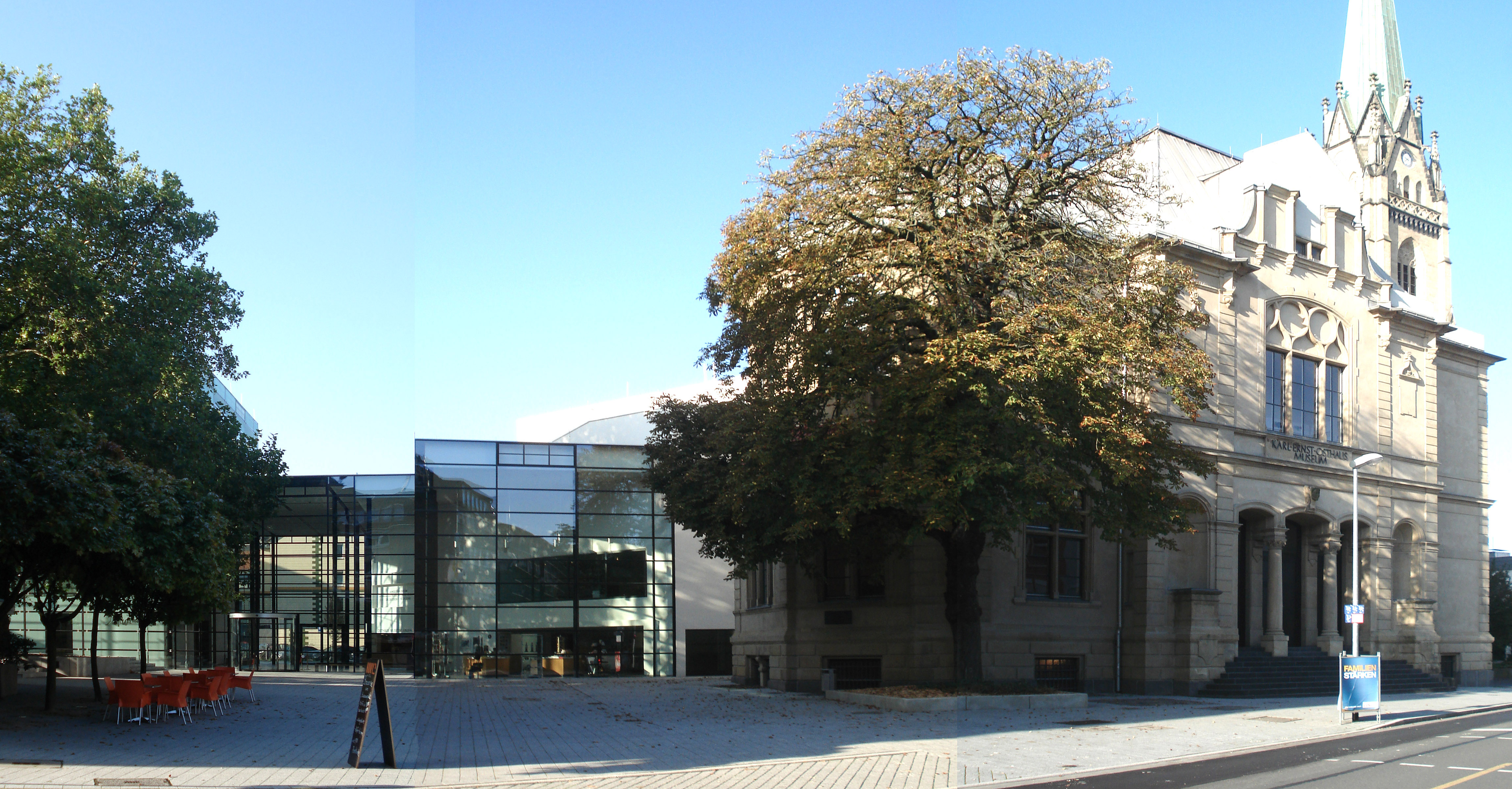
芸術地区。エミール＝シューマッハー美術館とオストハウス美術館

文化面では、ハーゲンはノルトライン＝ヴェストファーレン州の重要な中心地の1つである。有名なハーゲン・オストハウス美術館やハーゲン歴史センターの他に、ハーゲン野外博物館や先史・古代史博物館がある。
2009年8月に、オストハウス美術館のすぐ近くにエミール・シューマッハー美術館が開館した。

### 公共文化施設
上級中心都市であるハーゲンには数多くの連邦レベルで重要な文化施設があり、その位置は国際的にも影響力を持っている。
- オストハウス美術館やエミール・シューマッハー美術館がある芸術地区: 主に近現代の美術作品が展示されており、芸術的なショーウィンドウ展示のためのヨーロッパ・ショーウィンドウ博物館がある。
- テアター・ハーゲン（主にオペラ、オペレッタ、舞踊、音楽、演劇の客演やオリジナル作品が上演される）およびハーゲン・フィルハーモニー管弦楽団（シンフォニーコンサート、ファミリーコンサート、コンサート公演）。
- ホーエンホーフ: ハーゲン＝エムストにあるハーゲン・インパルスの美術館。
- ハーゲン野外博物館: 手工芸および技術の州立博物館（メッキンガーバッハタールのゼルベッケ市区）。
- ヴェルトリンゲン城: フォアハレ市区の先史・古代史博物館。古生物学および考古学コレクションおよびその展示で全国的に重要である。
- アイルペ市区のハーゲン歴史センター: 市立博物館、市立文書館、ヴェストファーレン音楽・文学アーカイブがある。
- クルトピア（かつてのブシャイ青年センター、その後グローベ）: 現在は市立青年・文化館で、ワークショップや子供向けプログラム、コンサート公演や異文化交流プログラムが行われている。

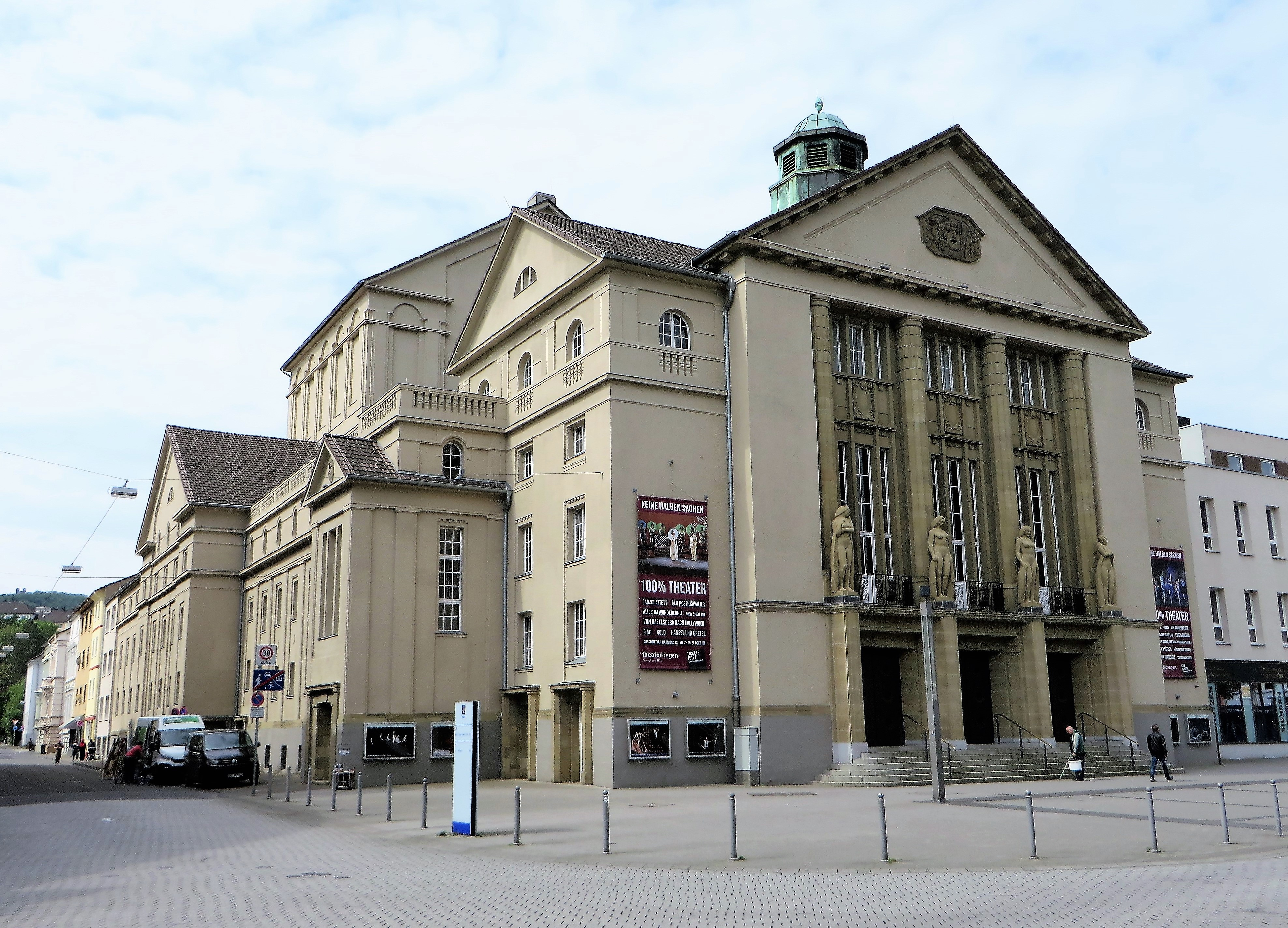
テアター・ハーゲン
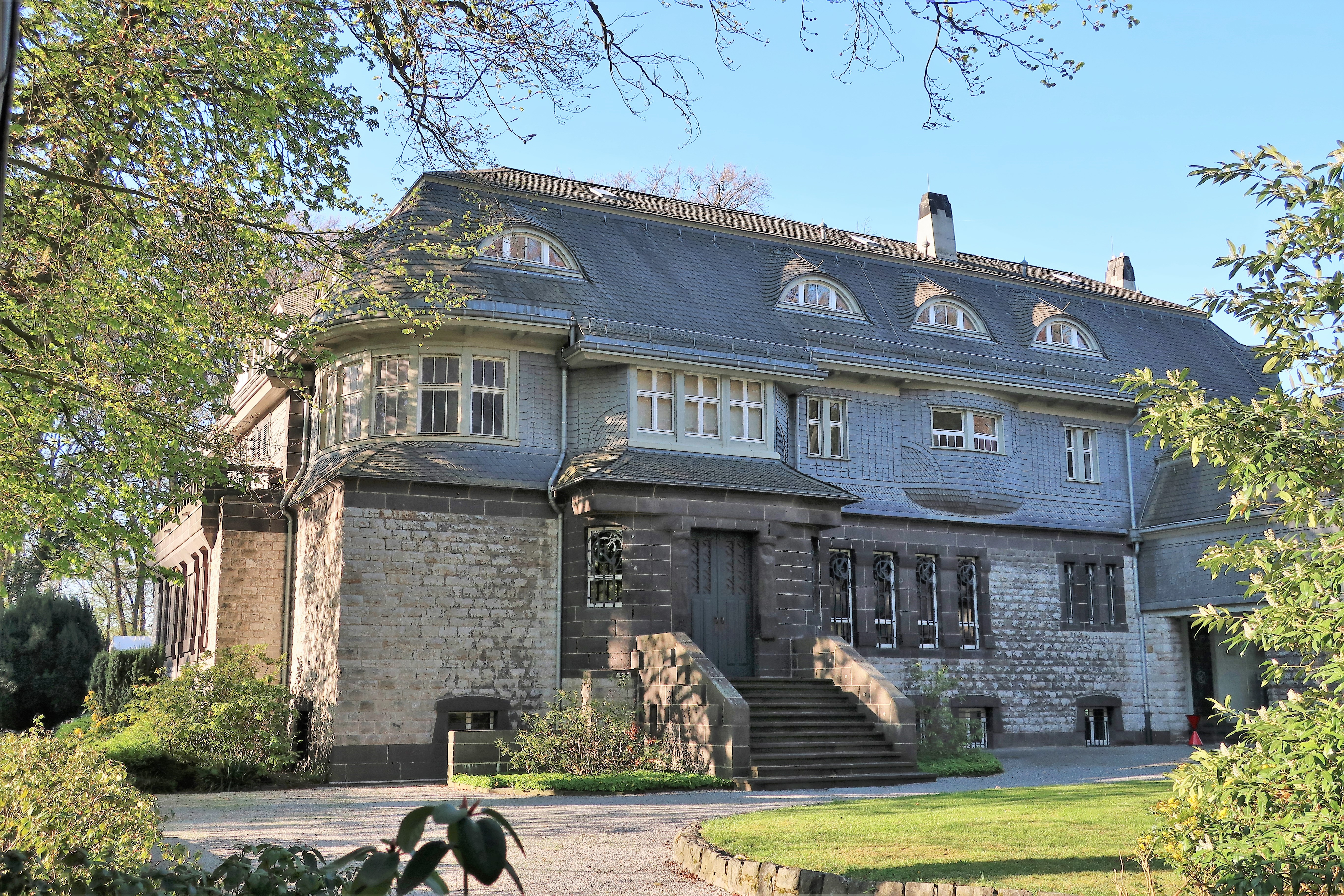
ホーエン・ホーフの主館
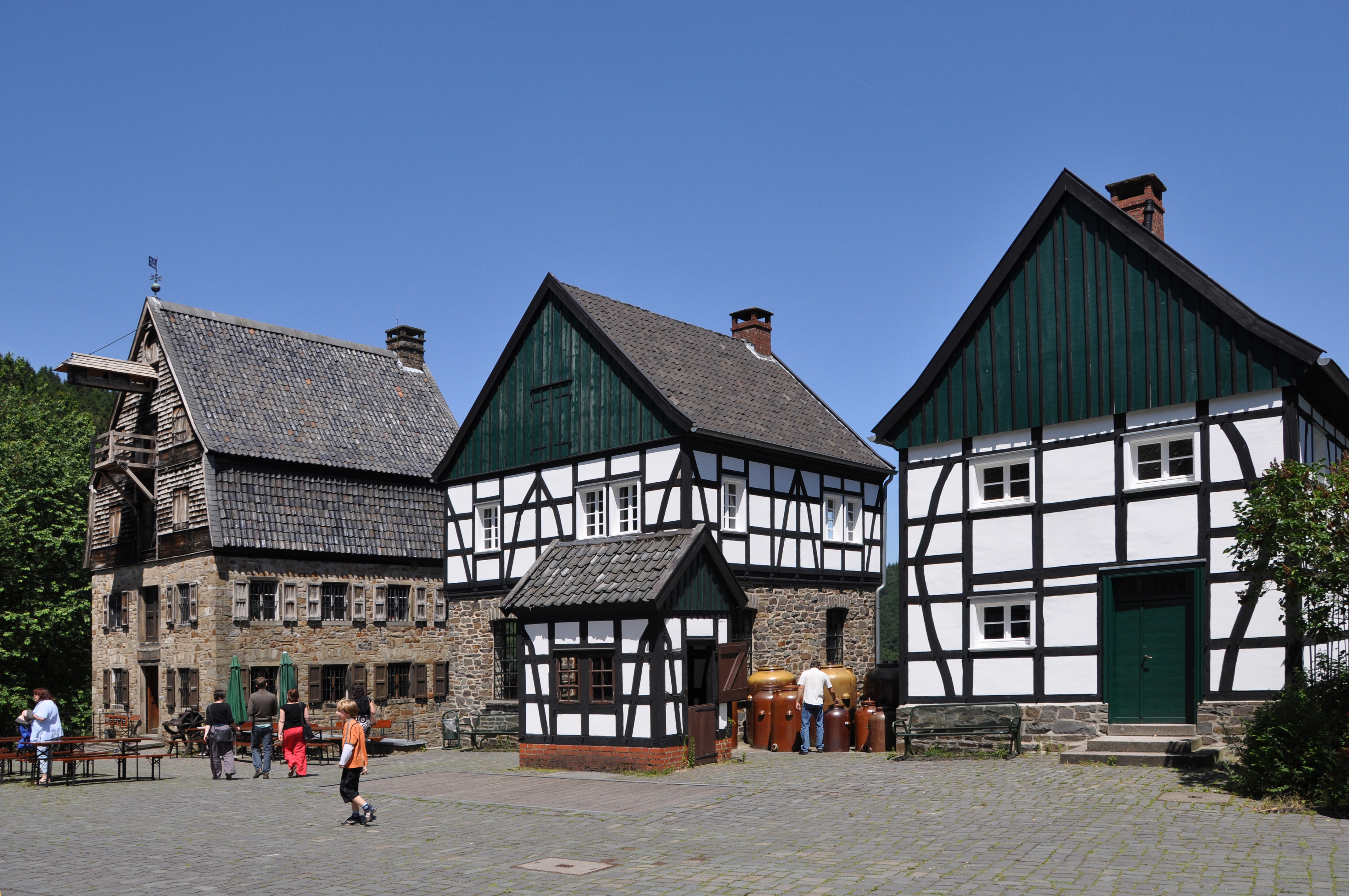
ハーゲン野外博物館

### その他の文化施設
ハーゲンには主に民営の文化施設が多くあることが特徴である。
- 市中心部にあるハーゲン・ブンカー博物館
- ツェントルムのアラーヴェルトハウス（集会所「カフェ・ムンディアル」、ワールドショップ、アーカイブ、図書館、出版、継続教育）
- ヴェーリングハウゼンのペルムケ文化センター（シュタットタイル＝カフェ、プログラムキノ[訳注 1]、コンサート、演芸、ワークショップ）
- ホーエンリムブルクのヴェルクホーフ（コンサート、演芸、企業研修）
- シュタットヴァルトのオイゲン＝リヒター塔前の民間天体観測所
- ハスペのハスパー・ハンマー（キャバレー、コンサート、演劇グループ公演、祝典）

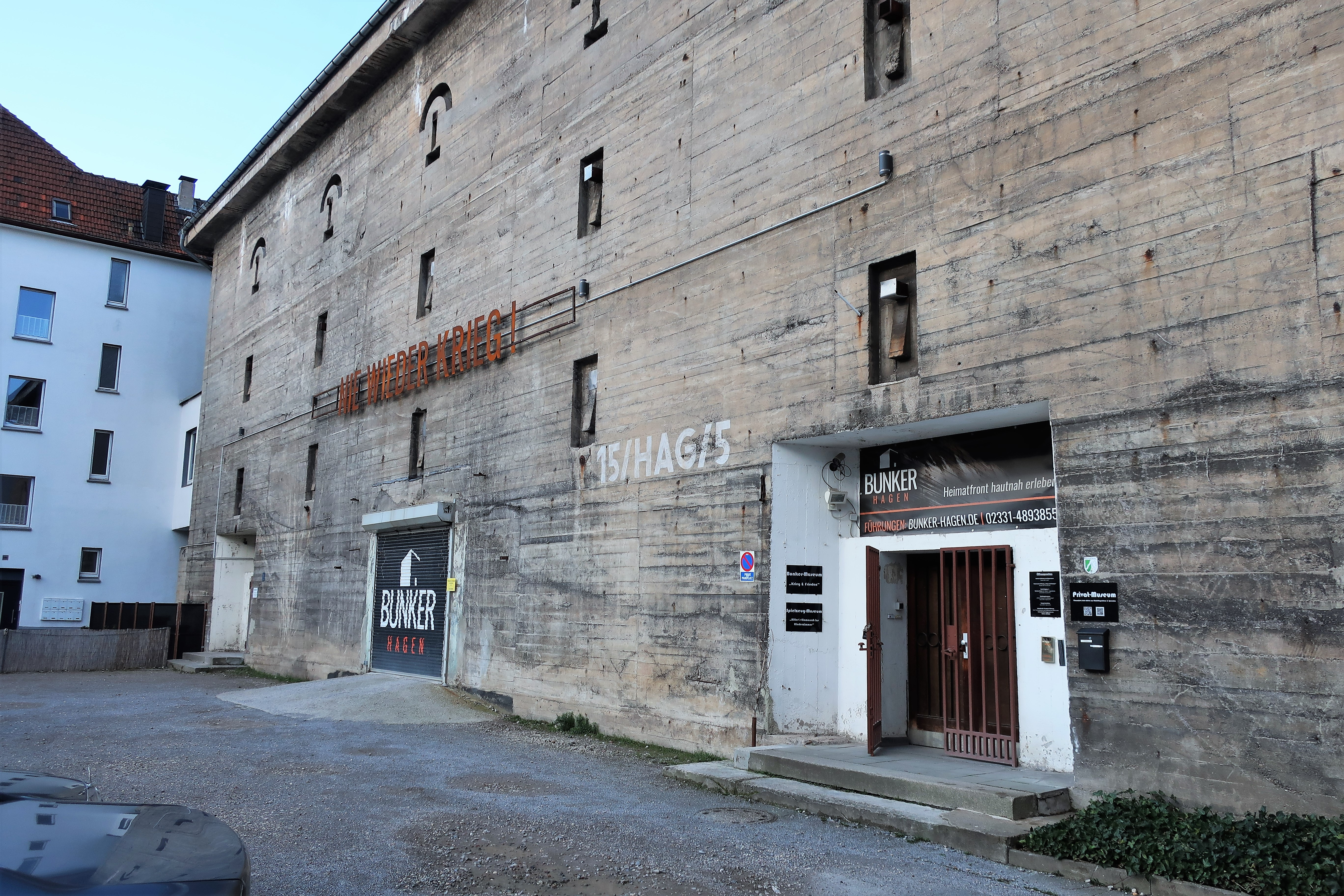
ハーゲン・ブンカー博物館
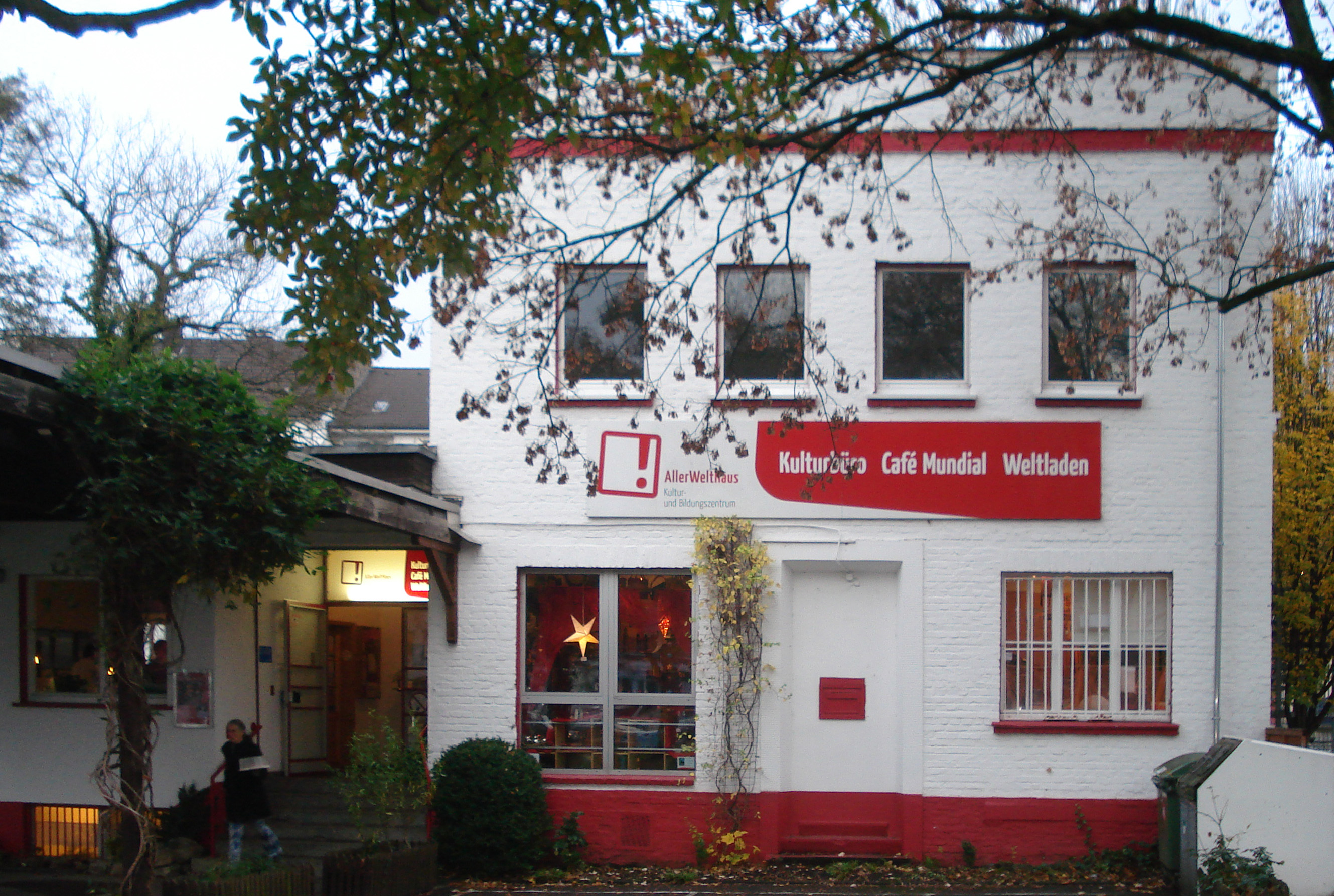
アラーヴェルトハウス
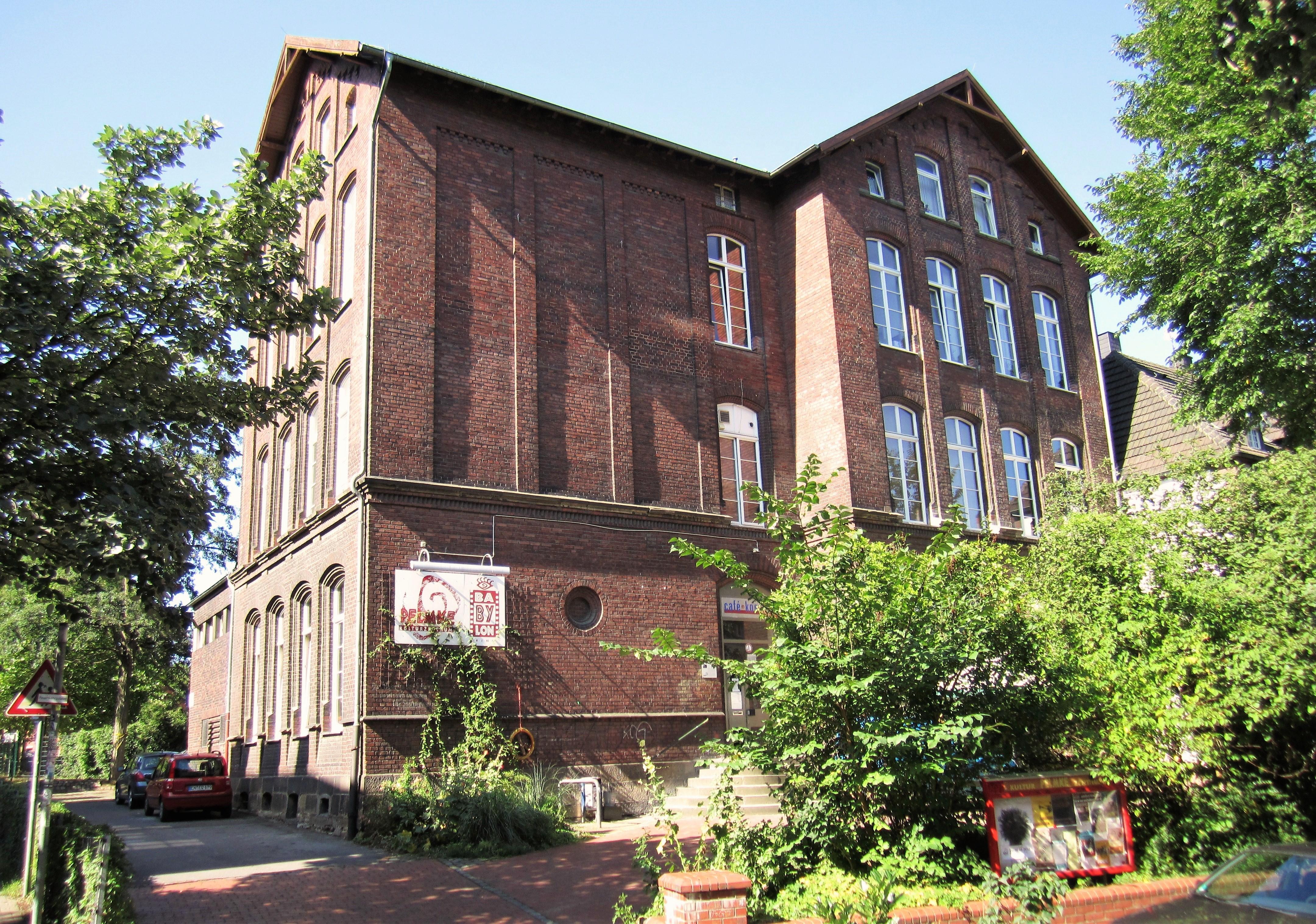
ペルムケ文化センター
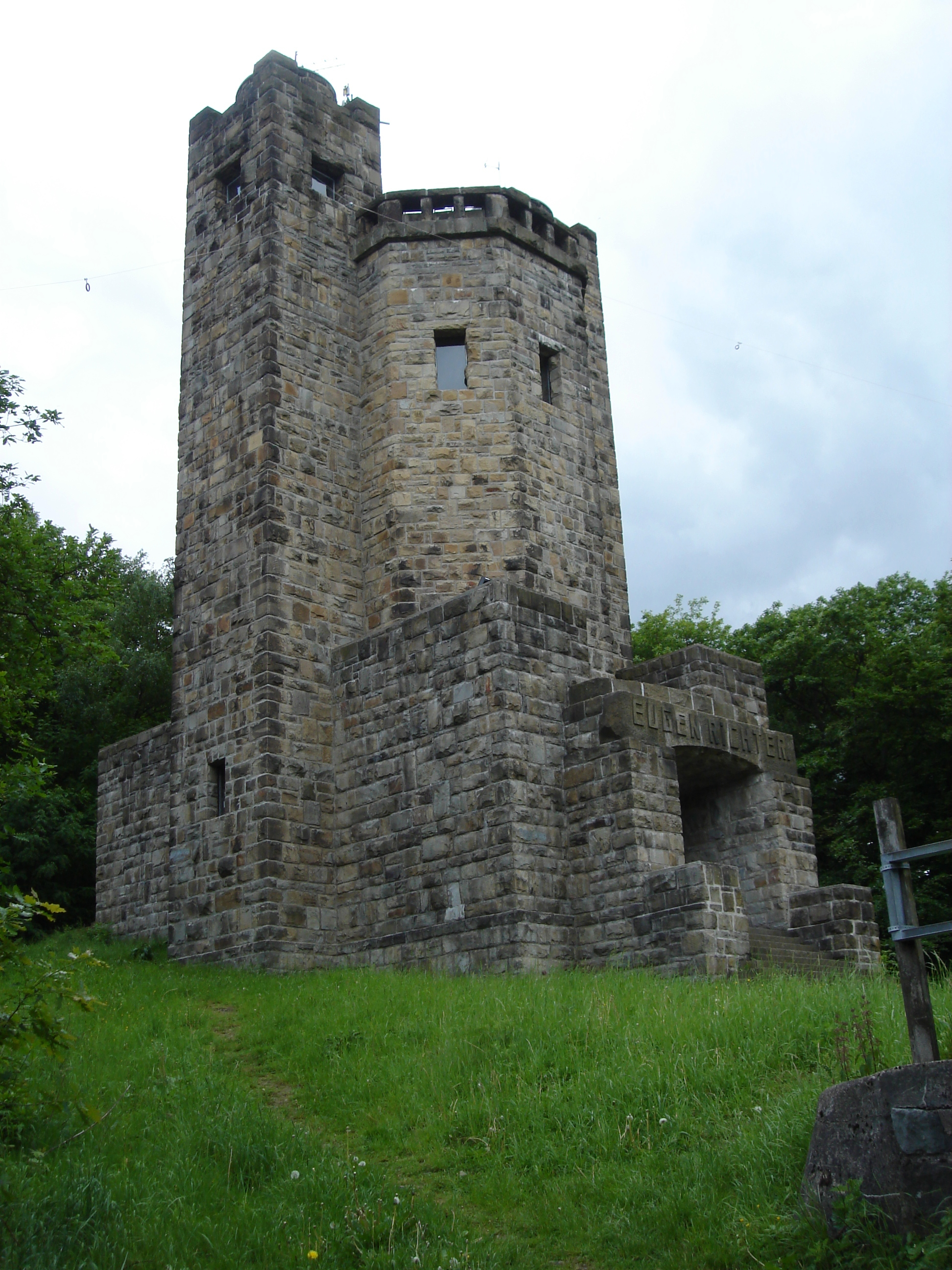
オイゲン・リヒター塔

### 主な建築
ハーゲンには数多くの歴史的建造物がある。

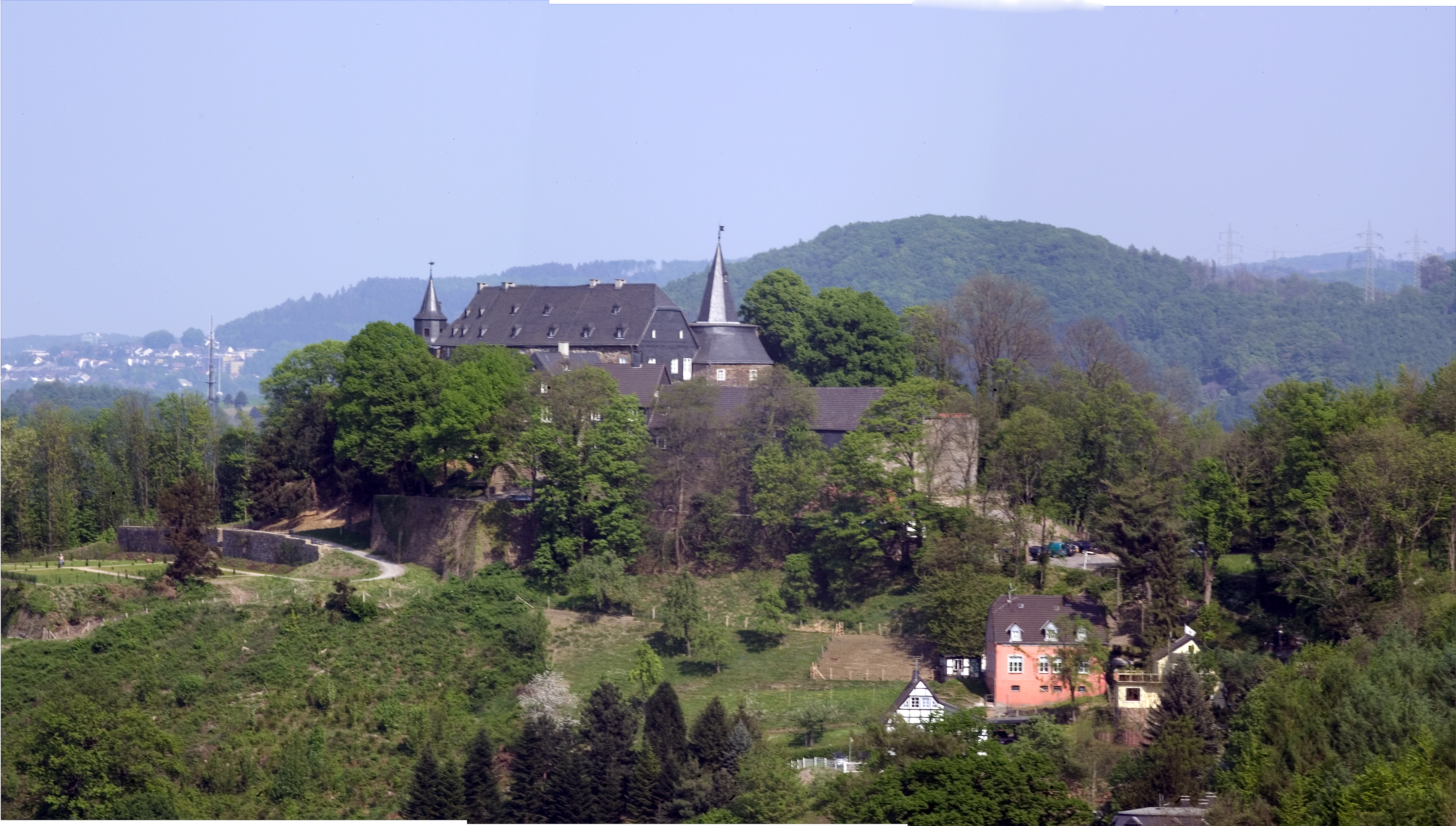
ホーエンリムブルク城

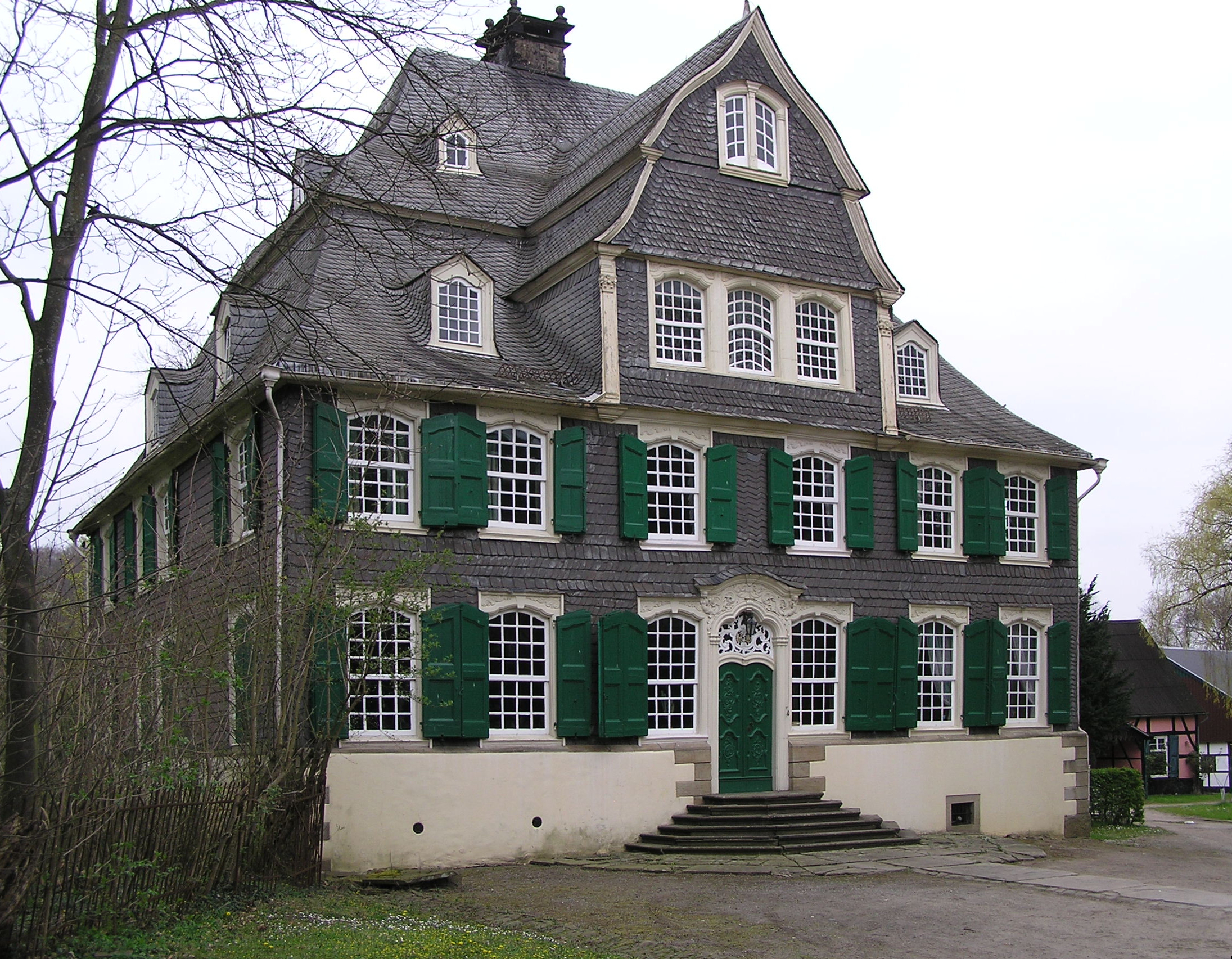
19世紀後半に建設されたハルコルテン邸

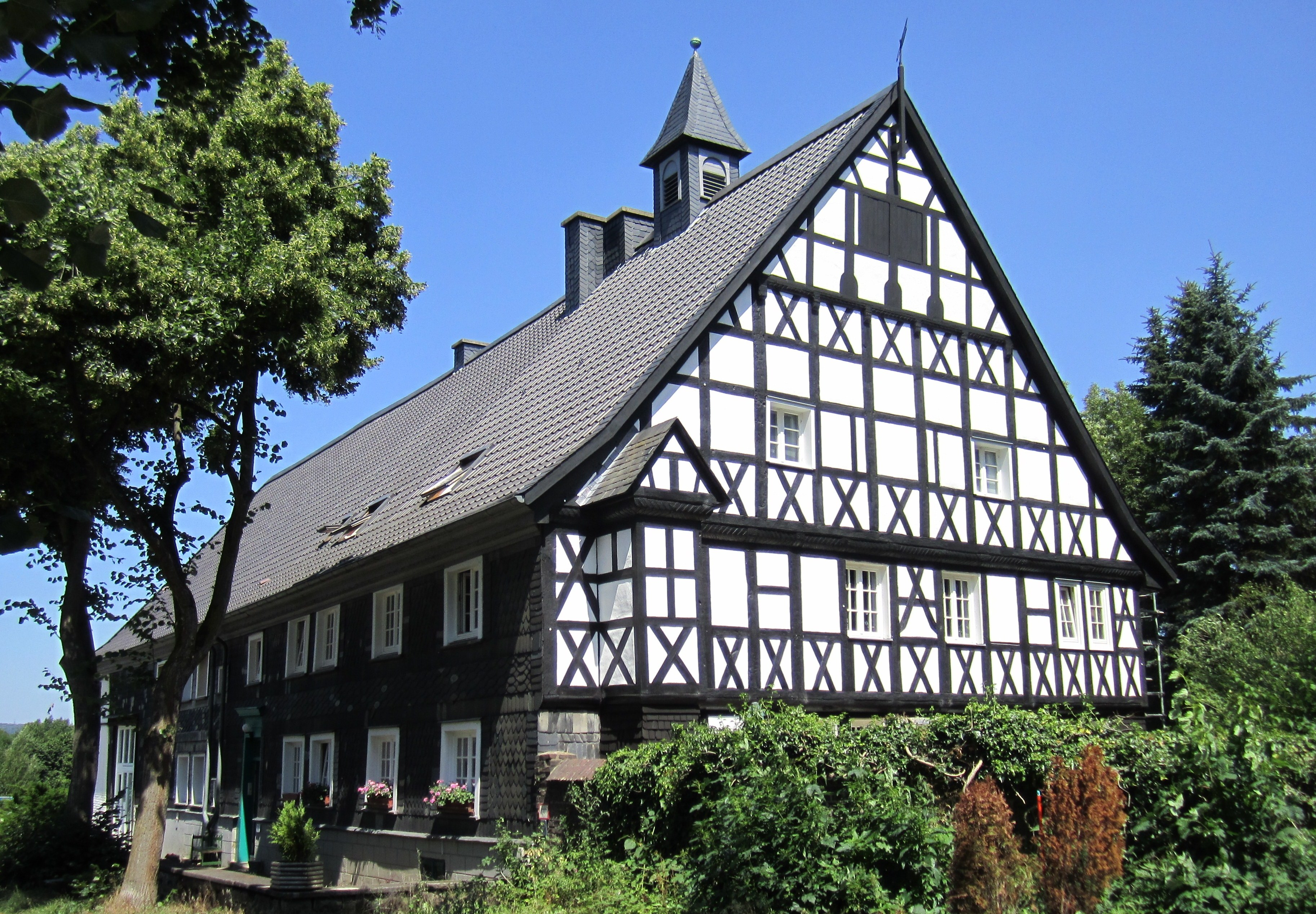
フンケンハウゼン

- ホーエンリムブルク城: ホーエンリムブルク市区、13世紀の建築で宮廷の生活文化を展示する民営博物館となっている。
- ヴェルトリンゲン城: 13世紀建造、フォアハレ市区にある。
- ランゲ・リーゲ: 1665年建造の木組みの労働者住宅。アイルペ地区。刃物鍛冶の住居であった。
- ハウス・ハルコルテン: ハスペ市区。17世紀から19世紀にかけての重要な商人で企業家ファミリーであったハルコント家のかつての屋敷。フリードリヒ・ハルコント（ドイツ語版、英語版）の生家である。
- ホーエンホーフ: ユーゲントシュティールの集落。カール・エルンスト・オストハウス（ドイツ語版、英語版）の住居であり、「ガルテンシュタット・エムスト」の中心として設計された。現在は公共の博物館である。
- 19世紀の重要な4つの塔: フォアハレのフライヘル＝フォム＝シュタイン塔、カイザー＝フリードリヒ塔、オイゲン＝リヒター塔、ゴルトベルクのビスマルク塔）
- ヴィラ・ポスト: ヴェーリングハウゼン市区の後期古典主義様式の歴史的邸宅。ハーゲン市民大学の本部が入居している。
- ヨハニス教会: 多角形の内陣、1748年から50年に建設された長堂、1903年の西壁を持つ。外壁には風化した墓石（おそらく18世紀のもの）が転用されている。
- エルバースハレン（旧エルバース織布工場）: 歴史的な管理棟、ディテール豊かなレンガ造りの家屋、構造上興味深い生産ホール、高さ約80メートルの煙突からなる保護文化財に登録された建築群。
- フンケンハウゼン: フォアハレ市区の保護文化財に指定されている旅館。
- ハウス・ルーレック: エッケザイ市区の城館様式による企業家の邸宅。
- 数多くのユーゲントシュティール建築（特にガルテンシュタット・ホーエンハーゲンやヴェーリングハウゼン市区）。

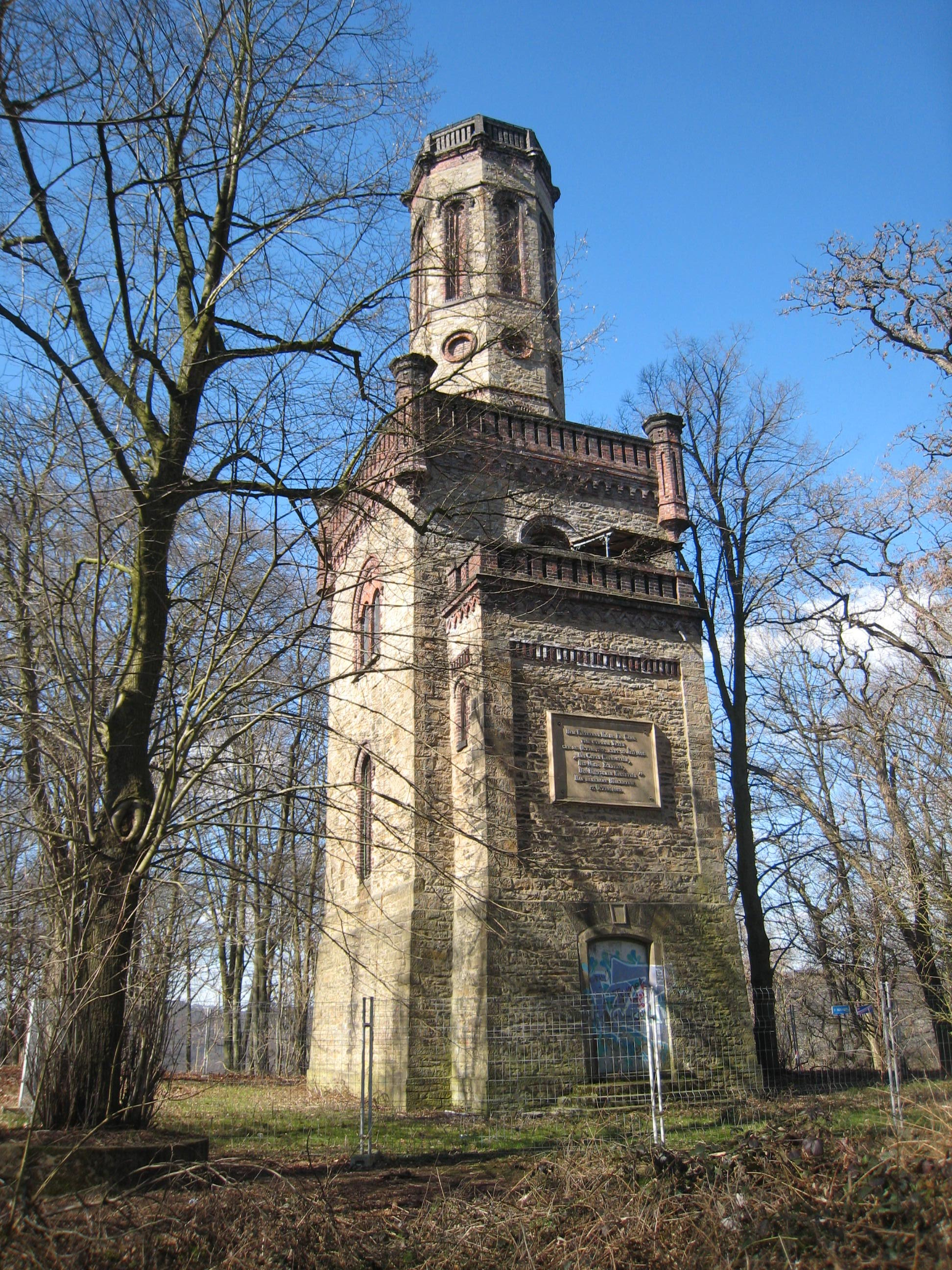
フライヘル＝フォム＝シュタイン塔
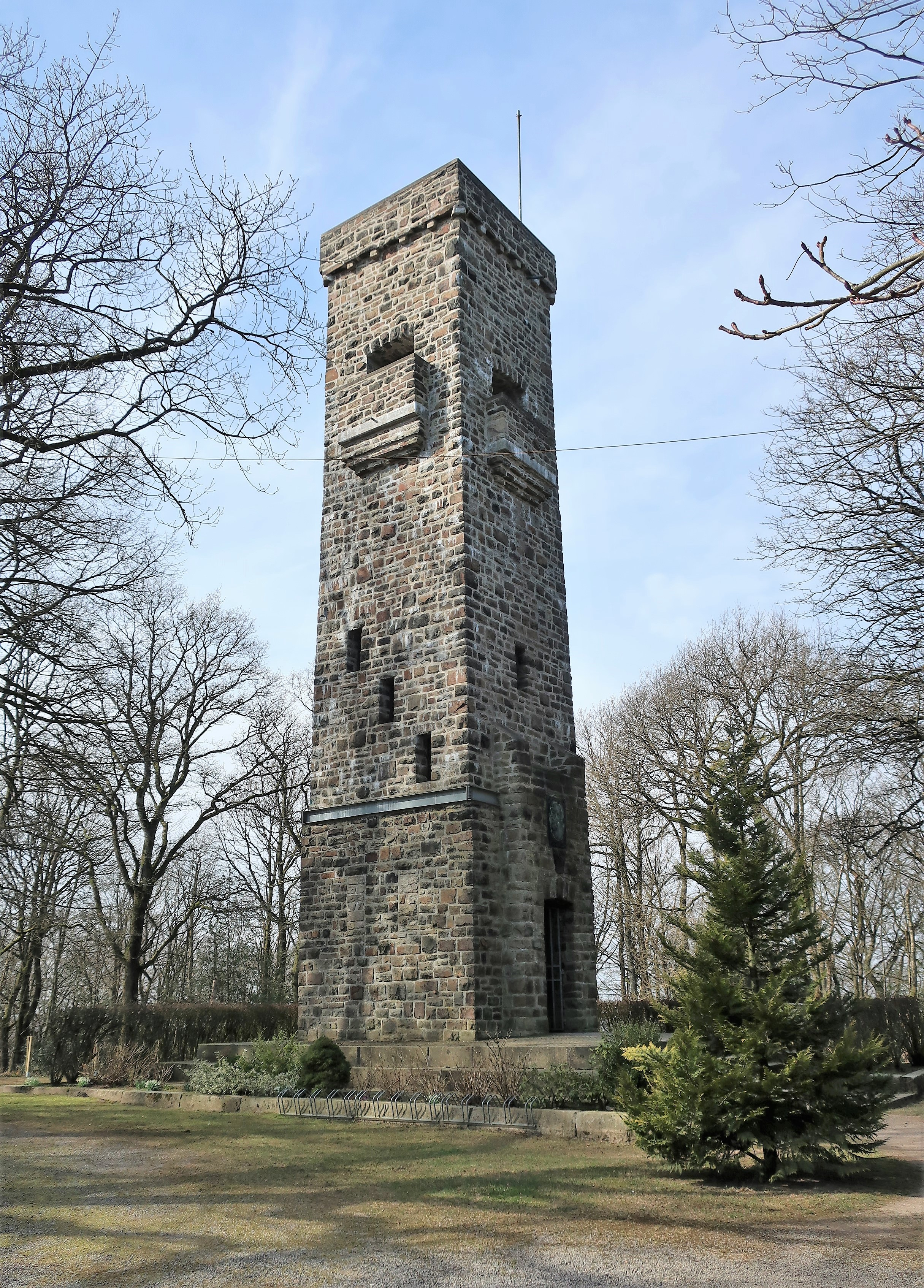
カイザー＝フリードリヒ塔
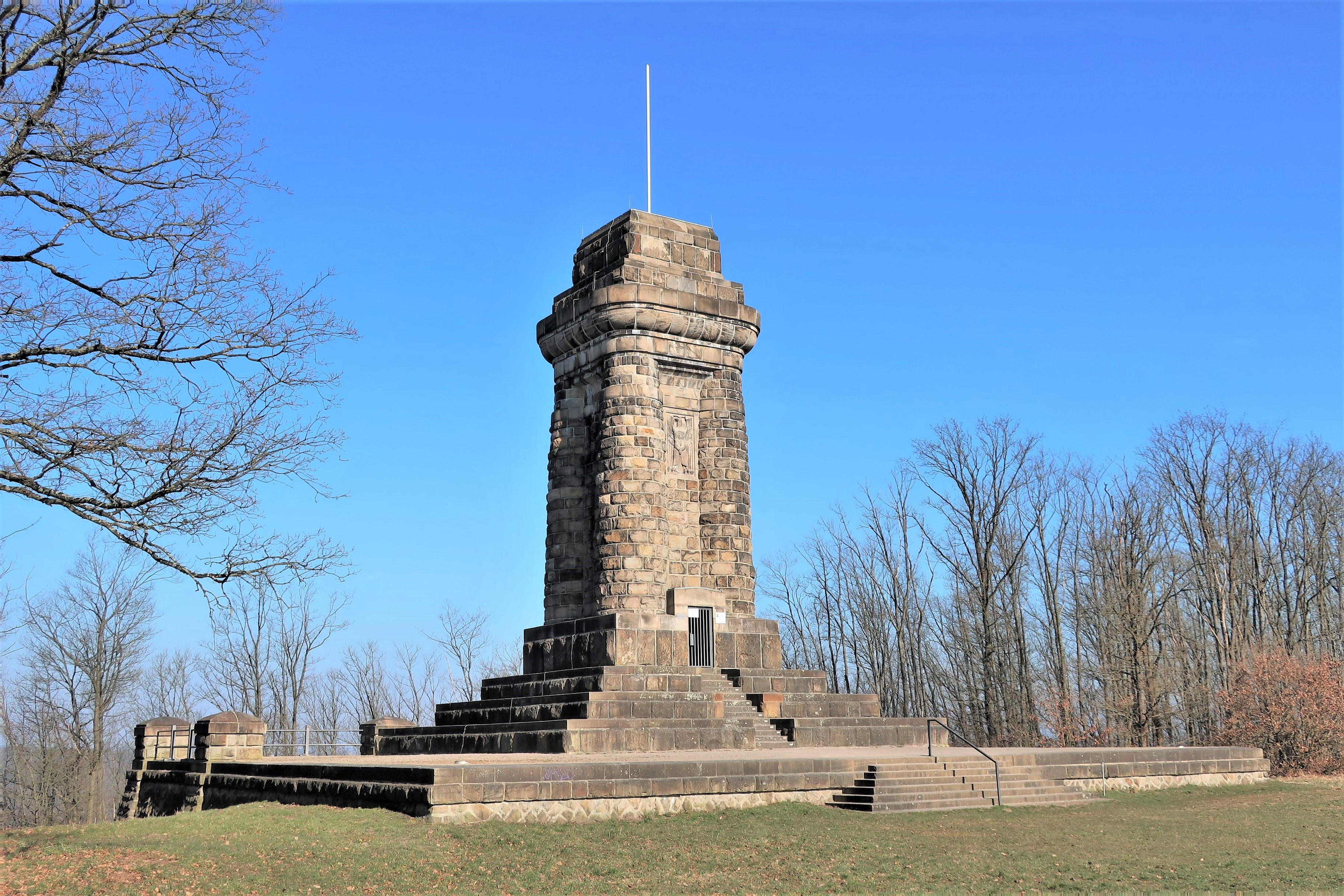
ハーゲン・ビスマルク塔
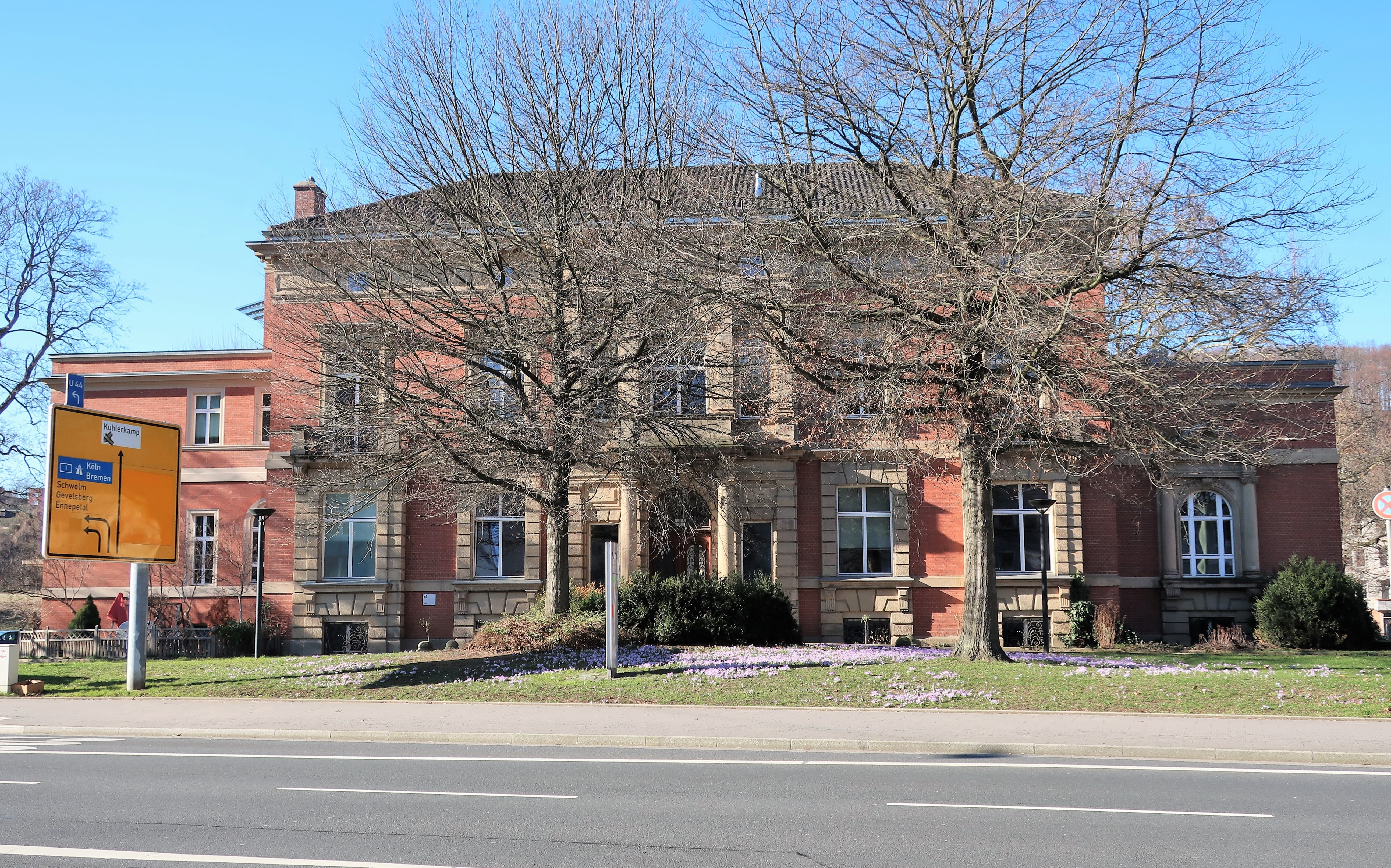
ヴィラ・ポスト
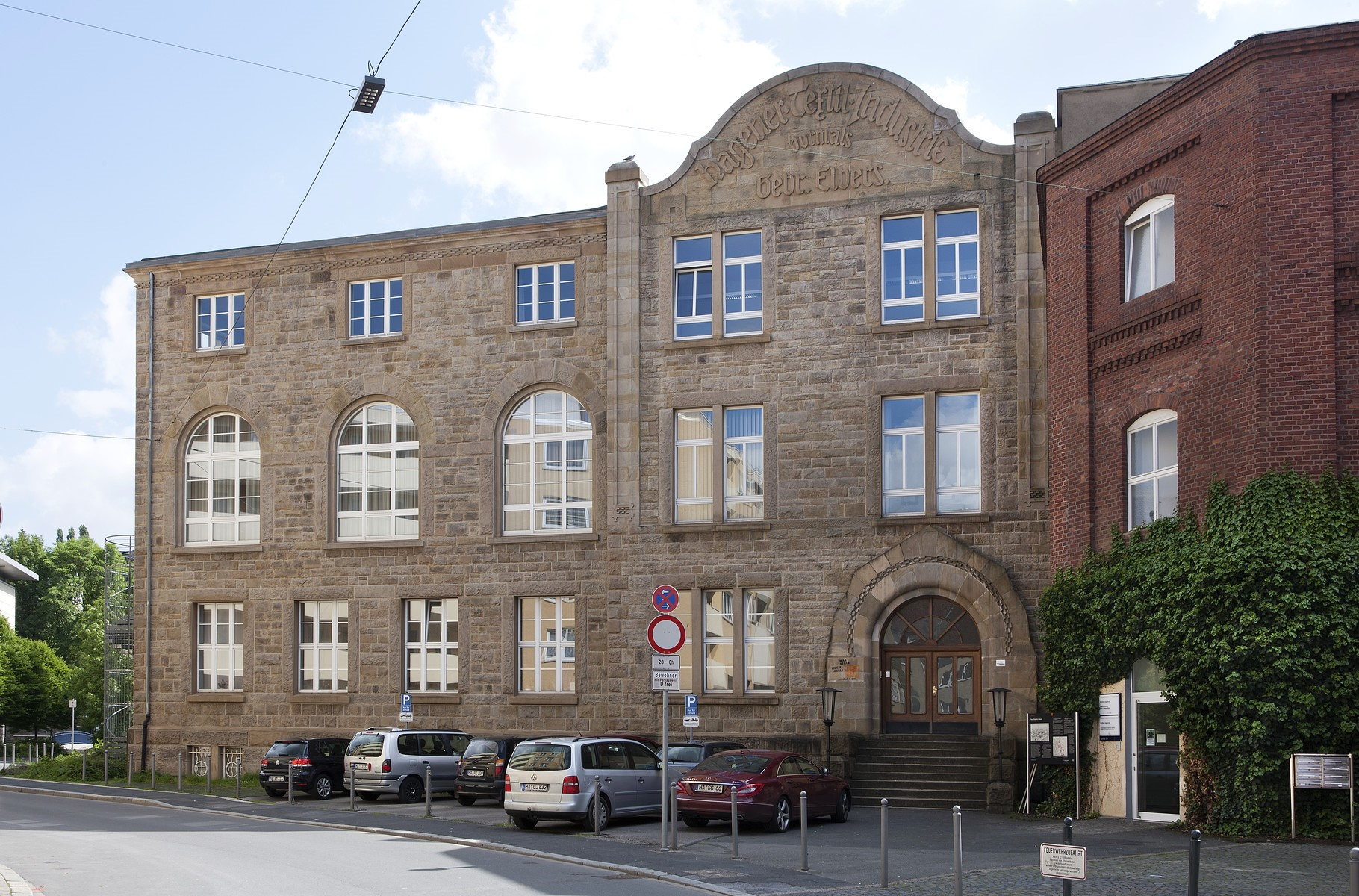
エルバースハレン（旧エルバース織布会社管理棟）
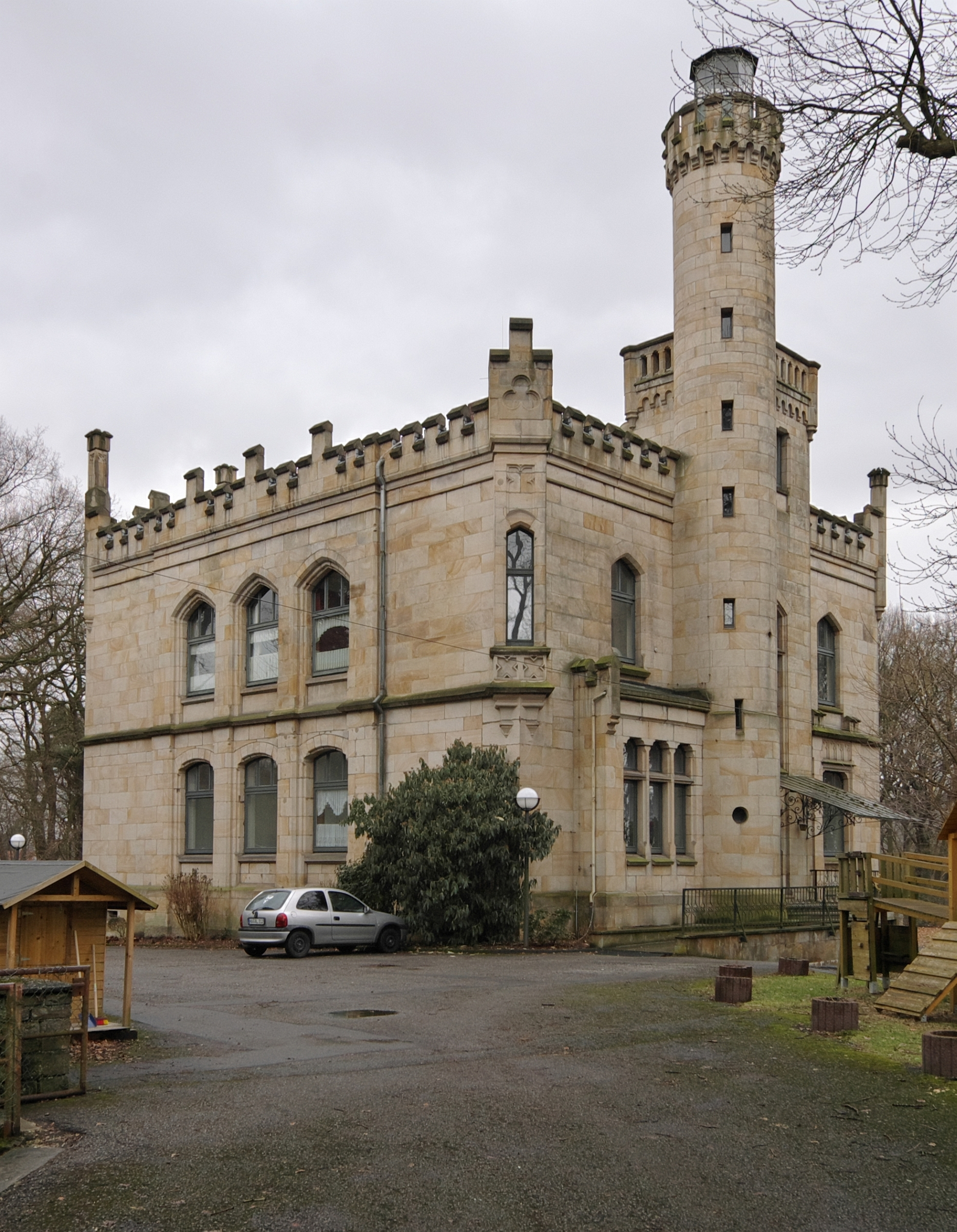
ハウス・ルーレック
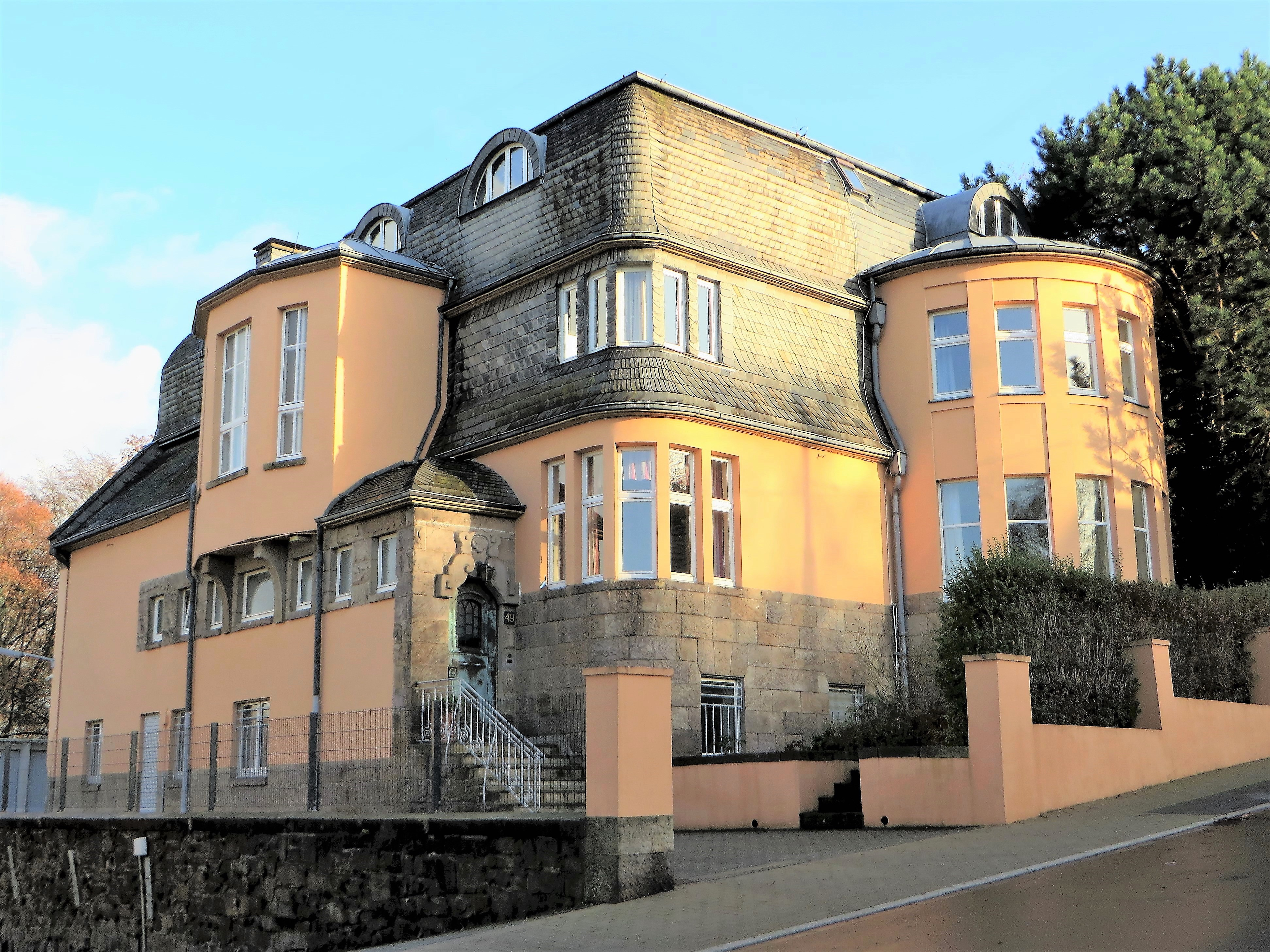
ハーゲンのユーゲントシュティール建築ルドルフ＝シュプリングマン邸

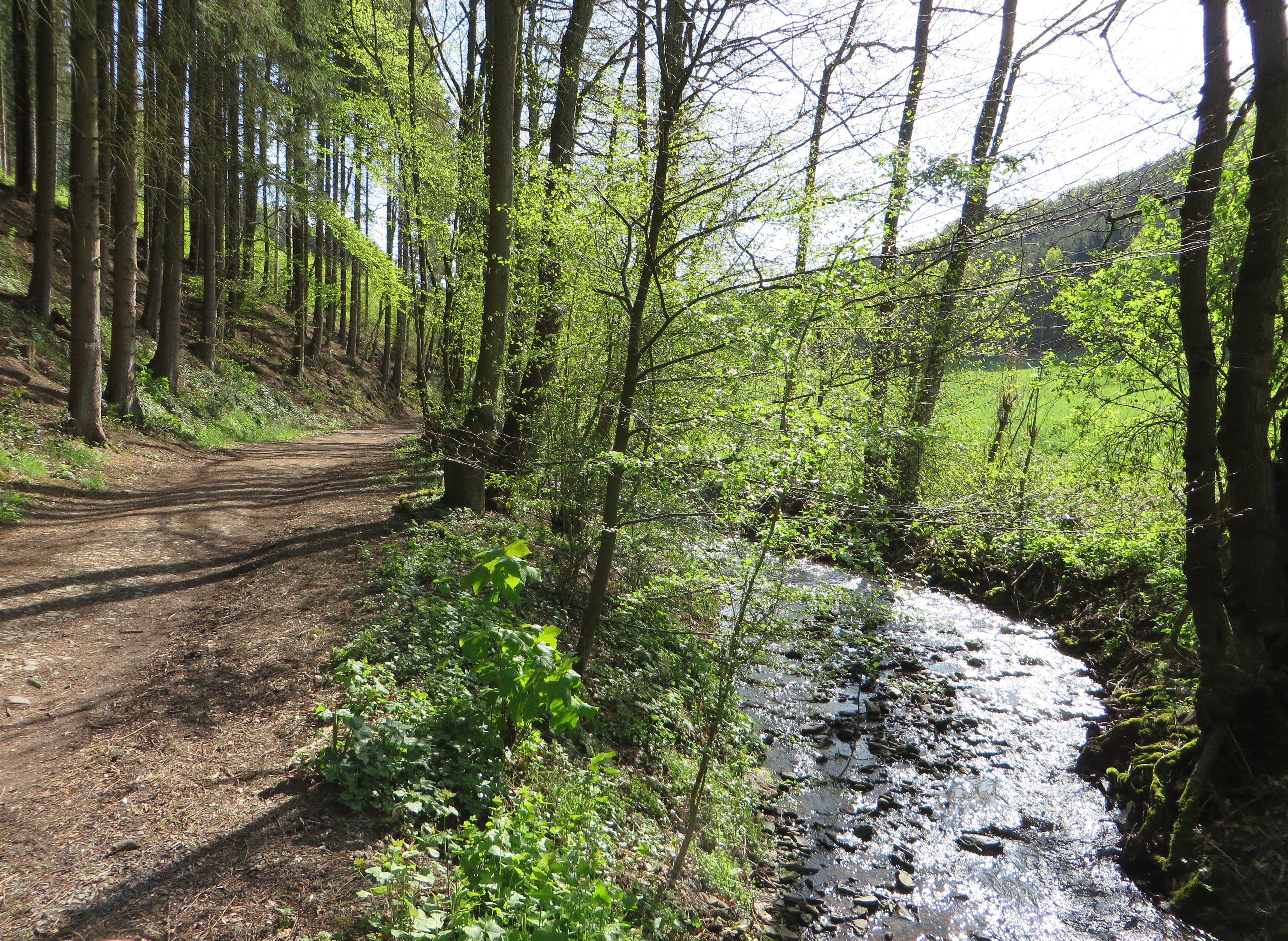
ホルトハウザー・バッハタール自然公園

### 自然保護地区

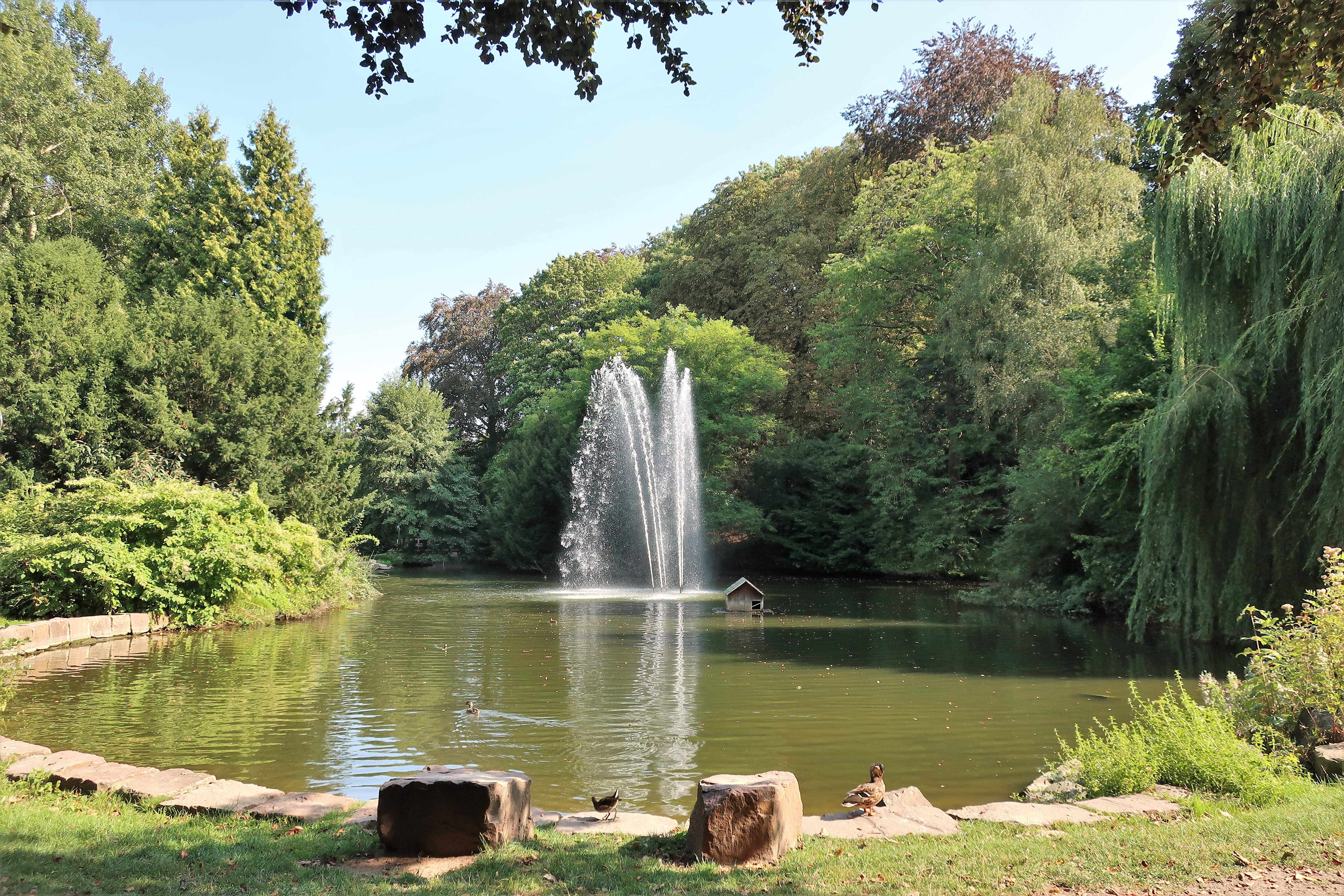
ハーゲンのシュタットガルテン

1994年12月から市域のためのハーゲン景観計画が存在している。これに基づき、建物が建て込んでいる地区や開発計画の適用地区を除く場所は、自然保護区 (NSG) などのより高度な保護状態下にない限りは景観保護区に指定されている。
市内には、全部で24箇所の自然保護区がある。広さはバッハタール・ザウレ・エプシャイト自然保護区の 1.87 ha からマストベルク・ウント・ヴァイセンシュタイン自然保護区の 88.13 ha まで様々である。マストベルク・ウント・ヴァイセンシュタイン自然保護区、テンポレラー・マストベルク自然保護区、ランゲ・ボイメ自然保護区、ヒューネンプフォルテ自然保護区、ラッフェンベルク自然保護区は、2004年から共通の FFH−地区カルクブーヘンヴェルダー・バイ・ホーエンリムブルクに指定された。アスケ自然保護区は、ゲーフェルスベルガー・シュタットヴァルト自然保護区とともに FFH-地区ゲーフェルスベルクガー・シュタットヴァルトに属している。
ハーゲンには43箇所の景観保護区がある。その広さはエッペンハウゼン通り北側のローゼンガルテン景観保護区の 3.08 ha から、トゥッキング、アウフ・デア・ハレとその周辺景観保護区の 921.52 ha にまで及ぶ。
この街には、2010年時点で71件の自然文化財 (ND) が存在する。このうち54件が古木や価値のある樹木群で、これ以外の17件はほとんどが数多くの化石が発掘されるカルスト洞窟や坑道である。以下に示すハーゲンで最も古い2本の樹木は ND に登録されている樹齢約1000年のセイヨウボダイジュである。
- ダール市区のルムシャイダー・フェーメリンデ（裁判のセイヨウボダイジュ）
- プリオライ市区のプリオールリンデ[50]

市内には91件の景観保護記念物 (LB) がある。景観保護区区内にある面積 5 ha 以下である。さらに 0.25 ha 以上の果樹園すべてと景観計画地区のすべての枝打ちされた樹木も LB に指定される。

### 公園
ハーゲン市は森の豊かな中低山地に位置している。
内市街には、中心部にフォルクスパルクやドクトル＝フェルディナント＝ダーフィト公園があり、内市街に近い総合病院の高台にはシュタットガルテン（市立公園）がある。
アルテンハーゲン地区の高台の小さな公園がフンケパルクである。この公園はハーゲンの企業家一族フンケ家にちなんで命名された。この家からはFDPの政治家オスカー・フンケやリーゼロッテ・フンケが誕生している。
最後にイシェラント池の周囲の公園風施設が挙げられる。この施設は新しいヴェストファーレンバート（プール施設）に隣接している。さらにホーエンリムブルク市区には、レネパルク（カヌー・スラロームコースと屋内プールとの間）がある。

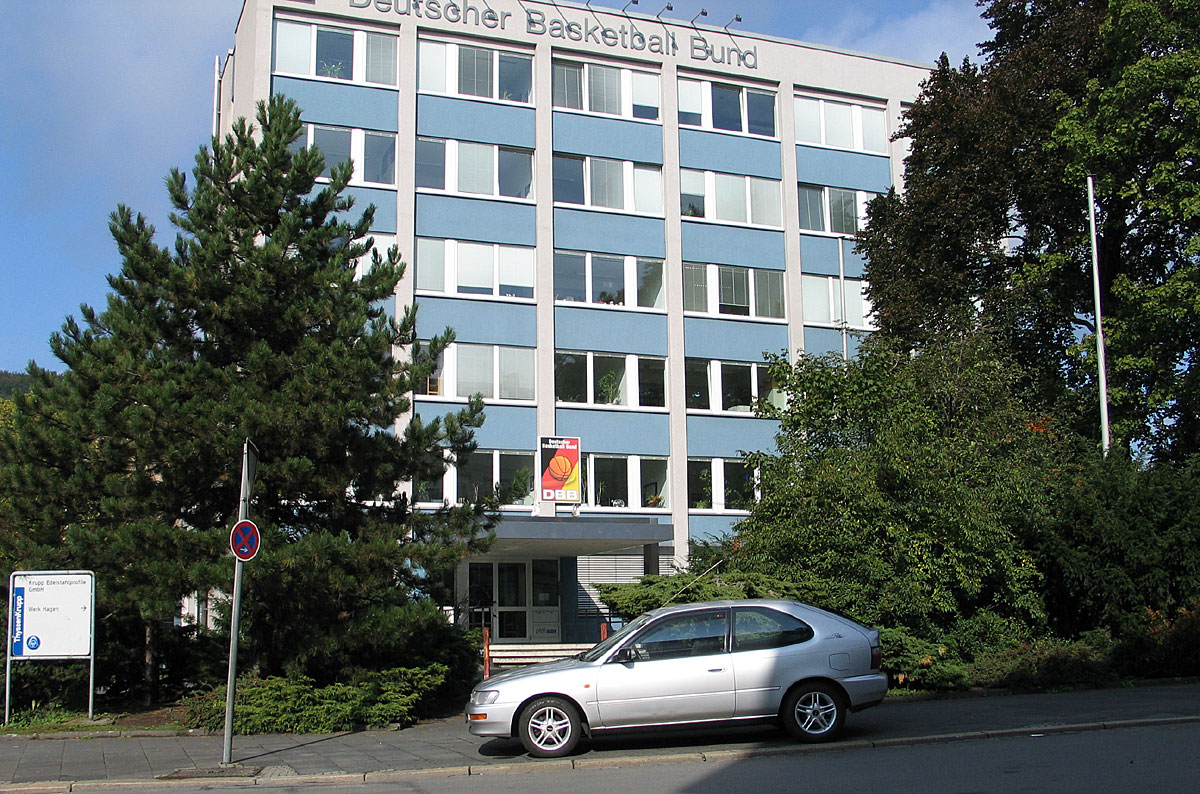
ドイツ・バスケットボール連盟本部

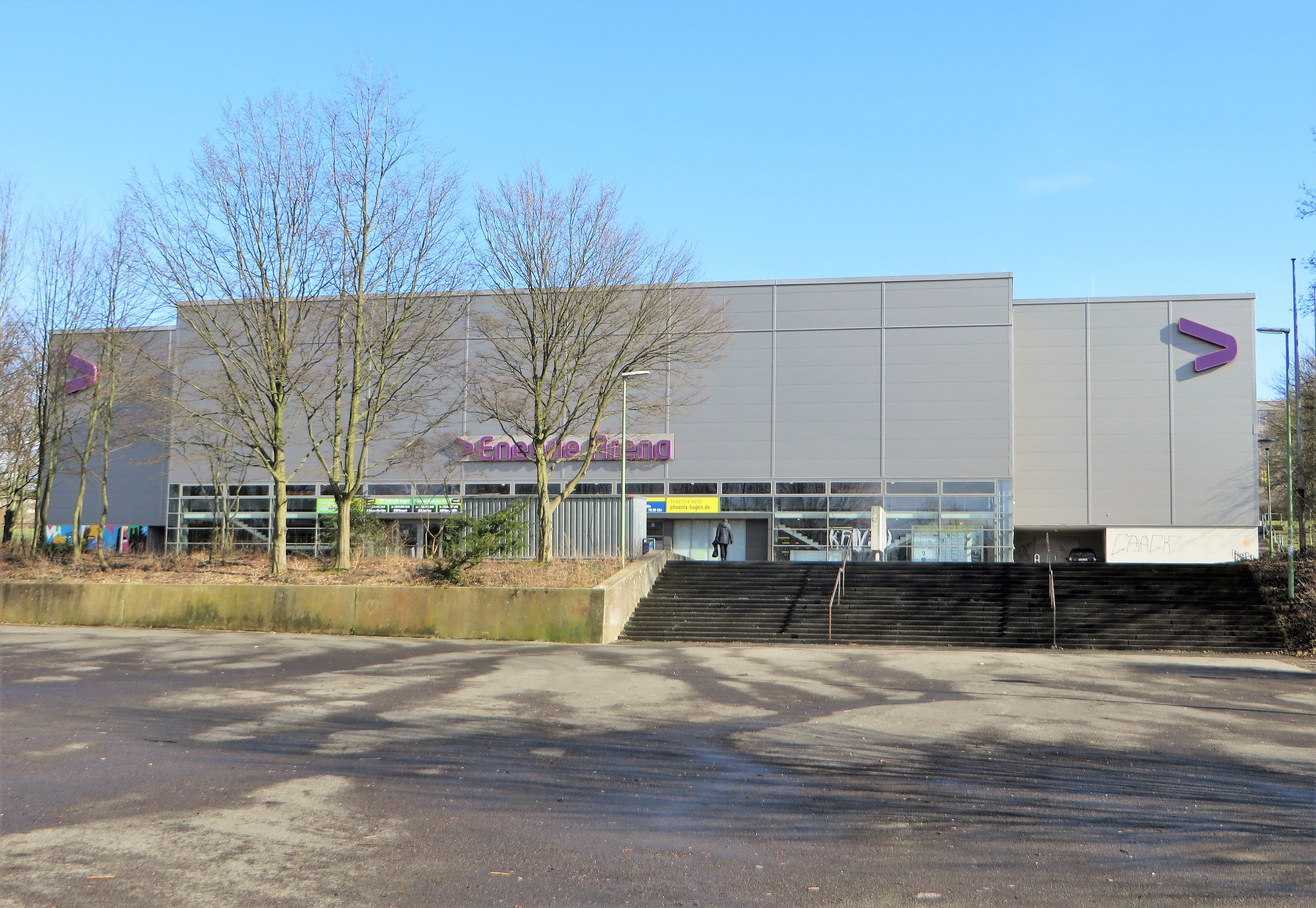
エナーヴィーハレ

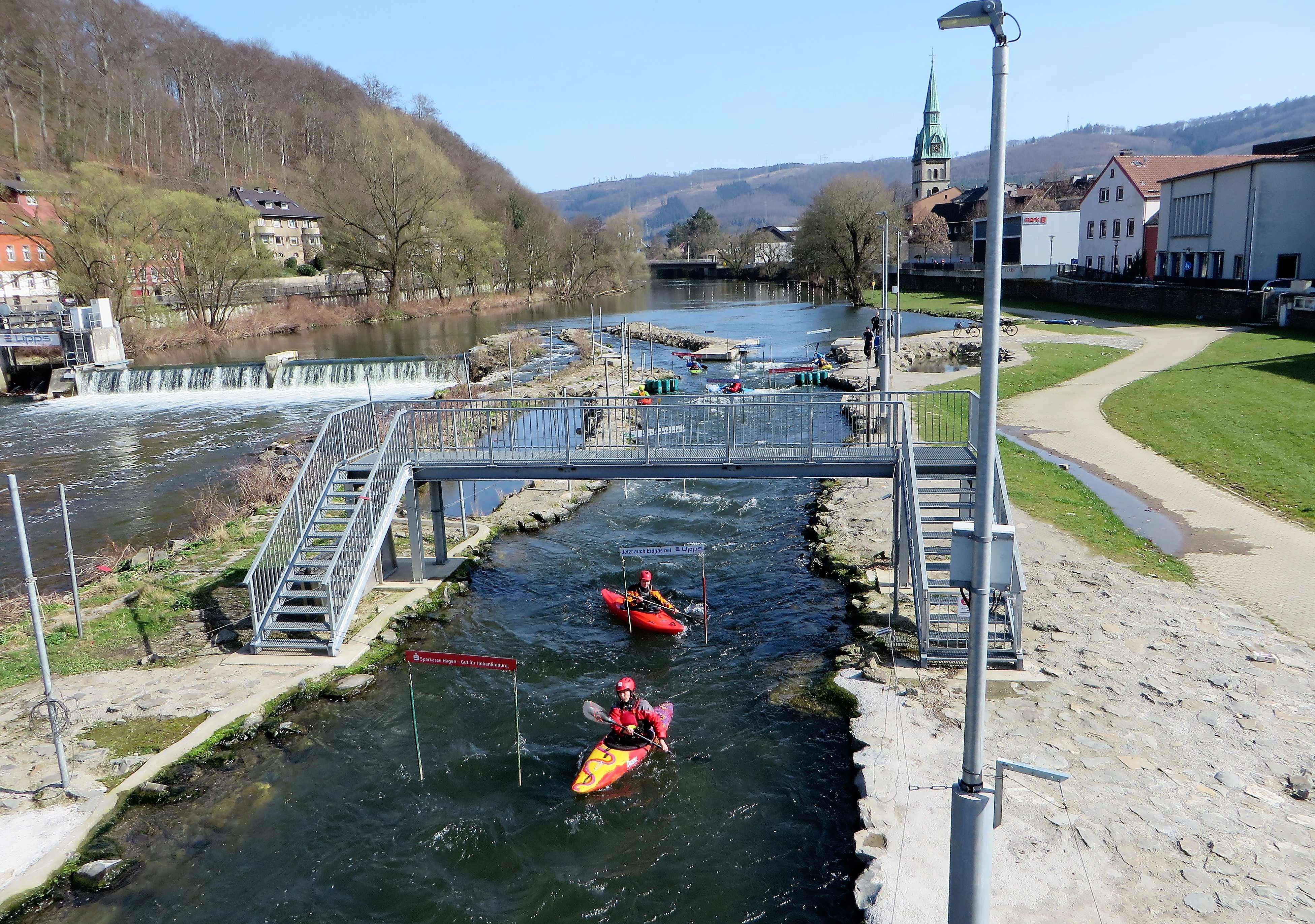
ヴァッサーパルク・ホーエンリムブルク

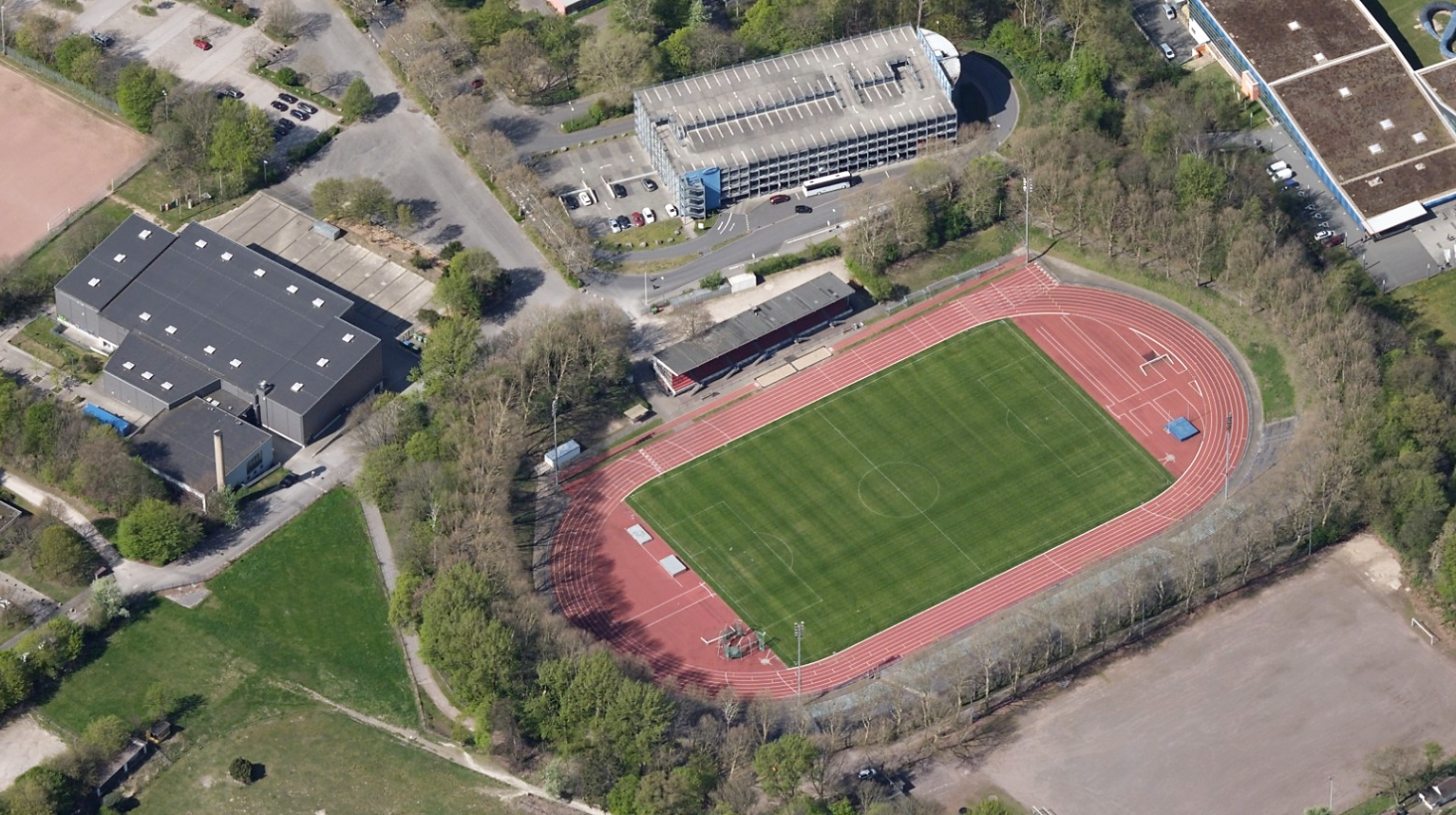
イシェラントシュタディオーン

### スポーツ
ハーゲンには数多くのスポーツクラブが存在する。これらのクラブは、ハーゲン市スポーツ連盟およびホーエンリムブルク・スポーツ連盟を組織している。これらは、合わせて約240のクラブ、約46,000人の会員を擁している。ハーゲン市スポーツ連盟のシュポルトユーゲント（青年スポーツ部会）は2022年までに3回ルールオリンピアーデに参加している。
- バスケットボール: ハーゲンにはドイツバスケットボール連盟（ドイツ語版、英語版） (DBB) の本部がある。1974年にドイツ・バスケットボール・チャンピオンとなり、1975年にドイツ杯を獲得した SSV ハーゲンや、バスケットボール・ブンデルリーガの設立クラブの1つであり、1994年にドイツ杯を獲得し、1部リーグで活動したが、解散してしまったブラント・ハーゲンが全国的に有名である。現在この街で最も成功しているバスケットボール・クラブがフェニックス・ハーゲン（ドイツ語版、英語版）（バスケットボール・ブンデスリーガ2部 ProA（英語版））である。TSV ハーゲン 1860は、「フェニックス・レディース」として女子バスケットボール・ブンデスリーガ2部で活動している。SV ハーゲン＝ハスペ 70 はレギナルリーガ・ヴェスト2部でプレイしている。
- ケーゲルン競技（ドイツ語版）: ハーゲンのケーゲルンスポーツセンターは何世紀もの間、ドイツおよび世界中のケーゲルン競技の中心地であった。ヴィリー・ヴォルトマン、マンフレート・ピック、カーチャ・リッケン & ベニャミン・シュルツといったハーゲンのケーゲルン選手たちが国内および国際レベルのタイトルを獲得している。ゲルマニア・ハーゲン、ユピテル・ハーゲン、ブラウ・ゴルト・ハーゲン、その他のクラブがリーグ戦でかなりの成功を収めている。2017年以降ケーゲルンスポーツセンターはケーゲルン競技には使われておらず、イベント会場として利用されている。
- ハンドボール: VfL アイントラハト・ハーゲンがハンドボール・ブンデスリーガ2部（ドイツ語版、英語版）に参加している（2021/2022年シーズン）。このクラブは数十年間ブンデスリーガ2部でプレイしており、ハンドボール・ブンデスリーガへの昇格を僅差で逃したこともあった。2000年以降アイントラハト・ハーゲンは何年かレギオナルリーガや3部リーグで活動していた。2015年に2部リーグへの再昇格を果たした。ホームゲームの会場はクロルマン・アレーナである。TuS フォルメタールは3部リーグで活動している。
- ファウストボール: ファウストボールでは、多くの成功（国際的に重要なタイトルを含め）がハーゲンにもたらされている。TSV ハーゲン 1860 はフィールド競技ではドイツ・チャンピオン 10回、ヨーロッパ・カップ優勝 7回、ワールドカップ優勝 3回、屋内競技ではドイツ・チャンピオン 7回、ヨーロッパ・カップ優勝 12回の成果を誇る。
- 水球: 水球については、ホーエンリムブルガー SV が女子オーバーリーガ NRW および女子ベツィルクスリーガ NRW に参加している（何度も女子水球チャンピオンとなっている）。
- テニス: TC ロート＝ヴァイス・ハーゲンは、1980年、1988年、1990年から2001年まで、テニス・ブンデスリーガでプレイした。
- 卓球: SSV ウニオン・ハーゲンは、女子チームが1980年代の終わりに卓球ブンデスリーガに参加した。TTC ハーゲンの男子チームは、2013年から2016年まで卓球ブンデスリーガに参加していた。
- トライアスロン: トリ＝チーム＝ハーゲンは、女子トライアスロン・ブンデスリーガ1部で活動している。2013年のプレミアシーズンに総合5位、シュリーア湖で当日3位となり、ブンデスリーガでの地位を確立した。
- モータースポーツ: ハーゲンには2つの自動車クラブがある。ドイツの最も伝統あるクラブの1つである ADAC (HAC) のハーゲナー＝オートモビール＝クラブ 1905 e.V. がハーゲンにある。現在は、オートモビール・スラロームなどのレーシングカート（ジュニアグループ）やオールドタイマー・イベントを主催している。AvD（ドイツ語版、英語版） のメルキシャー・オートモビール・クラブ e.V. は、AvDで最大の地方クラブであり、やはり長い伝統を持つ（1925年創設）。カート、オートモビール、オールドタイマースポーツの他に社会的・文化的なイベントも開催され、アクティブなAvD-クラブ活動が行われている[51]。
- カヌースポーツ: ヴィルトヴァッサーパルク・ホーエンリムブルク（管理センターを有するカヌースラロームコース）
- サッカー: SV ホーエンリムブルク 1910 と Spvg. ハーゲン 11 がサッカー・ランデスリーガ・ヴェストファーレンでプレイしている。ハーゲンには合計31箇所のサッカー競技場（天然芝 4箇所、人工芝 5箇所、土のグラウンド 22箇所）がある。大規模なサッカー競技場を以下に列記する。
  - イシェラントシュタディオーン（天然芝、収容観客者数約16,500人）
  - キルヒェンベルクシュタディオーン（天然芝、収容観客者数約7,500人）
  - ベーラーハイデ競技場（天然芝、収容観客者数約4,500人）
  - シュタディオーン・ヘルフェ（人工芝、収容観客者数約4,250人）
  - ハスペ・スポーツ・レジャー施設（人工芝、収容観客者数約4,000人）

その他のハーゲンのスポーツクラブ
- ハスパー・フェヒト＝クラブ 1932/97 e.V.: フェンシング、フルーレで全国的に成功している。
- TV ハスパーバッハ 1898 e.V.: アーチェリー、西ドイツチャンピオンを獲得したことがある。
- ザウアーラント・ムスタングス（TSV フィヒテ・ハーゲン 1863 e.V.）: アメリカンフットボール、ランデスリーガ/ノルト
- BSC ハーゲン・チップムンクス e.V.: 野球、フェアバンツリーガ
- 空手 & フィットネス・センター e.V.: ドイツ空手チャンピオンに何度もなっている。
- ボックス＝スポーツ＝クラブ・ハスペ 1949/97 e.V.: ボクシングクラブ、青少年トレーニング、女性トレーニング & フィットネスボクシング、男性トレーニング。
- カメル・ファイター、チュパ・チュプス・ウント・スナークス: ダーツ世界大会に参加している。
- ジャガー＝クラブ・ハーゲン e.V.: ジャガー（ドイツ語版、英語版）

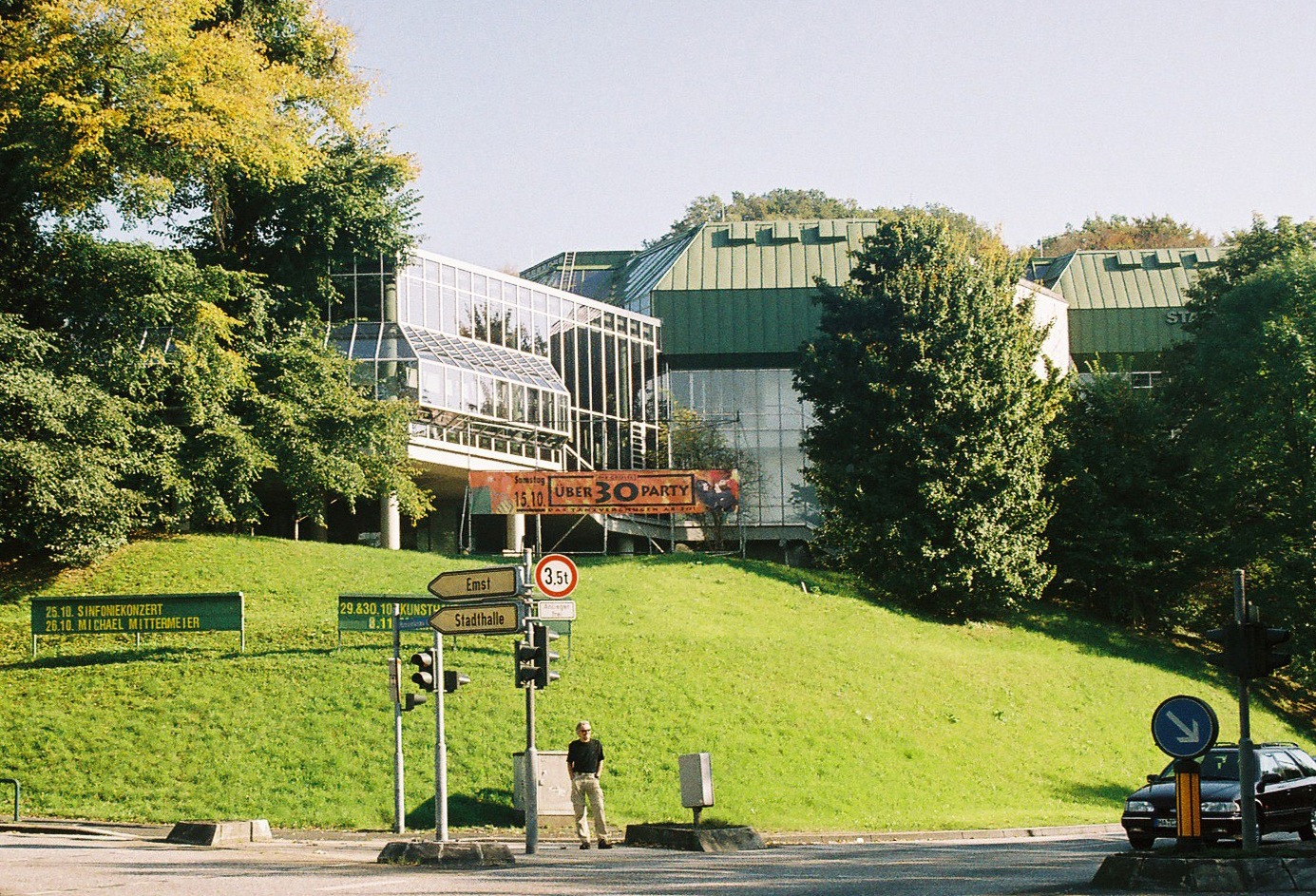
シュタットハレ・ハーゲン

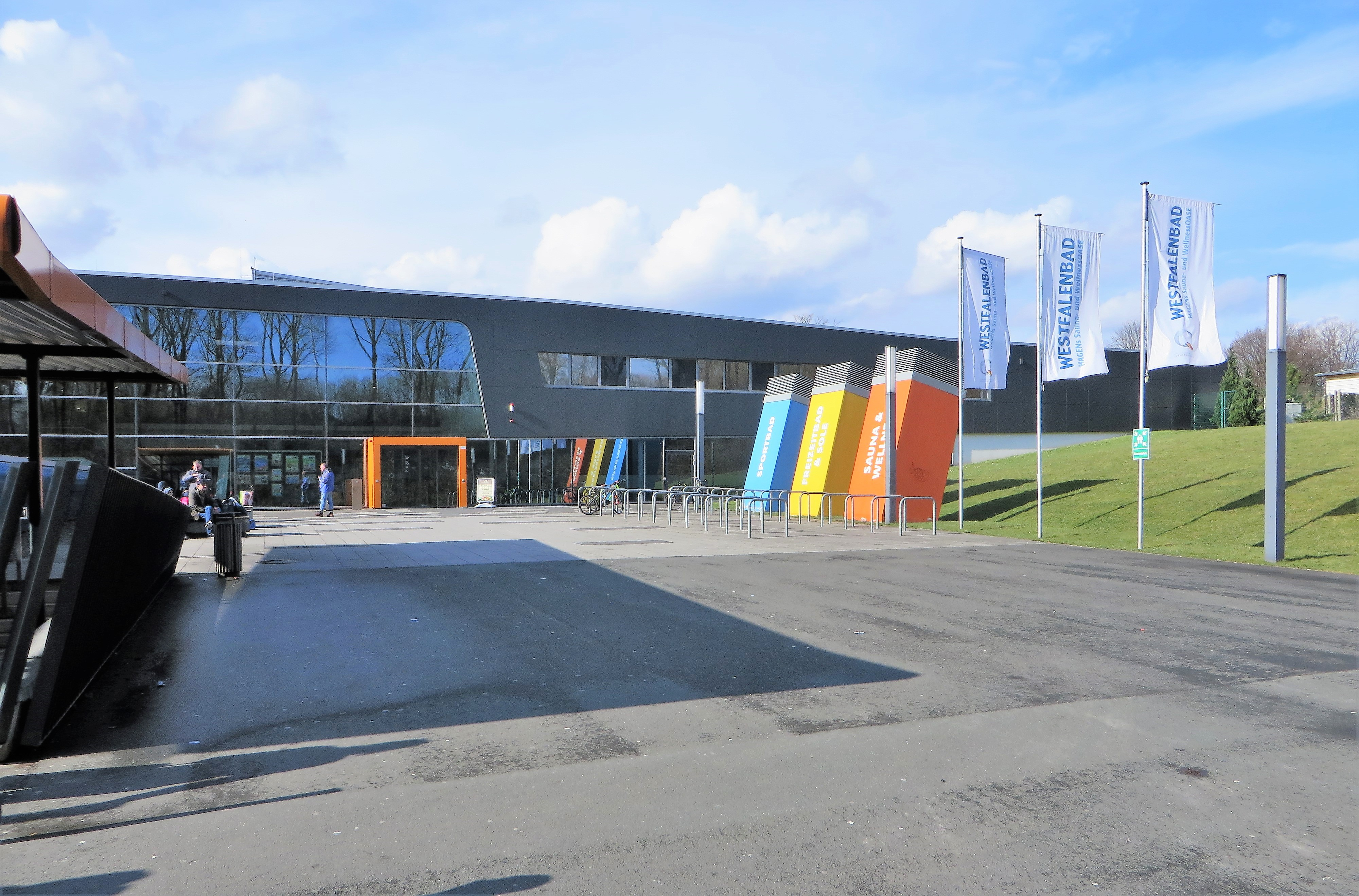
ヴェストファーレンハレ

### レジャー
ハーゲンには多彩なレジャー施設がある。
- イシェラントシュタディオーンは、サッカーおよび陸上競技場である。収容観客者数は約16,500人で、SSV ハーゲンのホームゲームが行われる。
- シュタットハレ・ハーゲン（ハーゲン市立ホール）は、1981年に開館したハーゲンのイベントホールである。コンサートホールや会議場として利用されている。
- ヴェストファーレンバート（2010年オープン）: 屋外プール。
- マウンテンバイク・コース: 2008年、ハーゲナー・シュタットヴァルト（ハーゲンの市の森）の中に2本のマウンテンバイク・コースが設けられた。
- ヘングスタイ湖（ドイツ語版、英語版）での船やウォータースポーツ。

### イベント
ハーゲンには定期的に開催される多彩なイベントがある。
- 「イート・マイ・ショーツ - ハーゲナー・クルツフィルムフェスティバル」: 毎年開催される短編映画祭。
- 5月のヨーロッパ週間: 祝祭、コンサート、展覧会、講演会、ヨーロッパを総合的に捉えたシンポジウム。
- 市祭「ハーゲン・ブリュート・アウフ」（直訳: ハーゲンは花開く）: 毎年1回週末に、中心街全域でライブ演奏やファッションショーなど数多くのイベントが開催され、歩行者専用区域には多彩な屋台が出店する。
- 「シュプリンゲ＝フェスト」: 年に1回3日間にわたって、ハーゲンのマルクト広場で飲食やライブ演奏、野外映画を楽しむことができる。
- 「フェリエンマウス」: 夏休み中に家にいる子供達のためのイベント。
- 夏の「ウアラウプスコルプ」（直訳: バスケット籠）: 地元の企業や施設が開放されガイド付きで案内されるイベント。
- 「ハメッケ・オープン・エア（ロック・アウフム・ミュル）」: ハメッケパルク（ハーゲン＝ベーラーハイデ）での3日間にわたるロック/メタル・フェスティバル。子供向けの付属プログラムもある。
- ハスペのキルメス: 教会開基祭、祝祭ワゴンによるパレードがある。
- 夏の「ムシェルザラート」: 市内各所でのコンサート/演劇客演。
- ADACのハーゲナー＝オートモビール＝クラブ 1905 e.V. によるオールドタイマーラリー「ハーゲン＝クラシック」と、それに続く内市街のパレード（聖霊降臨節）。
- ハーゲナー＝オートモビール＝クラブ 1905 e.V. と LWL-野外博物館による LKW-オールドタイマー集会。
- ハーゲンの謝肉祭: この街は謝肉祭の盛んな土地柄である。内市街での「バラの月曜日のパレード」の他に、ベーレ地区では毎年、その前日の日曜日に伝統的なフェストヴァーゲン（山車）のパレードが行われる。この2つのパレードは毎年数千人の見物客を引き寄せる。1966年から2004年までハーデンではドイツで最も有名なカーニバル表彰の1つである「ケッテ・デス・ゴルデーネン・フモールス」（直訳: 黄金のユーモアの鎖）が授与されていた。この賞は公共活動の個人に授与された。

## 人物

### 出身者
| - フリードリヒ・ハーコート（1793年 - 1880年）「ルール地方の父」とも呼ばれる企業家、政治家。 - エドゥアルト・フリードリヒ・エーフェルスマン（1794年 - 1860年）生物学者、探検家。 - エドゥアルト・ハーコート（1797年 - 1836年）鉱山技術者。 - カール・ブレミカー（1804年 - 1877年）天文学者、測地学者。 - ゲオルク・フォン・フィンケ（1811年 - 1875年）ドイツ帝国議会議員、行政弁護士、ヴェストファーレン州に騎士領を有した。 - チャールズ・ハレ（1819年 - 1895年）ピアニスト、指揮者、作曲家。ハレ管弦楽団の創設者。 - イーダ・ゲルハルディ（1862年 - 1927年）画家。 - カール・エルンスト・オストハウス（1874年 - 1921年）銀行家。ドイツで最も重要な芸術支援者、収集家の1人。 - ヴィルヘルム・プレンツェル（1878年 - 1945年）軍人。海軍大将。 - オスカー・フンケ（1885年 - 1965年）企業家、政治家。 - ヴィリ・ランメルト（1892年 - 1957年）彫刻家。 - エミール・トゥイ（1894年 - 1930年）軍人。第一次世界大戦時のエースパイロット。 - ハンスハイリヒ・ドランスマン（1894年 - 1964年）作曲家。 - ルイーゼ・レーリング（1896年 - 1964年）政治家。 - フリッツ・シュタインホフ（1897年 - 1969年）政治家。ノルトライン＝ヴェストファーレン州第3代首相。 - パウル・シュミット（1898年 - 1976年）発明家。 - ハンス・ニーラント（1900年 - 1976年）NSDAPの政治家。1940年から1945年までドレスデンの上級市長を務めた。 - フーゴ・パウル（1905年 - 1962年）政治家。 - エルンスト・マイスター（1911年 - 1979年）詩人、作家。 - カール・アダム（1912年 - 1976年）ボート競技指導者。 - エミール・シューマッハー（1912年 - 1999年）画家。 - アルトゥール・アクスマン（1913年 - 1996年）政治家、軍人。ヒトラー・ユーゲント指導者。 - ヘルベルト・ライネッカー（1914年 - 2007年）ジャーナリスト、作家。 - リーゼロッテ・フンケ（1918年 - 2012年）政治家。ドイツ連邦議会副議長を務めた。 - カール＝ギュンター・ベヘム（1921年 - 2011年）レーシングドライバー。 - ニコウラス・レッシャー（1928年 - ）アメリカ人哲学者。 - ユルゲン・フベルト（1939年 - 2021年）企業家。ダイムラー・クライスラーの取締役を務めた。 - マグダレーネ・ホフ（1940年 - 2017年）政治家。欧州議会議員。 - クラウス＝ディーター・ゼーハウス（1942年 - 1996年）サッカー選手。 - エゴン・スコットランド（1948年 - 1991年）ジャーナリスト。 - レンガ・ローデヴィル（1948年- ）写真家、作家、画家、造形美術家、グラフィック作家、舞踏家。 - ハンス・ライヒェル（1949年 - 2011年）ギタリスト、ヴァイオリニスト、楽器製作者。 - アネッテ・フンペ（1950年 - ）ポップ歌手、音楽プロデューサー。 - モニカ・フェート（1951年 - ）ジャーナリスト、作家。 - トーマス・ヴェシングハーゲ（1952年 - ）陸上競技選手（中長距離）。 - アクセル・トロースト（1954年 - ）経済学者、政治家。 - インガ・フンペ（1956年 - ）歌手、作曲家、作詞家。 | - ネーナ（1960年 - ）歌手、女優。 - ヴォルフガング・イェルク（1963年 - ）政治家。 - ラルフ・ウォルドマン（1966年 - 2018年）オートバイレーサー。 - ムース T.（1966年 - ）ドイツ系トルコ人の音楽プロデューサー。 - マンボ・クルト（1967年 - ）音楽家。 - オリヴァー・ハーケルマン（1968年 - ）バスケットボール選手。 - バーバラ・モルゲンシュテルン（1971年 - ）作曲家、作家、キーボード奏者、音楽プロデューサー。 - ヘニング・ヴェーン（1974年 - ）コメディアン。 - ミヒャエル・コールマン（1974年 - ）テニス選手。 - トーマス・ヴェーバー（1974年 - ）歴史家。 - ヤン＝オレ・ゲルスター（1978年 - ）映画監督、劇作家。 - ジャネット・ゲッテ（1979年 - ）女子サッカー選手。 - ユリア・フンマー（1980年 - ）俳優、シンガーソングライター。 - ジョヴァンニ・フェデリコ（1980年 - ）ドイツ系イタリア人サッカー選手。 - ジェニファー・ボンガルト（1982年 - ）女子カヌー選手。 - ベッティーナ・ハウエルト（1982年 - ）女子ゴルフ選手。 - サブリナ・リヒター（1982年 - ）女子ハンドボール選手。 - ガエターノ・マンノ（1982年 - ）サッカー選手。 - フローリアン・トールヴァルト（1982年 - ）サッカー選手。 - サルヴァトーレ・ガンビーノ（1983年 - ）サッカー選手。 - カトリーン・ヘリング＝プラール（1986年 - ）政治家。 - パトリック・ファビアン（1987年 - ）サッカー選手。 - ジィェド・チェンヌーフィ（1988年 - ）ドイツ系チュニジア人バスケットボール選手。 - ペール・ギュンター（1988年 - ）バスケットボール選手。 - クリストファー・アントウィ＝アジェイ（1994年 - ）ドイツ系ガーナ人サッカー選手。 - メフメト・クルト（1996年 - ）サッカー選手。 - ムハイェ・オクタイ（1999年 - ）ドイツ系トルコ人サッカー選手。 - ニクラス・ティーデ（1999年 - ）サッカー選手。 - ナッシム・ブジェラブ（1999年 - ）モロッコ系ドイツ人サッカー選手。 |

### ゆかりの人物
- ルパート・ノイデック（ドイツ語版、英語版）（1939年 - 2016年）ジャーナリスト。少年時代をハーゲンで過ごし、ハーゲンのギムナジウムでアビトゥーアを修得した。
- フレディー・ブレック（ドイツ語版、英語版）（1942年 - 2008年）歌手、作曲家、プロデューサー、司会者。ハーゲンで育った。
- エルダール・ケーザー（ドイツ語版、英語版）（1961年 - ）サッカー選手。ジュニア時代に SSV ハーゲンに所属した。
- ヨーゼフ・ラウマン（ドイツ語版、英語版）（1983年 - ）サッカー選手。ジュニア時代に SV フォルトゥナ・ハーゲンに所属した。
- ヴァルデト・ラマ（1987年 - ）サッカー選手。ジュニア時代に SSV ハーゲンおよびハスパー SV に所属した。
- ルーカス・クロスターマン（1996年 - ）サッカー選手。ジュニア時代に SSV ハーゲンに所属した。

## 関連図書
- Ulrike Katrin Peters; Karsten-Thilo Raab (2006). Sport in Hagen. Erfurt: Sutton Verlag. ISBN 978-3-89702-957-6
- Ralf Blank; Stephanie Marra; Gerhard E. Sollbach (2008). Hagen. Geschichte einer Großstadt und ihrer Region. Essen: Klartext Verlag. ISBN 978-3-89861-893-9
- Karsten-Thilo Raab (2008). Das ist Hagen. Clenze: Agrimedia. ISBN 978-3-86037-346-0
- Karsten-Thilo Raabtitle=Hagener Sportchronik – 1860 bis 2009 (2009). Clenze: Agrimedia. ISBN 978-3-86037-396-5
- Rouven Lotz (2009). Der Hagener Hohenhof: Das Landhaus für Karl Ernst Osthaus von Henry van de Velde. Hagen: Ardenkuverlag. ISBN 978-3-932070-89-1
- Michael Baales, Ralf Blank, Jörg Orschiedt, ed (2010). Archäologie in Hagen. Eine Geschichtslandschaft wird erforscht. Essen: Klartext Verlag. ISBN 978-3-8375-0423-1
- Tayfun Belgin, Michael Eckhoff, Elisabeth May, ed (2019). Zwischen Tradition und Moderne. Jugendstil und mehr in Hagen (2 ed.). Hagen: Ardenkuverlag. ISBN 978-3-942184-39-7
- Fabian Fechner/Barbara Schneider, ed (2019). Koloniale Vergangenheiten der Stadt Hagen. FernUniversität in Hagen. ISBN 978-3-00-063343-0
- Ralf Blank, Uta Kleine, Felicitas Schmieder, ed (2022). Hagen. Eine moderne Stadtgeschichte. Studien und Quellen zur Westfälischen Geschichte, Band: 91. Leiden-Paderborn: Brill-Ferdinand Schöningh. ISBN 978-3-506-79197-9

### 訳注
1. ↑  ドイツ語: Programmkino、商業ベースに乗らない映画作品を上演する小規模な映画館。